# Sperry
«Сперри» ([ˈsperɪ] англ. Sperry Corporation) — американская корпорация, функционировавшая в 1910—1986 гг. и занимавшаяся выпуском вооружения и военной техники, электротехники и электроники, в первую очередь военного назначения, а также промышленной и бытовой продукции. Корпорация была основана изобретателем и организатором производства Элмером Сперри, который и дал ей своё имя. При том, что основатель корпорации сам являлся выдающимся конструктором-новатором (второй американский изобретатель после Томаса Эдиссона по количеству патентов и зарегистрированных изобретений), собранный им коллектив научных и инженерно-технических кадров поддерживал корпоративную репутацию на высоком уровне, — корпорации принадлежит ряд революционных нововведений в сфере военной техники и электронно-вычислительной техники, в частности, на счету инженеров «Сперри» первый в мировой военной истории самолёт-снаряд — предшественник современных крылатых ракет, первая принятая на вооружение радиоуправляемая ракета класса «воздух—воздух», создание авиагоризонта, автопилота, систем прицельного бомбометания, корабельного стабилизатора, разработка тонкоплёночных магнитных носителей информации, оптимизация процессов получения и обработки информации до микросекунд, а затем наносекунд, создание одного из ранних цифровых компьютеров и др. Компания «Сперри» была создана в 1910 году для реализации судовых гирокомпасов собственного производства, официально стала корпорацией 13 апреля 1933 года. В 1986 году «Сперри» прекратила своё существование под данным именем, в результате слияния с корпорацией «Барроуз» был образован консорциум «Юнисис».

## Предыстория

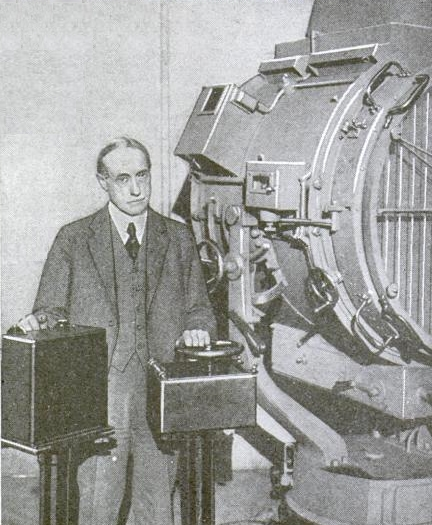
Основатель корпорации у станка

Элмер Сперри (1860—1930) зарегистрировал восемь компаний в конце XIX — начале XX вв. Все они имели различную производственную специализацию и в конечном итоге влились в новообразованную корпорацию.

## История
Предвоенный период
Гирокомпас «Сперри» первой модели состоял из двух тысяч отдельных деталей, изготовленных вручную ювелирным способом, и по меркам своего времени считался «супергаджетом». Первым кораблём, на который в 1911 году был установлен гирокомпас «Сперри», стал дредноут «Делавэр». В 1913 году компаньоны основателя корпорации Реджинальд Гилмор и Том Морган отправились в Лондон, где ими был основан британский филиал, который занимался среди прочего конкурентной разведкой и мониторингом последних достижений передовых европейских изобретателей в сфере систем управления огнём, незамедлительно направляя подробные отчёты в США.
Первая мировая война
Продукция «Сперри» высоко зарекомендовала себя в предвоенный период, в годы Первой мировой войны основными заказчиками гироскопических навигационных приборов стали ВМС США и флоты союзнических государств, что позволило существенно расширить производственную базу, тогда же началось освоение компанией авиационной отрасли — этому способствовало то обстоятельство, что один из сыновей основателя компании Лоуренс Сперри сам был авиатором и также как и его отец изобретателем, запатентовал в 1912 году современный автопилот или «стабилизатор аэроплана», как он сам назвал своё изобретение. Однако, помимо мощного толчка к развитию промышленных мощностей «Сперри», война выступила и своего рода отборочным туром для выбора дальнейших направлений развития на перспективу, и морские стабилизаторы, также как и автопилоты на долгое время оказались невостребованными ни военными, ни гражданскими моряками и авиаторами, поэтому данное направление было признано бесперспективным и дальнейшие научно-изыскательские усилия научных и инженерных кадров сосредоточены на пользующихся спросом гироскопах (хотя в частном порядке оба Сперри, и отец, и сын, продолжали свои опыты в послевоенные годы).
В 1915—1918 гг. в интересах флота был поставлен ряд экспериментов по созданию «автоматических воздушных торпед» (automatic aerial torpedo), того, что впоследствии примет форму самолёт-снарядов, а затем - крылатых ракет. Перед инженерами «Сперри» было поставлено вполне конкретное тактико-техническое задание, требовавшее от них создания беспилотного летательного аппарата, способного лететь на заданной высоте по заданному курсу и доставлять заряд взрывчатого вещества на требуемое рассчитанное расстояние. Результатом его выполнения стала первая в своём роде «летающая бомба».
Межвоенный период

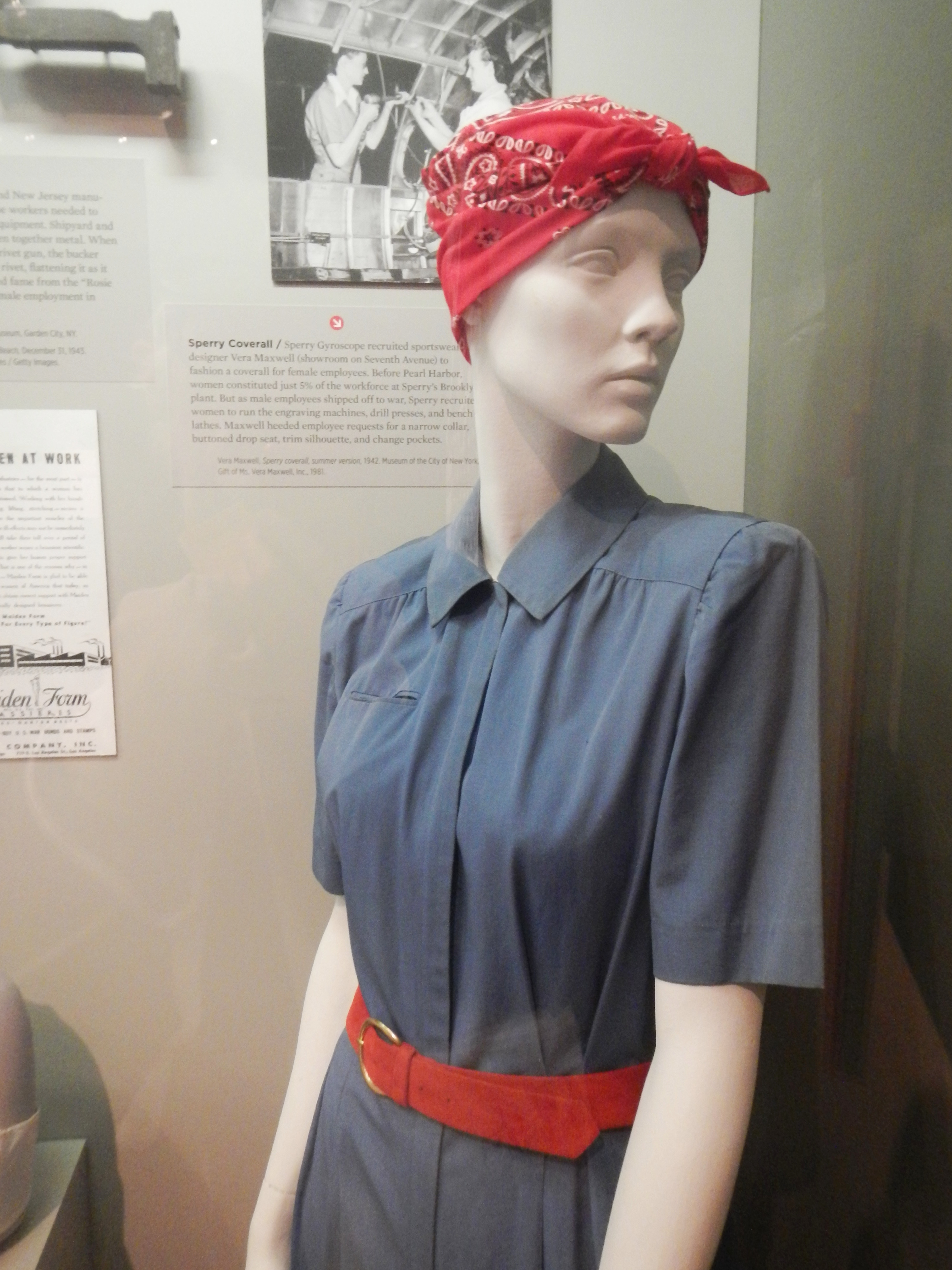
Корпоративная униформа работниц заводов «Сперри»

Развитие авиации в 1920-е годы заставило руководство «Сперри» сосредоточить усилия на разработке того, что впоследствии стало авионикой. Первым достижением в этом направлении стало создание и успешное испытание авиагоризонта. Осенью 1929 года тогда ещё молодой лейтенант корпуса армейской авиации Джеймс Дулиттл в условиях нулевой видимости взлетел с аэродрома «Митчел» в Лонг-Айленде и совершил первый в истории воздухоплавания полёт по приборам от взлёта до посадки, помогали ему в этом два прибора «Сперри» — гирогоризонт (Gyro Horizon) и дирекционный горизонт (Directional Horizon) — предшественники современных авиационных навигационных приборов. Под впечатлением от беспрецедентного даже по меркам более поздних лет полёта Дулиттла (а в 1929 году иначе как самоубийственным его назвать было нельзя), армейский генералитет распорядился оснастить все армейские самолёты продукцией «Сперри». Развитие пассажирской авиации в 1930-е годы позволило вернуться к отложенной в долгий ящик теме автопилота. Один из пионеров американской авиации Уайли Пост, известный тем, что он был одноглазым, несмотря на это прискорбное обстоятельство, он в 1930 году успешно облетел земной шар на самолёте вместе со штурманом. В 1933 году он заменил штурмана в кабине на прибор, называвшийся «гиропилотом» (Gyropilot) и совершил первый в истории авиации одиночный кругосветный перелёт.
Кроме того, удалось испытать судовой стабилизатор для снижения эффектов качки на судно и находящихся на борту экипаж и пассажиров, — первым судном, оборудованным аппаратурой гироскопической стабилизации, стал итальянский океанический лайнер «Конте ди Савойя». За время эксплуатации стабилизатор показал отменные результаты, которые превзошли все ожидания, однако, начавшаяся Великая депрессия заставила судоходные компании отказаться от идеи оборудования пассажирских судов такого рода аппаратурой.
В межвоенный период корпорация закрепила свою роль как поставщика точномеханических и электротехнических приборов для Вооружённых сил США. В 1930 году управление вооружения Армии США создало специальную должность Армейского инспектора вооружения (Army Inspector of Ordnance), офис которого размещался на Бруклинском заводе «Сперри» для контроля качества продукции, выпускаемой для Фрэнкфордского арсенала, — это было зарождением института военного представительства от стороны-заказчика продукции на предприятиях военной промышленности.
Вторая мировая война

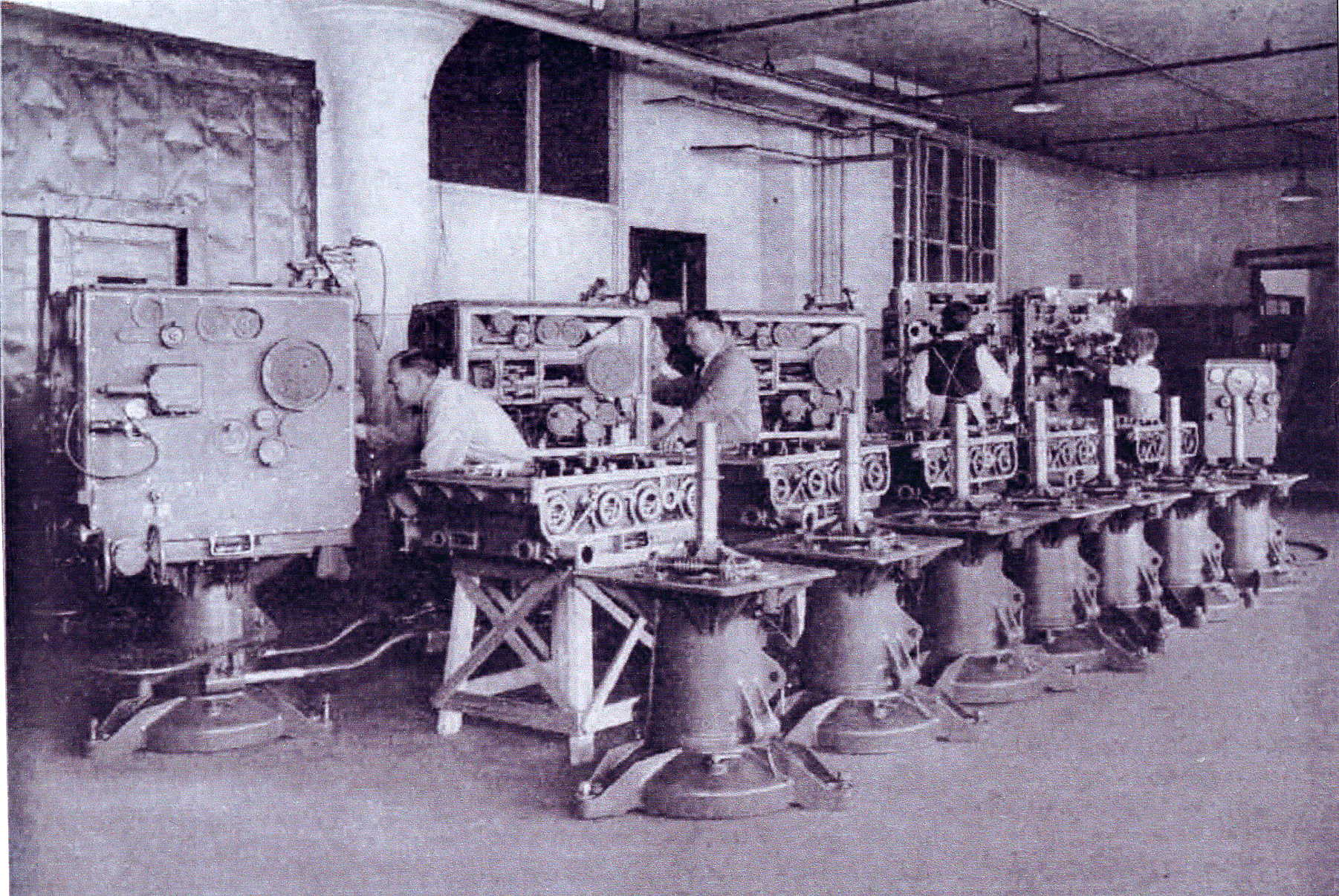
Производство приборов управления зенитным огнём M2

В годы Второй мировой войны перед инженерами корпорации была поставлена задача выхода за пределы отдельных авиаприборов и создания интегрированных бортовых систем и подсистем обеспечения полёта, в которых все приборы сопрягались друг с другом для достижения максимального результата.
В 1941 году «Сперри» объединила два своих подразделения, ответственных за производство гидравлических систем и механизмов — «Уотербери тул» и «Виккерс инкорпорейтед».
Война стала стимулом к стремительному укрупнению и расширению всех корпоративных подразделений, позволила расширить и дополнить линейку выпускавшейся продукции. Кроме своей традиционной сферы деятельности, — производства гироскопических навигационных приборов, — корпорация получила заказы на поставку приборов управления зенитным огнём, и, хотя их производство пришлось налаживать на ходу, уже вскоре после запуска производственных линий производство пошло опережающими темпами. За годы войны «Сперри» и «Форд» выпустили около 2500 приборов M7 и M9 для 76,2-мм зенитной пушки M1918 и 120-мм зенитной пушки M1. Инженерами корпорации был внесён существенный вклад в дело развития техники всепогодных круглосуточных полётов, прицельного бомбометания, противолодочной и противовоздушной обороны.
Послевоенный период
С окончанием военных действий корпоративный менеджмент столкнулся с дилеммой дальнейшего развития, проистекавшей из необходимости перестройки производства на нормы мирного времени, что, с одной стороны, требовало сокращения персонала, сокращения объёмов производства, перепрофилирования производственных мощностей под выпуск новых видов продукции, с другой стороны, поиска новых рынков сбыта и новых сфер задействования разросшихся капиталов и финансовых возможностей корпорации. В ходе перестраивания производственных линий был освоен выпуск новой продукции, в частности, клистронов и ламп бегущей волны, которых к 1960-м выпускалось более ста разновидностей. Ко всему прочему добавились сельскохозяйственная техника и разнообразные товары для фермерского хозяйства.
Ракетная программа США
После того, как американские войска завладели трофейными образцами немецких крылатых ракет «Фау-2» и технической документацией к ним, указанные артефакты вместе с сопроводительными материалами и немецкими учёными-ракетчиками поступили в распоряжение инженеров «Сперри». Избранные за свой богатый опыт и многочисленные научно-технические достижения в сфере инерциальной навигации, «Сперри» и «Форд-инструмент» (основанная главным инженером «Сперри» Ганнибалом Фордом) были в авангарде ракетной программы США Впоследствии полученные наработки пригодились не только при создании баллистических и крылатых ракет, но и в разработке навигационной аппаратуры для летательных аппаратов нового поколения и для атомных подводных лодок. С началом в 1947 году работ по проекту «Спарроу» — первой американской управляемой ракеты класса «воздух—воздух», — «Сперри» сходу была назначена головной организацией среди подрядчиков работ. 3 декабря 1952 года состоялся первый в истории американской военной авиации успешный перехват воздушной цели при помощи УРВВ «Спарроу», запущенная из-под крыла самолёта «Скайнайт», пилотируемого коммандером С. Эндрюсом, уничтожила переоборудованный в самолёт-мишень палубный истребитель «Хеллкэт». И хотя в Третьем Рейхе имелись наработки 1944—1945 гг. по ракете «Руршталь», управляемой по проводам, случаев её боевого применения до окончания войны зафиксировано не было, а «Спарроу» была принята на вооружение в 1954 году и в модифицированном виде остаётся на вооружении по сей день. Впоследствии Сперри внесла значительный вклад в создание систем управления ракетным вооружением корабля в рамках программы «Трёх Т»: «Терьер», «Тартар» и «Талос», — трёх корабельных зенитных ракетных комплексов.
Холодная война
В послевоенные годы началось активное освоение сферы производства электронно-вычислительной техники, в результате длительных исследований в 1953 году был создан один из ранних цифровых компьютеров SPEEDAC. В период Холодной войны корпорация приобрела целый ряд электронных производств, одно из которых, подразделение Univac Federal Systems Division, стало одним из крупнейших поставщиков электронно-вычислительной техники для Вооружённых сил США, Национального аэрокосмического агентства, Федеральной авиационной администрации, Комиссии по атомной энергии и других федеральных министерств и ведомств, а также союзников по блоку НАТО. Достижения в сфере инерциальной навигации позволили достигнуть небывалых ранее результатов в области автономности кораблей и судов флота, добиться рекордов автономного подводного плавания без всплытия на поверхность, — в 1960 году подводная лодка «Тритон», оборудованная судовой инерциальной навигационной системой SINS (Ships Inertial Navigation System), совершила первое в истории мореплавания кругосветное плавание, ни разу не всплыв. В начале 1961 года в лабораториях «Сперри» начались эксперименты в области военного применения лазера.
Между тем, ещё в 1950-е годы корпоративный менеджмент инициировал программу децентрализации с целью увеличения эффективности администрирования уже разросшейся и продолжавшей расти корпорации, что перекликалось с федеральной программой рассредоточения предприятий национальной военной промышленности на случай внезапного превентивного удара СССР (таким образом обеспечивало более высокую её живучесть, потому как, будучи сосредоточенной в нескольких крупных промышленных районах, военная промышленность США представлялась достаточно лёгкой целью для дальней бомбардировочной авиации и ракетных войск СССР). В рамках этой программы производственные мощности корпорации, до того сконцентрированные в Нью-Йоркском промышленном районе, были рассредоточены по стране. Заводы «Сперри» вскоре заработали во Флориде и Виргинии, Коннектикуте, Аризоне, Юте, Теннесси и Массачусетсе. В Садбери, штат Массачусетс, был возведен Научно-исследовательский центр «Сперри-Рэнд», куда были переданы работы в таких отраслях научного знания, как физика твёрдого тела, физика плазмы, физика атмосферы, химия, прикладная механика. Большим подспорьем в этом отношении стало то, что финансирование научно-исследовательских, изыскательских и проектно-конструкторских работ теперь велось не только за счёт корпоративного бюджета на собственный риск руководства, но и за счёт привлечённых бюджетных средств в рамках федеральных исследовательских программ и проектов.
Космическая программа США
Наработки «Сперри» в сфере инерциальной навигации оказались очень кстати с началом космической программы США. Гироскопические приборы «Сперри» стали стержневым элементом навигационной аппаратуры пилотируемых космических аппаратов «Аполлон» и «Джемини», беспилотных космических аппаратов «Лунар орбитер», «ОСО», «Синком», «Тайрос», «Телстар», «Эхо».

## Организационные преобразования
Ниже перечислены основные вехи истории компании как субъекта хозяйственной деятельности: организационно-структурные преобразования, смена названий и организационных форм. В разные годы носила названия: Sperry Gyroscope Company (1910—1933), Sperry Corporation (1933—1955), Sperry Rand (1955—1978), Sperry Corporation (1978—1986). Структурными подразделениями (филиалами) корпорации являлись: компания UNIVAC (с момента слияния с Remington Rand в 1955 г.), которая в разное время называлась Sperry Univac (1978—1986) и Univac Defense Systems; подразделение Uniscope (в составе Univac); компания EMR-Computer (с 1972 г.), занимавшиеся выпуском электронно-вычислительной техники одноименных марок.
|  | Научно-исследовательский центр в Садбери |

|  | Компьютерный центр в Солт-Лейк-Сити |

## Слияния и поглощения
- 1913 — Sperry Gyroscope Company Limited, Лондон (электронная промышленность)
- 1935 — Waterbury Tool Company, Уотербери, Коннектикут (гидравлика)[24]
- 1937 — Vickers Incorporated, Детройт, Мичиган (гидравлика)[24]
- 1943 — Wheeler Insulated Wire Company, Бриджпорт, Коннектикут (электротехническая промышленность)[25]
- 1945 — Wright’s Automatic Machinery Company[англ.], Дарем, Северная Каролина (промышленное машиностроение, производство электромоторов)[26]
- 1945 — Selenium Corporation of America, Эль-Сегундо, Калифорния (электротехническая промышленность)[27]
- 1946 — Benwood-Linze Company, Сент-Луис, Миссури (электротехническая промышленность)[27]
- 1946 — Tulsa Winch Manufacturing Company, Талса, Оклахома (автотранспортные грузовые лебёдки, механические трансмиссии, валы отбора мощности)[27]
- 1947 — New Holland Machine Company[англ.], Нью-Холланд, Пенсильвания (сельскохозяйственная техника)[28]
- 1947 — Hertzler & Zook Company, Бельвиль, Пенсильвания (сельскохозяйственный инвентарь и товары для фермерского хозяйства)[28]
- 1948 — Dellinger Manufacturing Company, Ланкастер, Пенсильвания (зерноуборочная техника)[17]
- 1951 — Ontario Hughes-Owens Company Limited, Оттава, Онтарио (оптические приборы, навигационная и счётно-механическая аппаратура)
- 1952 — Engineering Research Associates, Сент-Пол, Миннесота (электронно-вычислительная техника)[29]
- 1955 — Vickers-Detroit Hydraulics, Pty., Ltd., Мельбурн, Австралия (гидравлика)
- 1955 — Remington Rand, Нью-Йорк (многоотраслевая)[24]
- 1956 — Tokyo Keiki Seizosho Co., Ltd., Токио, Япония (гидравлика)
- 1958 — Smoker Farm Elevators, Inc., Интеркорс, Пенсильвания (средства автоматизации сельскохозяйственных работ)[30]
- 1961 — National Data Processing Corporation, Даллас, Техас (электронно-вычислительная техника)[7]
- 1962 — Haro-Bed Company, Фаулер, Калифорния (пресс-подборщики и прицепы для перевозки сена в тюках)
- 1964 — Werkhuizen Leon Claeys P.V., Зедельгем, Бельгия (сельскохозяйственная техника)
- North American Aviation, Inc. (авиакосмическая промышленность и ракетостроение)[7]
- Ford Instrument Company, Inc.[англ.], Лонг-Айленд-Сити, Лонг-Айленд (электронная промышленность и точномеханическая продукция)[7]

Корпорация владела 40 заводами за рубежом в дополнение к производственным предприятиям в США. Общее количество персонала, занятого на производстве к сер. 1960-х гг., составляло 34 тыс. человек.

## Структура
Корпорация имела разветвлённую структуру с шестью головными управлениями, ответственными за конкретное направление производства (электронно-вычислительная техника, электротехника, сельскохозяйственная техника, гидравлика, судовое оборудование, федеральные военные заказы), с многочисленными филиалами и структурными подразделениями, рассредоточенными по территории США.
Научно-исследовательские и вычислительные центры
- Vickers Administration and Engineering Center, Ройал-Ок, Мичиган[32]
- Sperry Rand Research Center, Садбери, Массачусетс[22]
- Univac Engineering Center, Филадельфия, Пенсильвания[7]

Заводы и фабрики
- Computer Systems Applications Development Center, Блю-Белл, Пенсильвания
- Remington Electric Shaver Division, Бриджпорт, Коннектикут
- Sperry Farragut Co., Бристол, Теннесси
- Sperry Rubber & Plastics Co., Бруквилл, Индиана
- Sperry Gyroscope, Гарден-Сити, Нью-Йорк
- Electronic Tube Division, Гейнсвилл, Флорида
- Sperry New Holland Plant, Гранд-Айленд, Небраска
- Electro Devices Laboratory, Грейт-Нек, Нью-Йорк
- Electro Components Plant, Дарем, Северная Каролина
- Microwave Electronics Division, Клируотер, Флорида
- Remington Office Equipment Division, Нью-Йорк
- Office Machines Division → Sperry Semiconductor, Norwalk Research Laboratory, Саут-Норуолк, Коннектикут
- New Holland Farmec Division, Смоктаун, Пенсильвания
- Sperry Utah Company → Sperry Computer Systems, Солт-Лейк-Сити, Юта
- Vickers Tulsa Products Division, Талса, Оклахома
- Flight Systems Division → Space Systems Division, Sperry Gyro Division, Финикс, Аризона
- Sperry Piedmont Co. → Sperry Marine Systems, Шарлоттсвилл, Виргиния
- Remington Rand Division, Louisiana Army Ammunition Plant[англ.], Шривпорт, Луизиана

## Иностранные филиалы
К 1965 году «Сперри» владела контрольным пакетом акций около ста компаний за пределами США, кроме того, во многих странах мира действовали её филиалы, включавшие в себя не только региональные офисы и лицензированные пункты реализации продукции, но и производственные предприятия, а также компьютерные вычислительные центры (Univac Computing Center). Доходы от внешнеэкономической деятельности составляли около 25 % от годичного совокупного дохода корпорации.
- Sperry Australia Proprietary Limited, Лидкомб, Новый Южный Уэльс — головной офис и завод, Remington Rand—Chartres Pty Ltd, Сидней — региональное представительство и компьютерный центр (1953); Мельбурн, Виктория — завод (1955)
- Sperry Rand France, Алжир
- Sperry Rand Sudamericana S.A. — Южноамериканское континентальное управление, Буэнос-Айрес (1956), Remington Afeitadoras Electricas S.A.C.I., Буэнос-Айрес — головной офис и завод (1956)
- Clayson N.V., Зедельгем, Западная Фландрия (1964)
- Sperry Gyroscope Company Ltd, Лондон — Европейское континентальное управление, головной офис и завод (1913); Глазго, Шотландия (1956)
- Sperry Rand Holland N.V., Амстердам — головной офис, Хертогенбос, Северный Брабант — завод, Роттердам, Южная Голландия — компьютерный центр
- Sperry Rand Denmark A/S, Копенгаген (1965)
- Sperry Rand Italia S.p.A., Рим (1965)
- Sperry Gyroscope Company Company of Canada, Limited, Торонто, Онтарио (1950); Sperry Gyroscope Ottawa, Ltd, Оттава (1951) New Holland Division, Recording and Statistical Division, Remington Electric Shaver Division, Remington Rand Division, Sperry Gyroscope Division, Univac Division, Vickers Division
- Sperry Rand of Zealand Limited, Веллингтон (1955)
- Sperry Rand Norge A/S, Осло (1965)
- Sperry Rand of Pakistan Limited, Карачи
- Sperry Rand Peruana S.A., Лима
- Kardex AG, Саарбрюккен, Саар (1952); Deutsche Clary GmbH, Раштатт, Баден-Вюртемберг (1952); Vickers GmbH, Бад-Хомбург, Гессен (1956); Sperry Kreiseltechnik GmbH, Мюнхен, Бавария (1964)
- Sperry Rand France, Париж — головной офис, Нижний Рейн, Гранд-Эст — завод (1959); Sperry Europe Continental, Париж — Европейское континентальное управление (1961)
- Sperry Rand A.G., Берн (1965)
- Sperry Rand A.B., Стокгольм
- Sperry Rand of South Africa Pty. Ltd., Йоханнесбург, Гаутенг

Источник информации : Electronic News Financial Fact Book & Directory. — N.Y.: Fairchild Publications, Book Division, 1968. — Vol. 7 — P. 375. — 456 p.

## Продукция
Корпорация специализировалась производстве различной продукции, главным образом электротехнической, и оказании сопутствующих услуг по её обслуживанию. Номенклатуру производимой продукции составляли следующие категории товаров: рельсовый подвижной состав, электротехника, электронно-вычислительная техника, артиллерийское вооружение, ракетное вооружение, турели, системы управления огнём, системы управления вооружением кораблей, боевые информационные управляющие системы, приборы управления зенитным огнём, прицельные приспособления, бомбовые прицелы, инерциальные навигационные системы для плавсредств, летательных аппаратов и космических аппаратов, бортовое радиоэлектронное оборудование самолётов и вертолётов, наземные, корабельные и авиационные радиолокационные средства.

### Ракетное вооружение

AADS-70
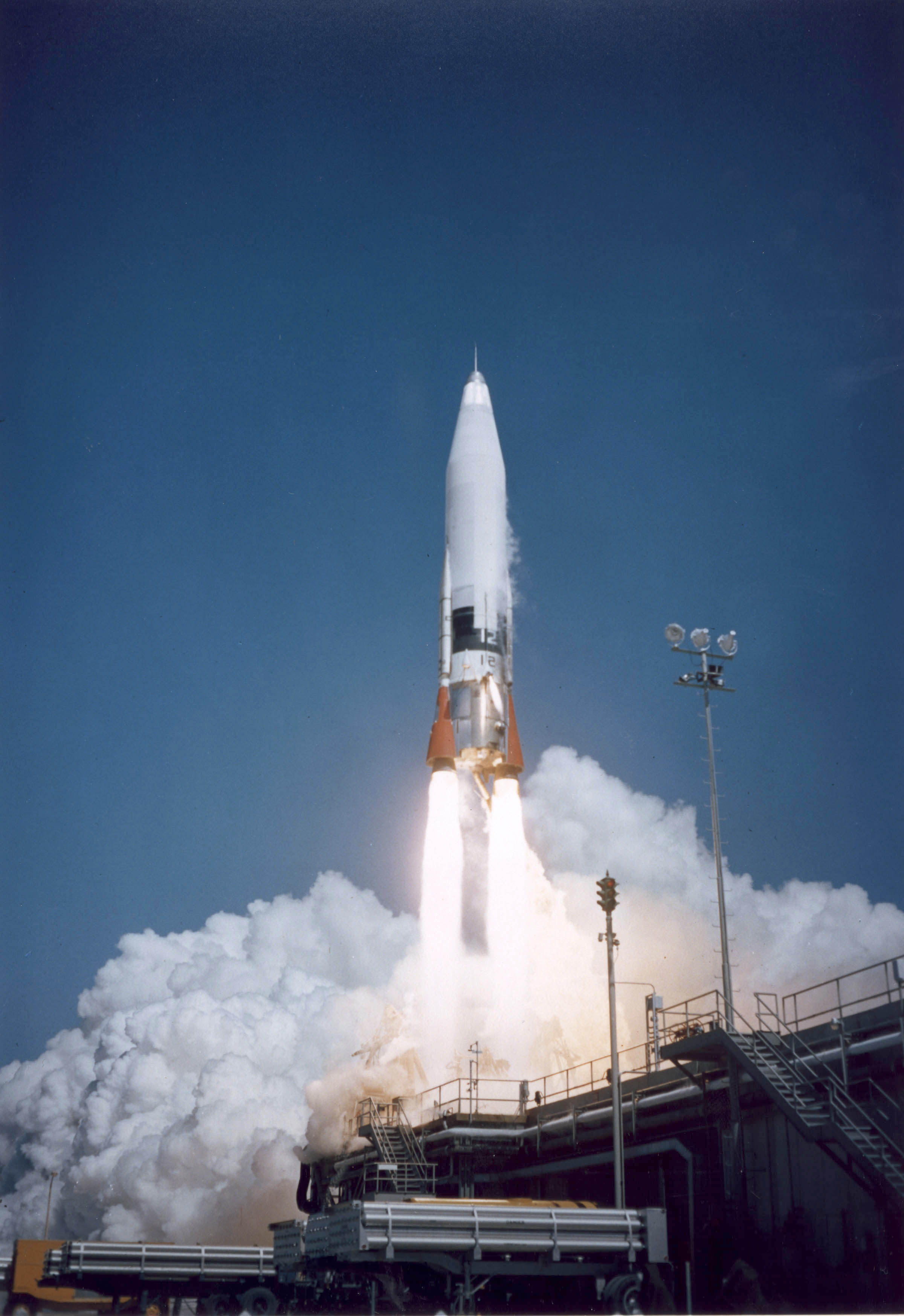
Atlas
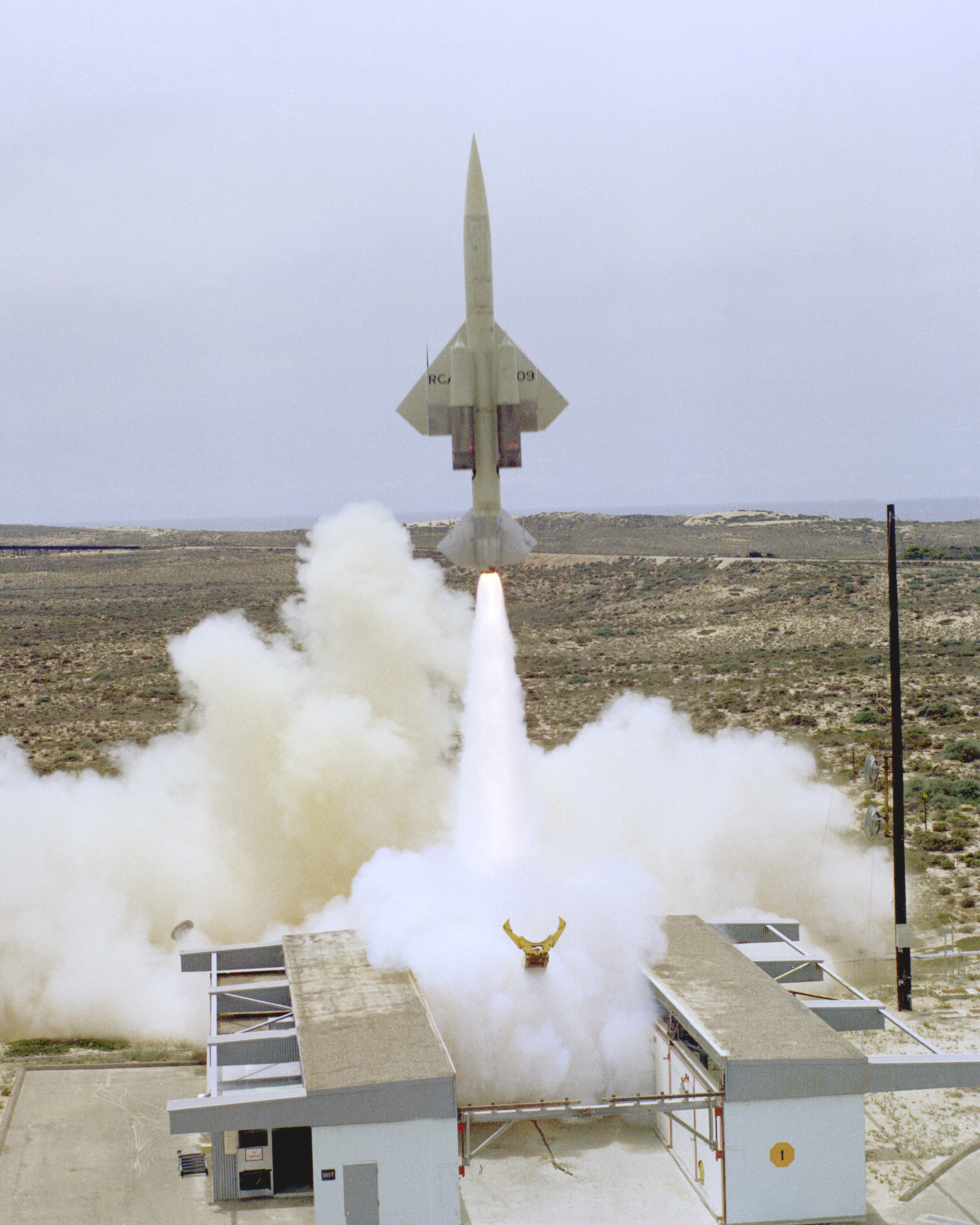
Bomarc
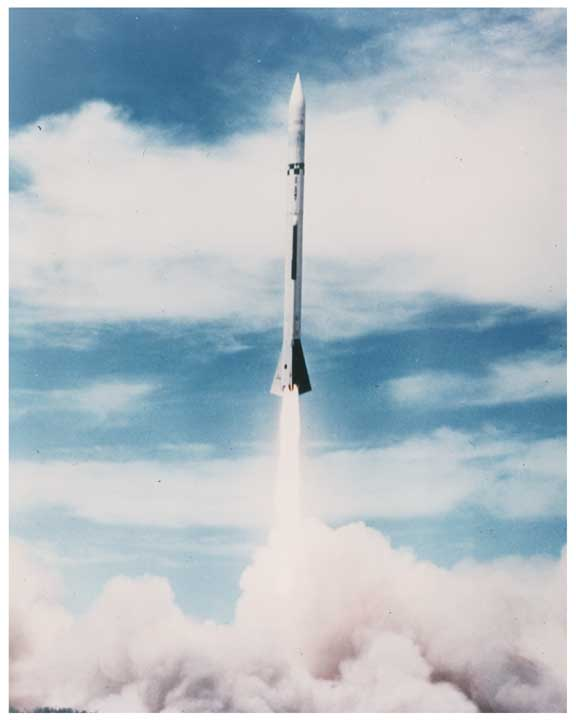
Corporal
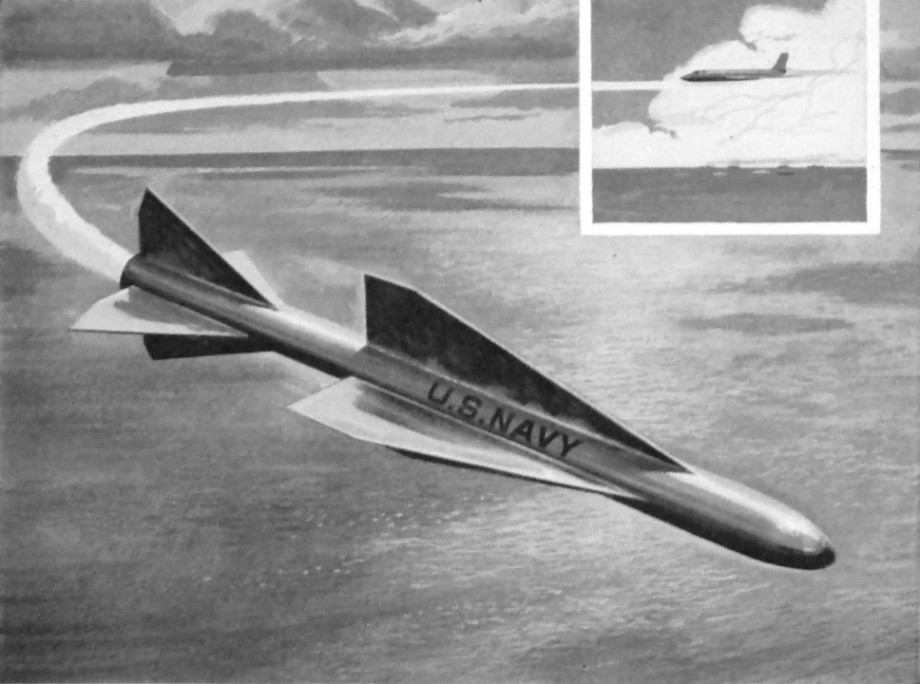
Eagle
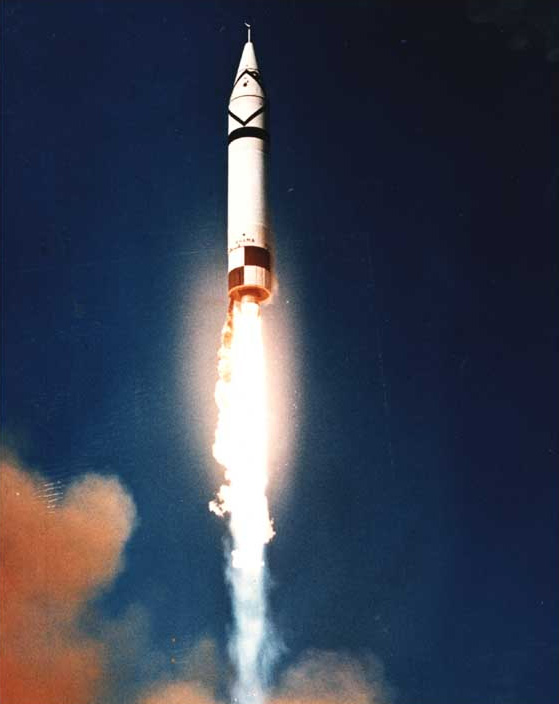
Jupiter
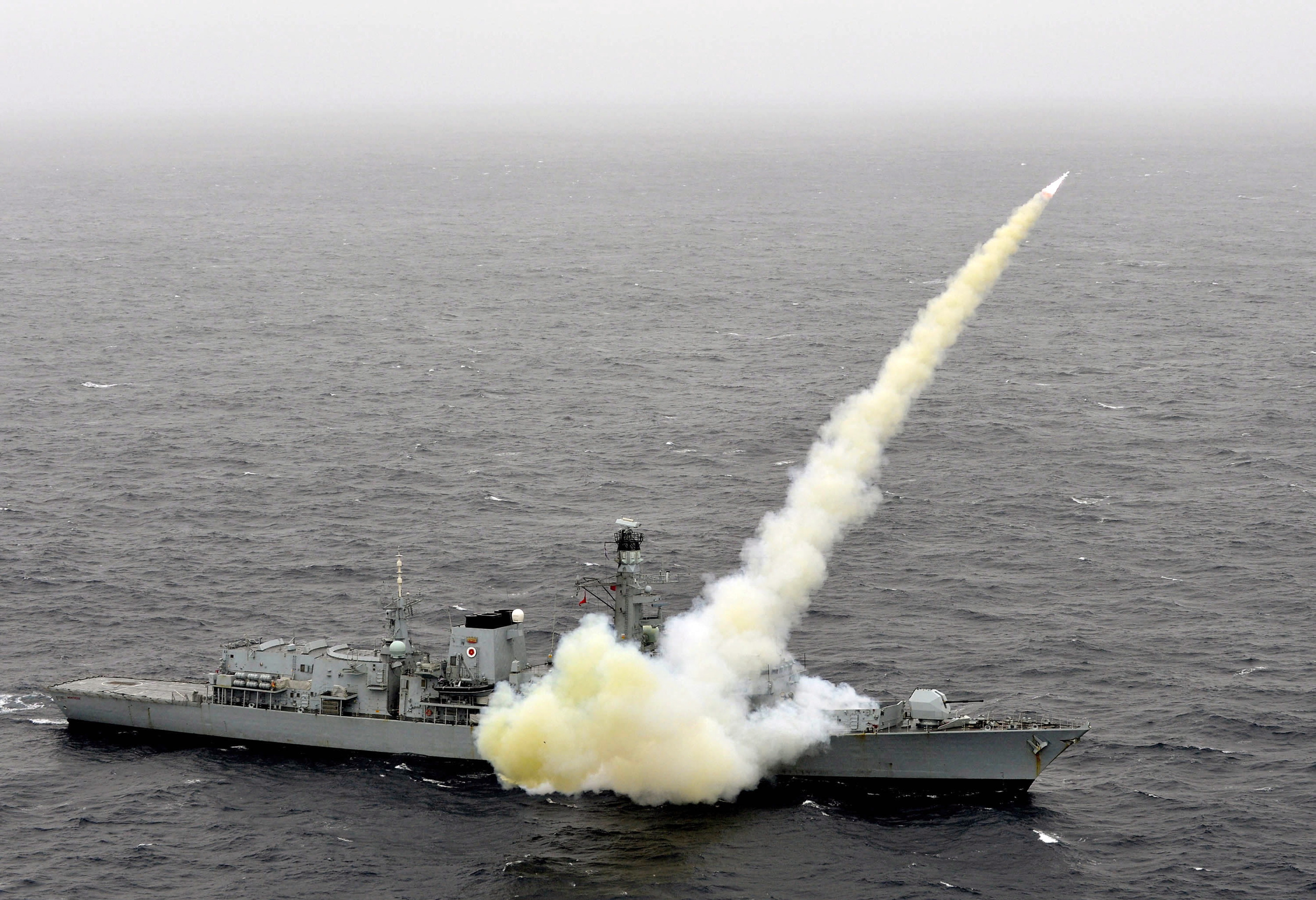
Harpoon
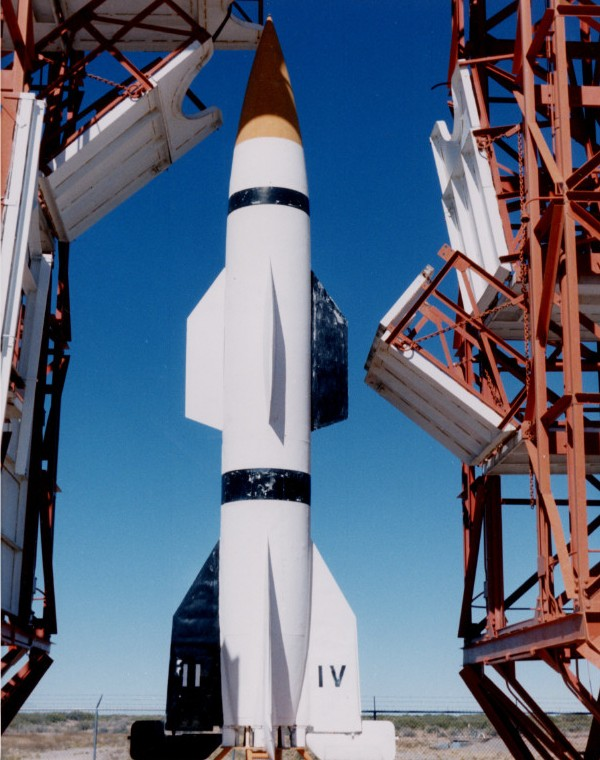
Hermes
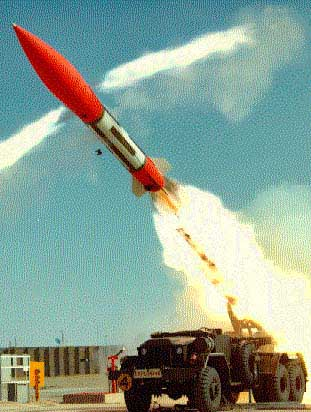
Honest John
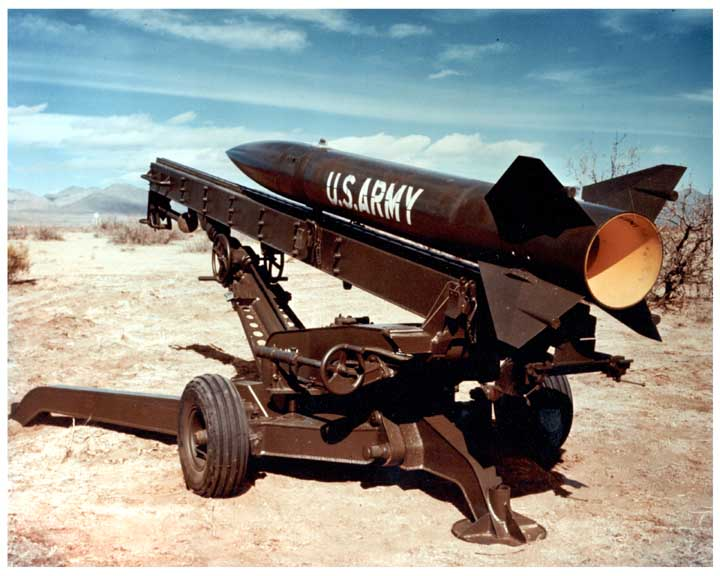
Little John
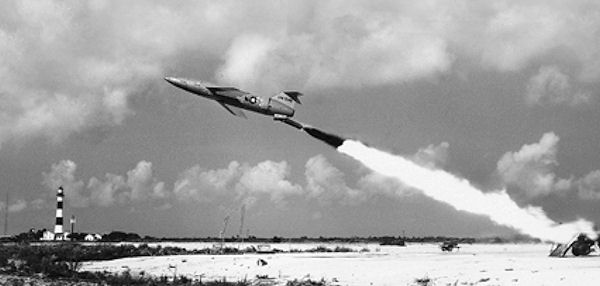
Matador
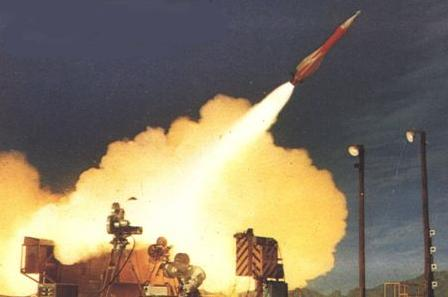
Mauler
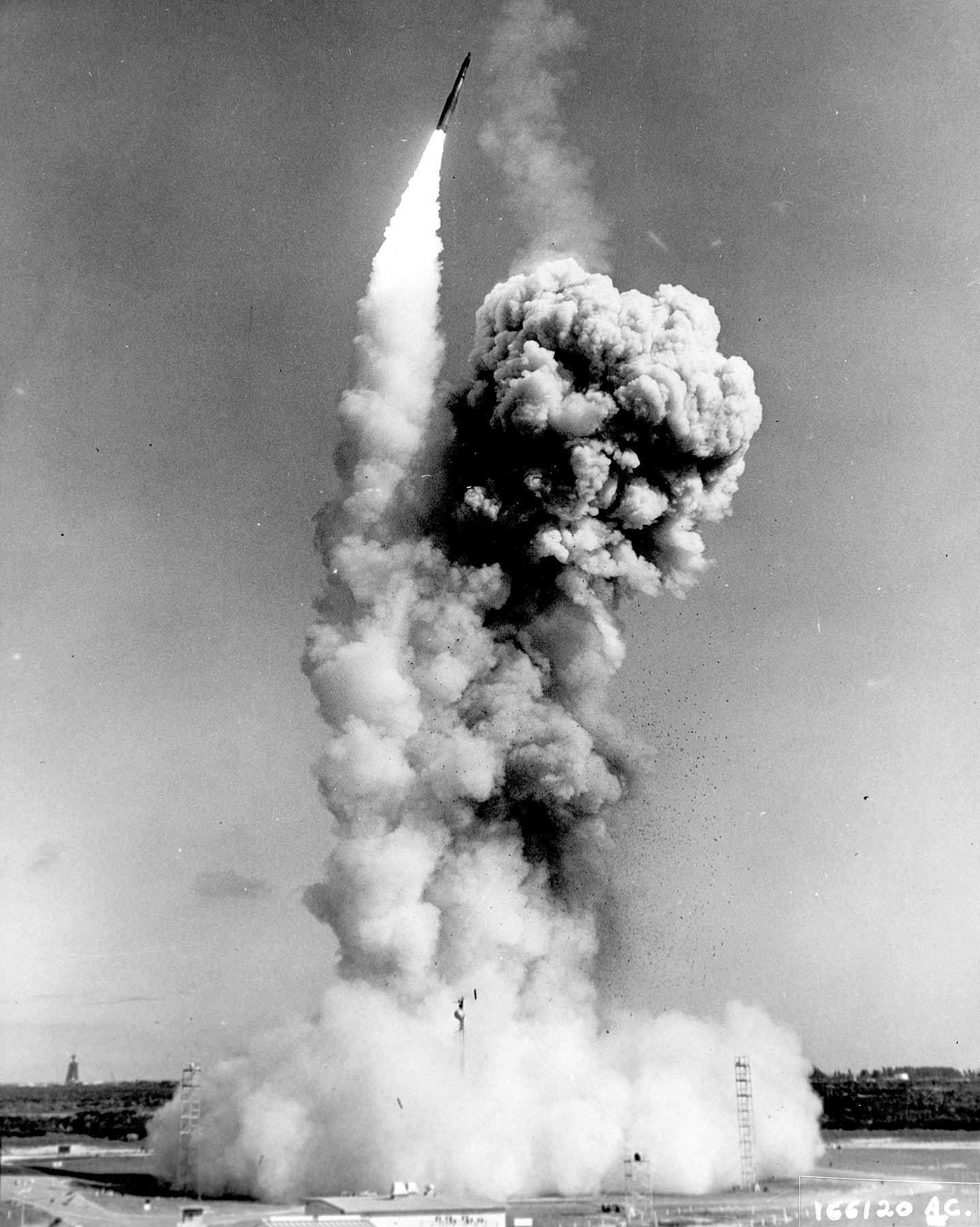
Minuteman I
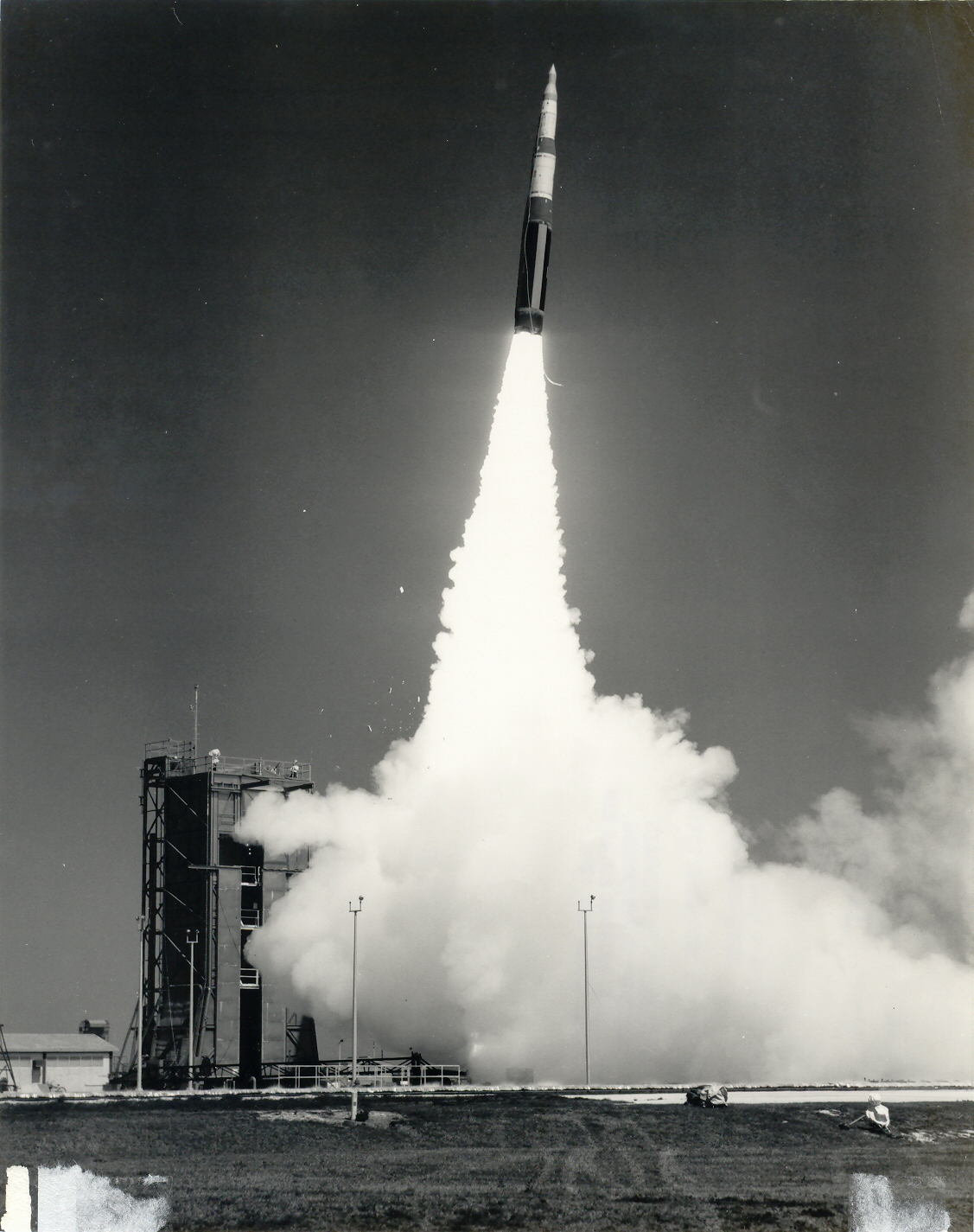
Minuteman II
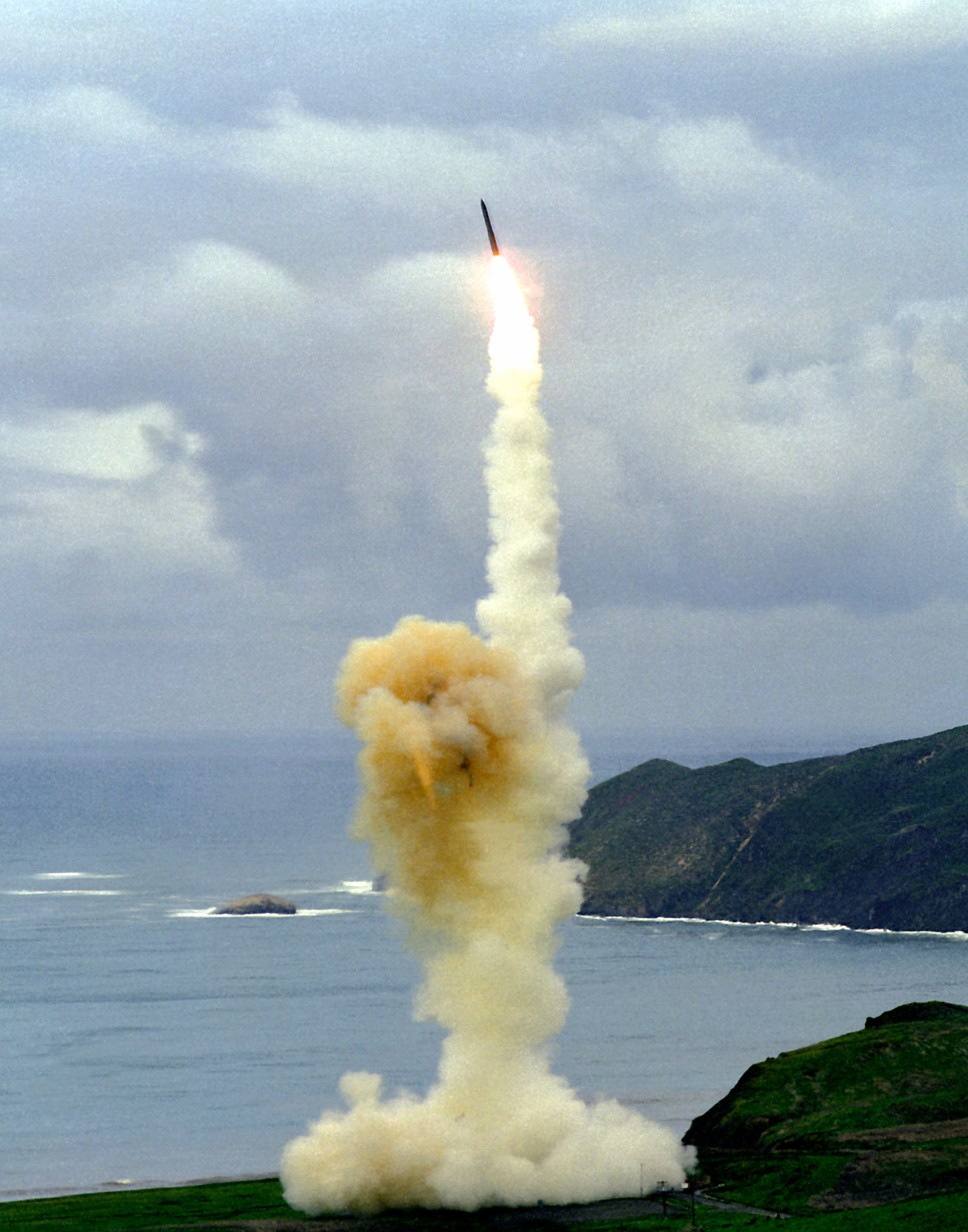
Minuteman III
MMRBM
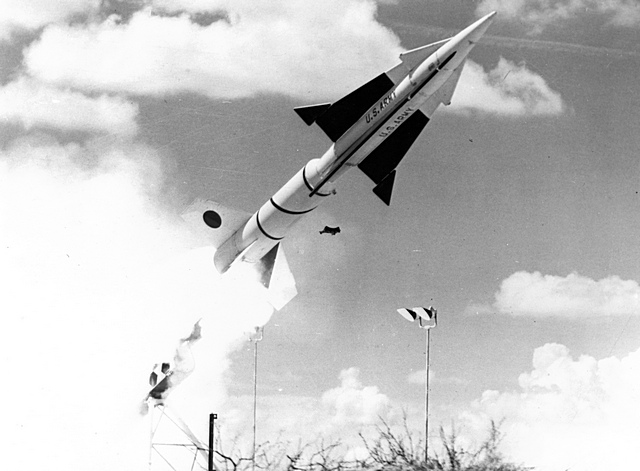
Nike Zeus
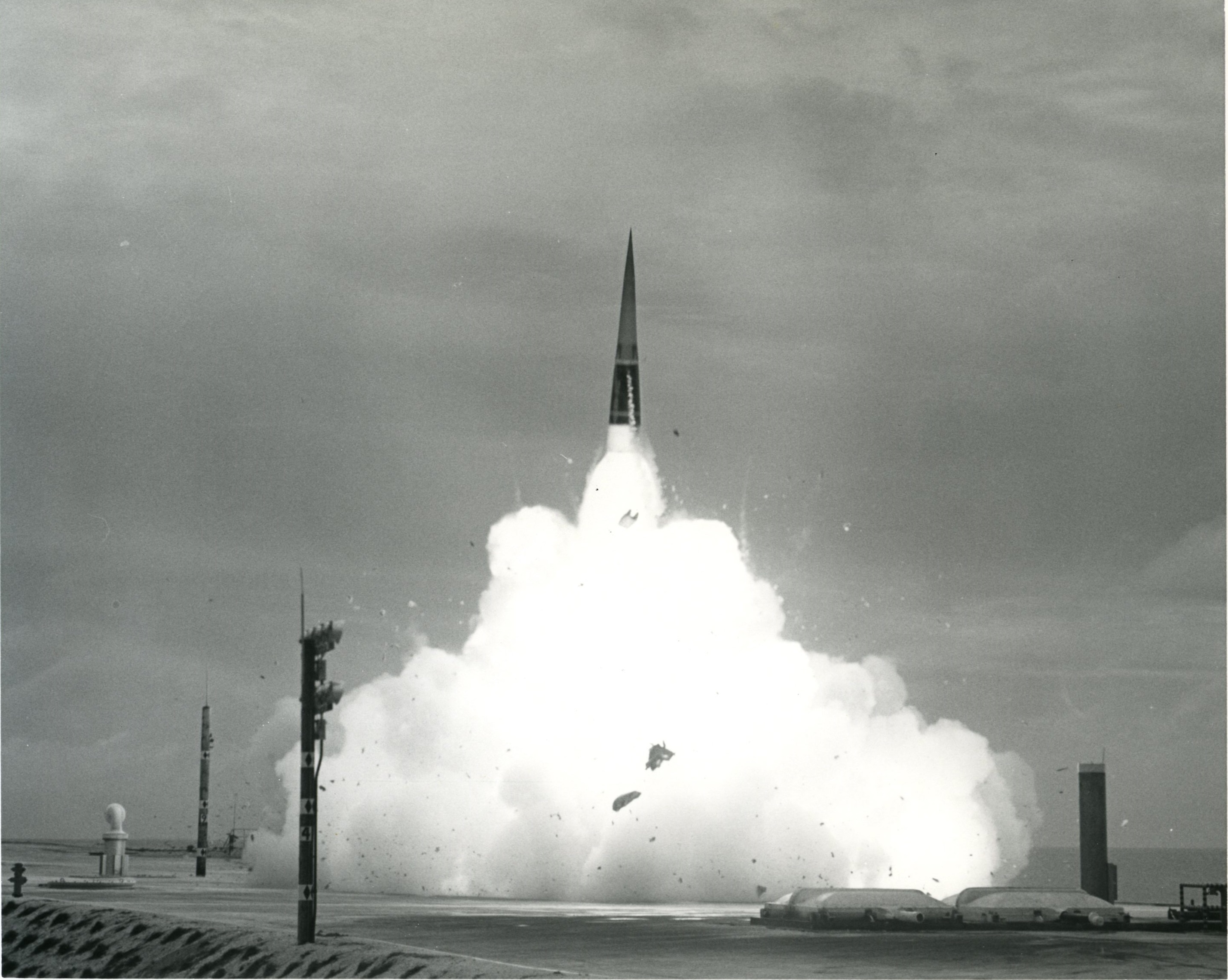
Nike-X
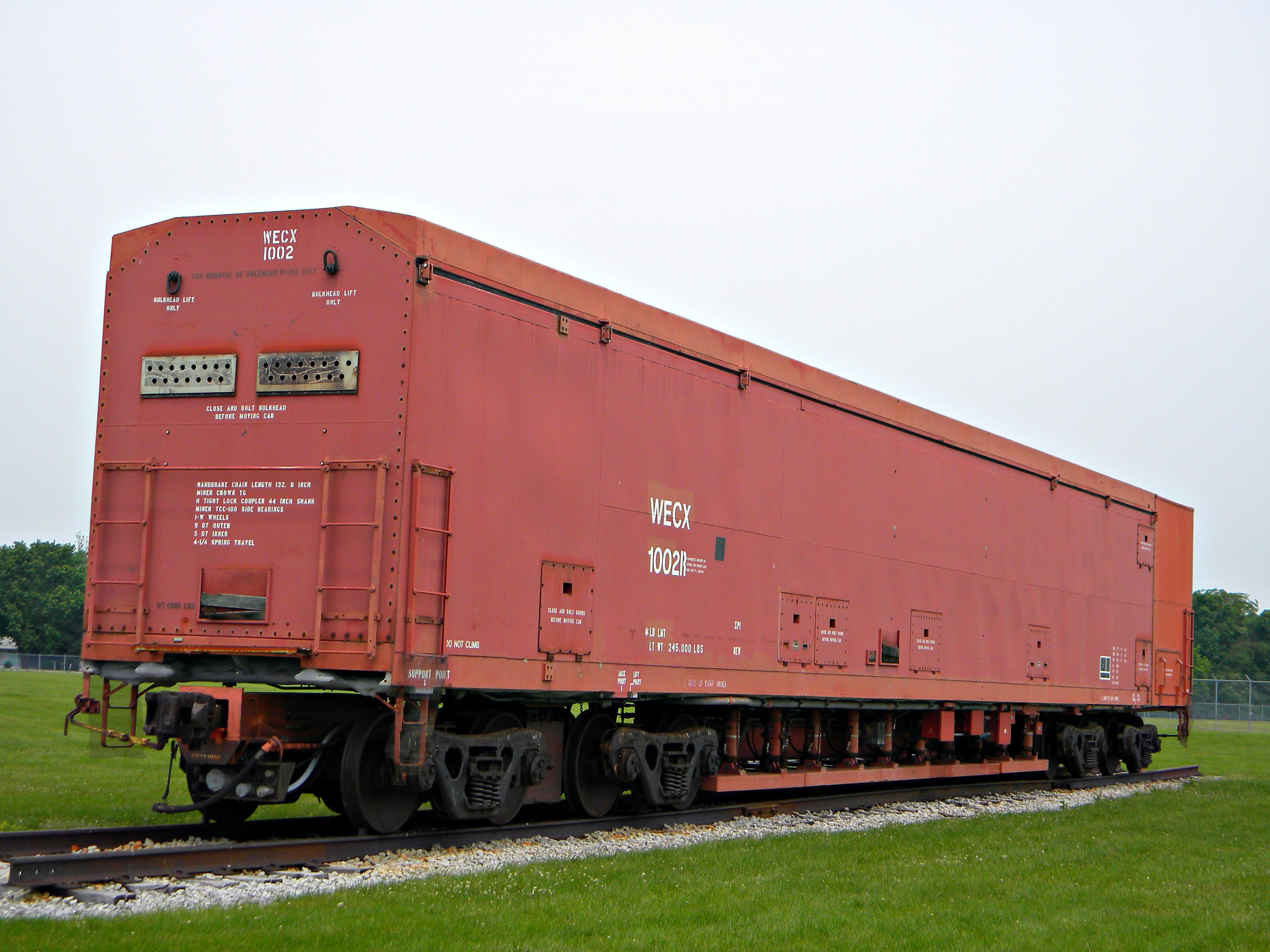
Peacekeeper Rail Garrison
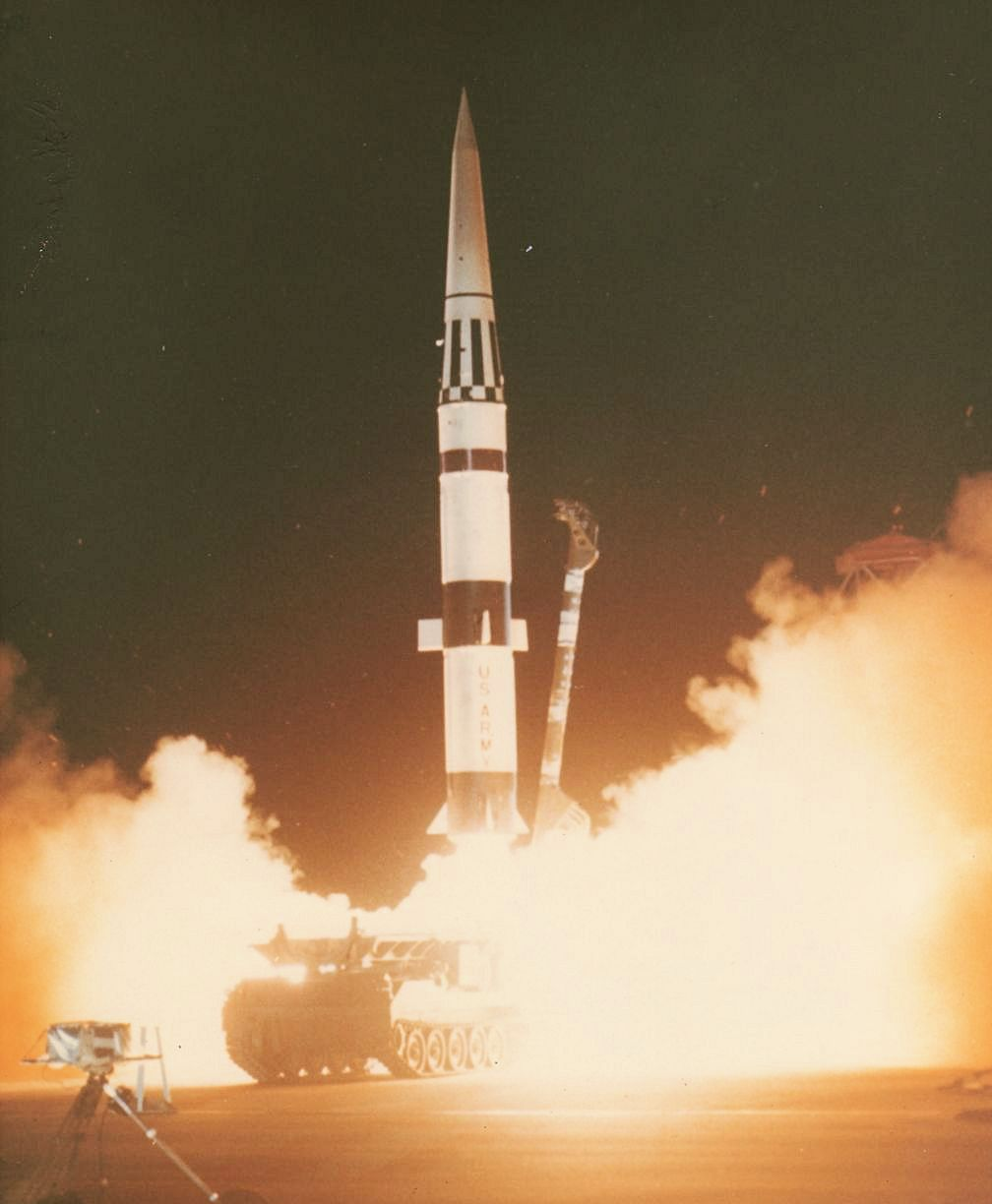
Pershing
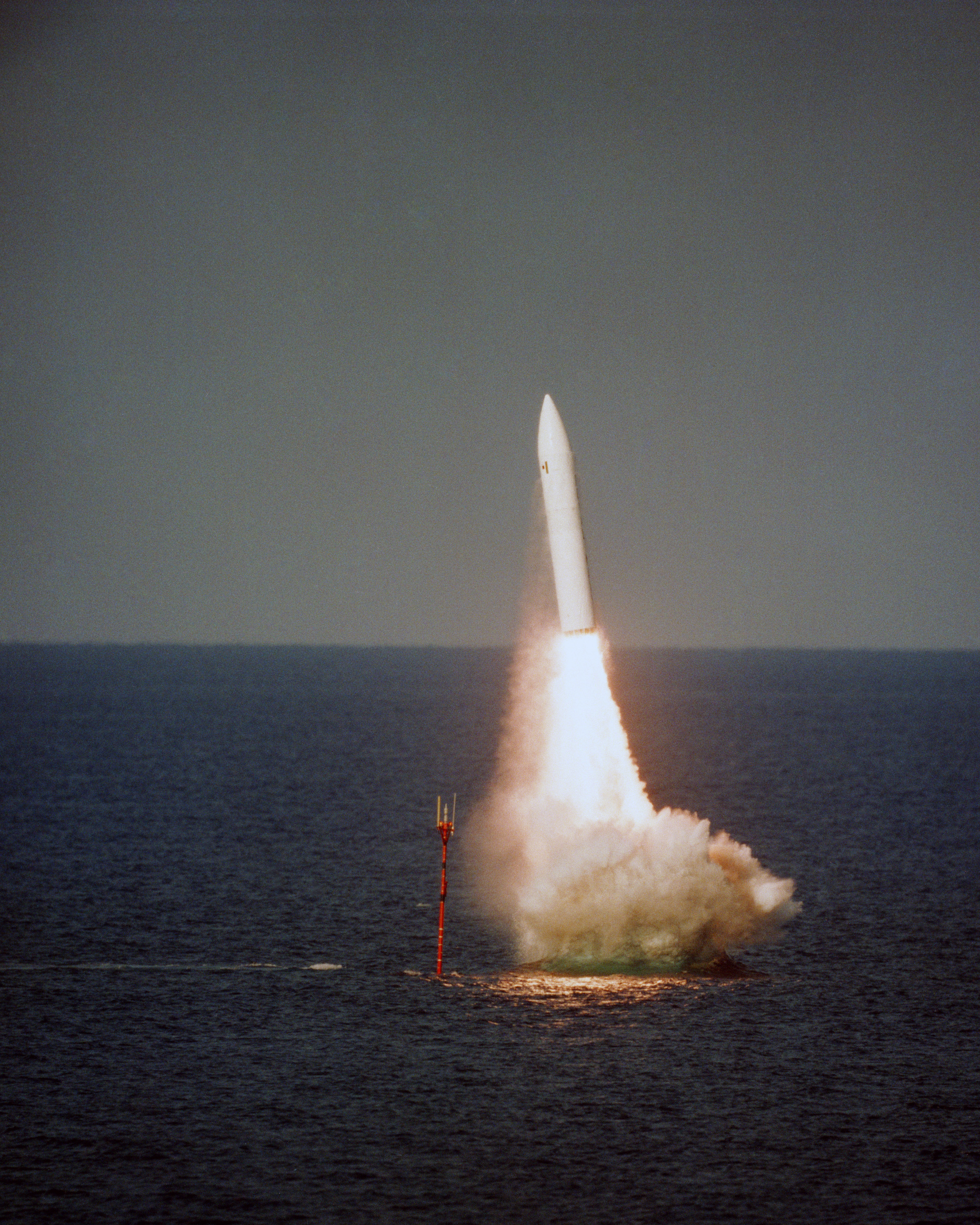
Polaris A-1
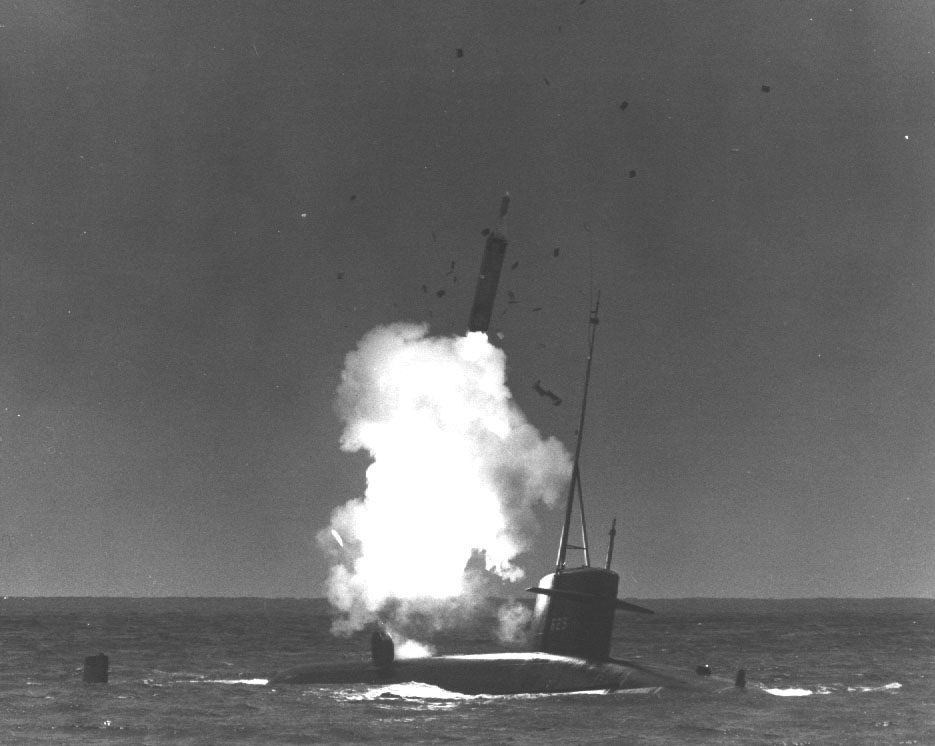
Polaris A-2
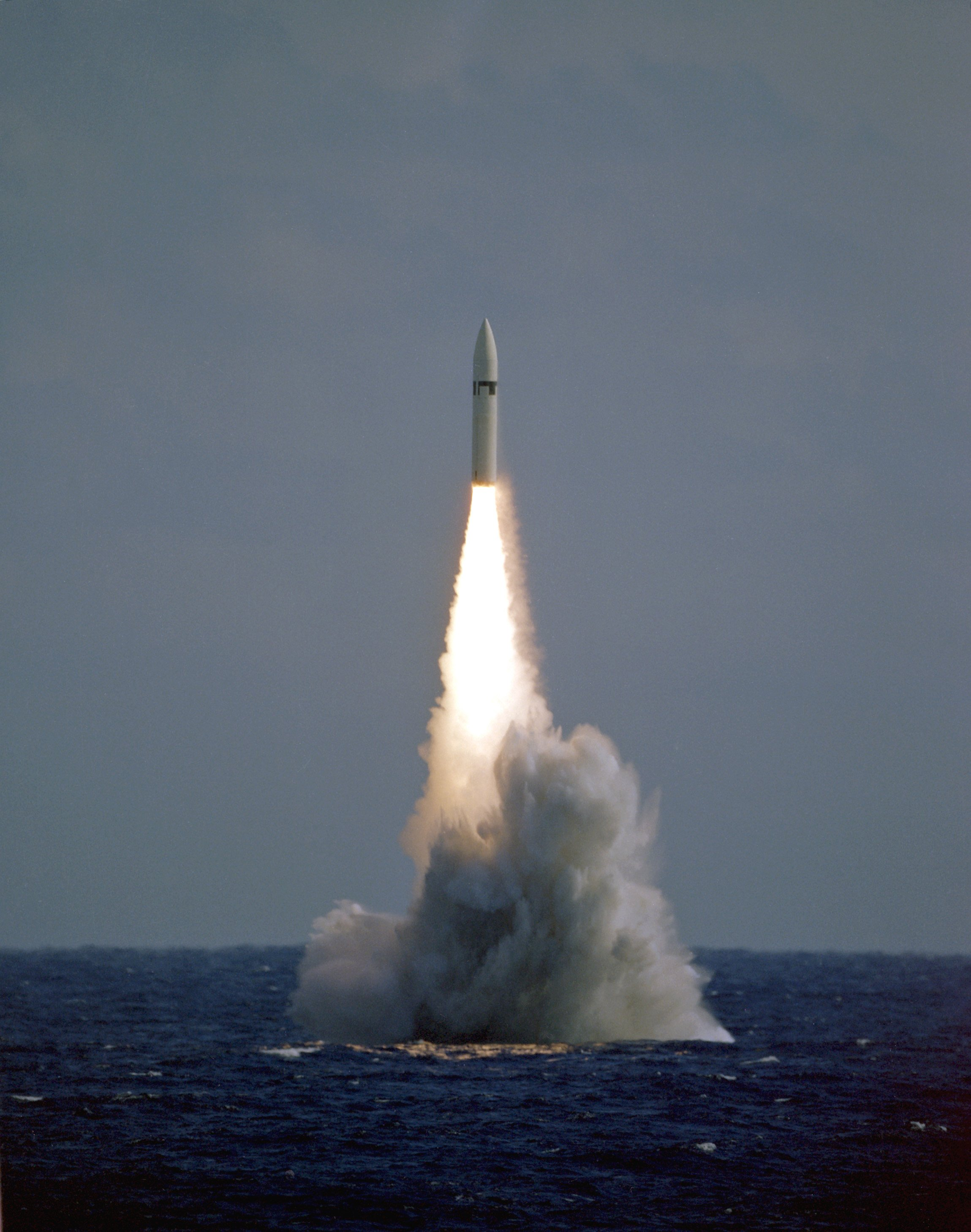
Polaris A-3
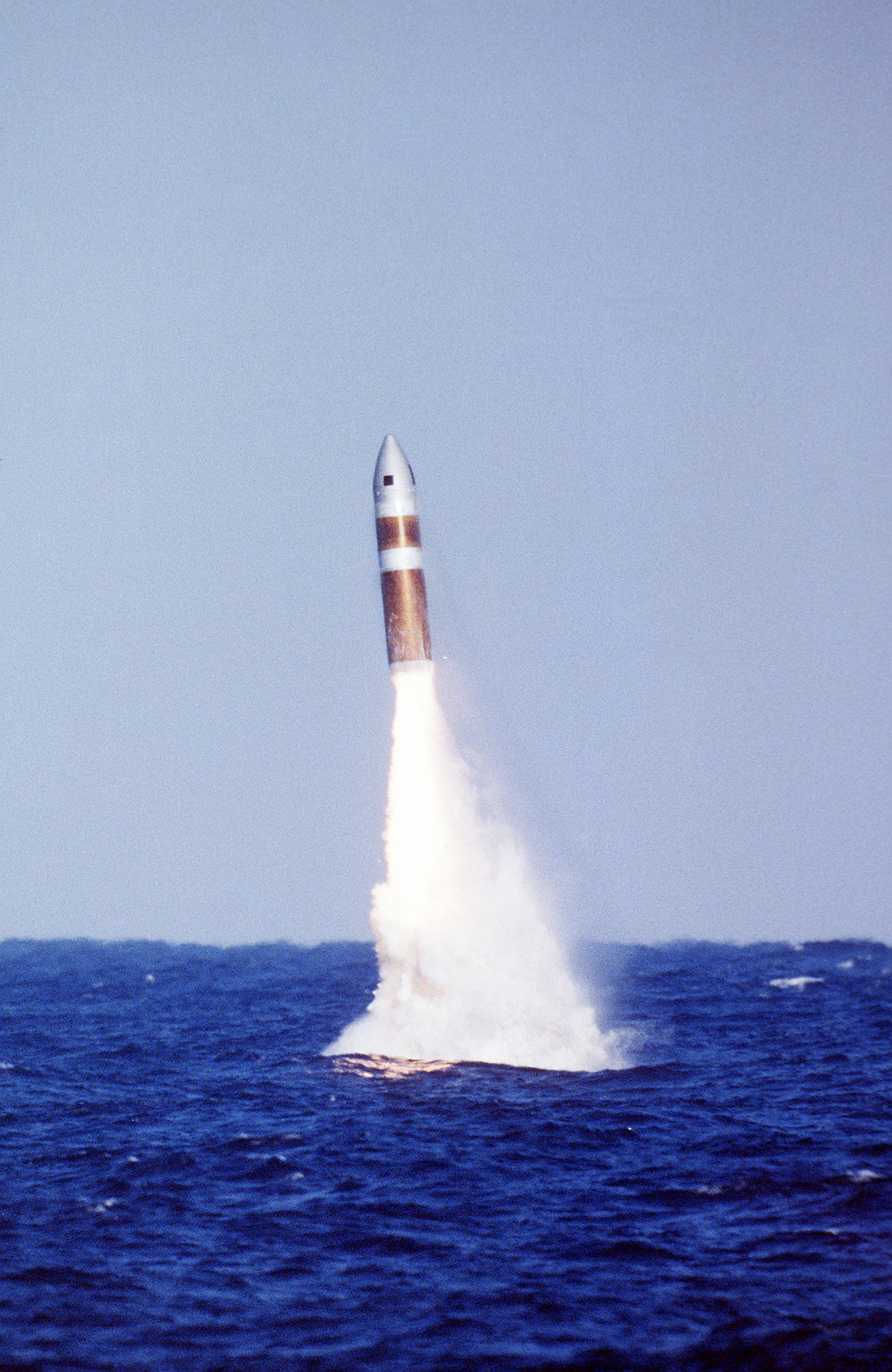
Poseidon
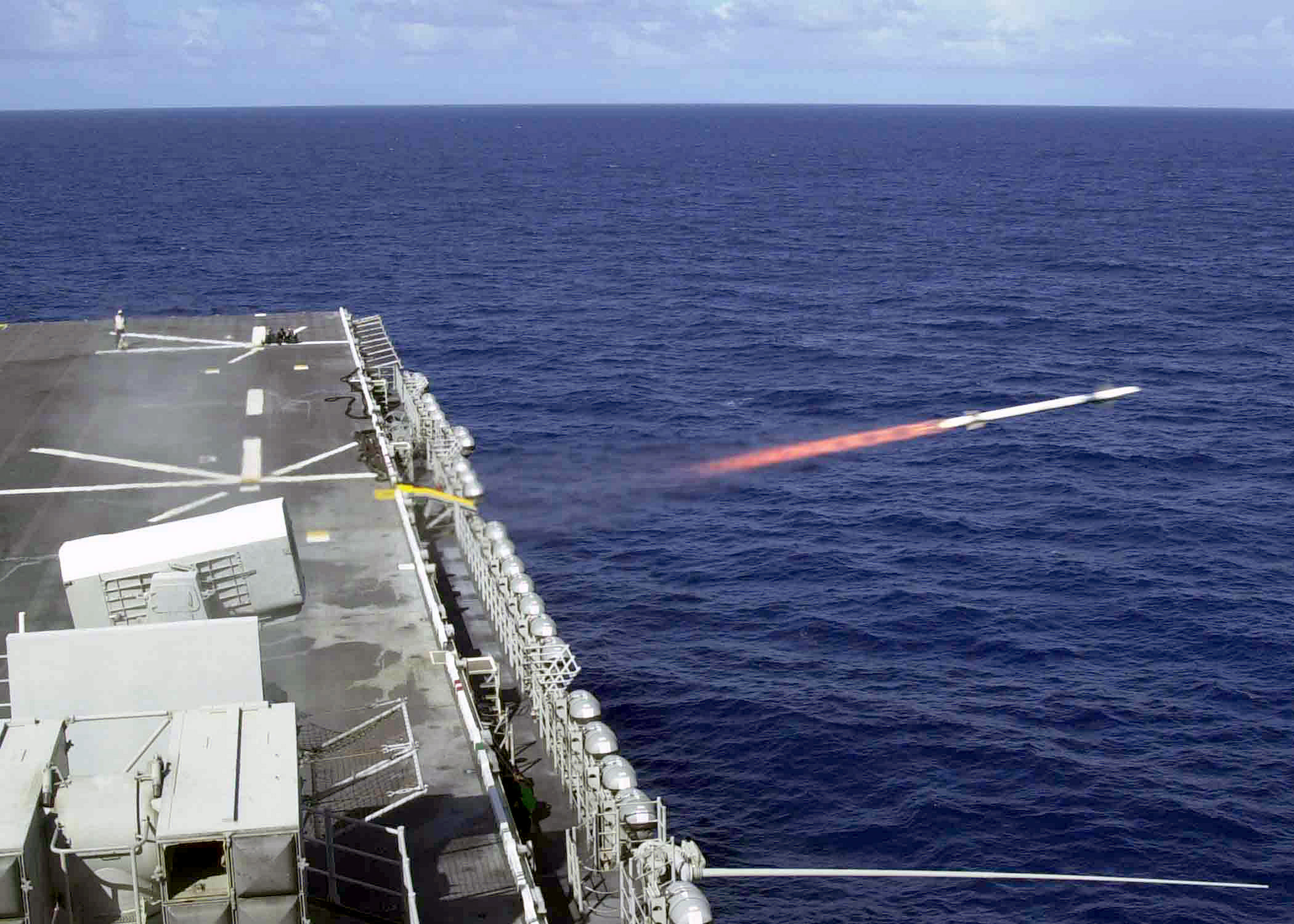
RAM
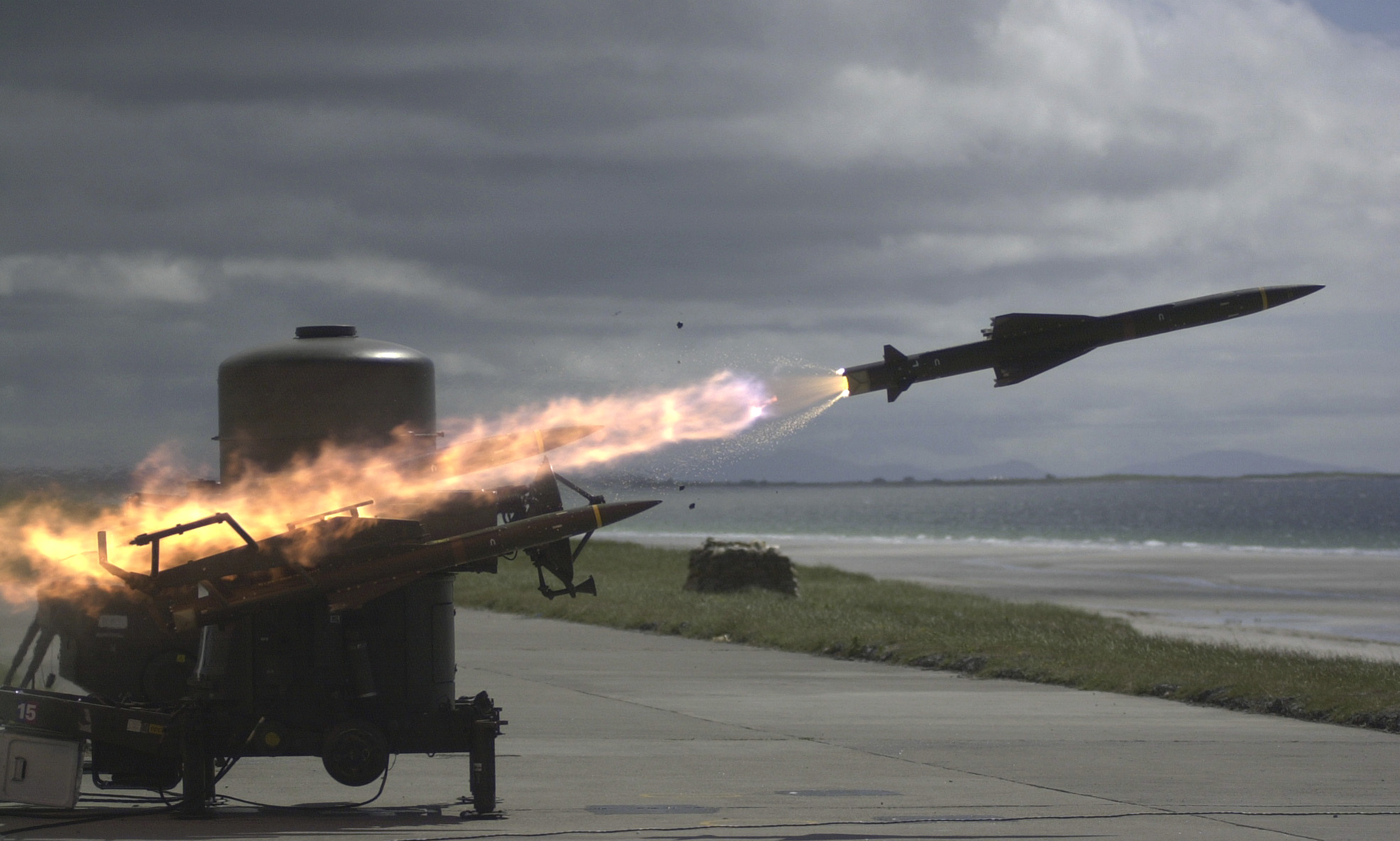
Rapier
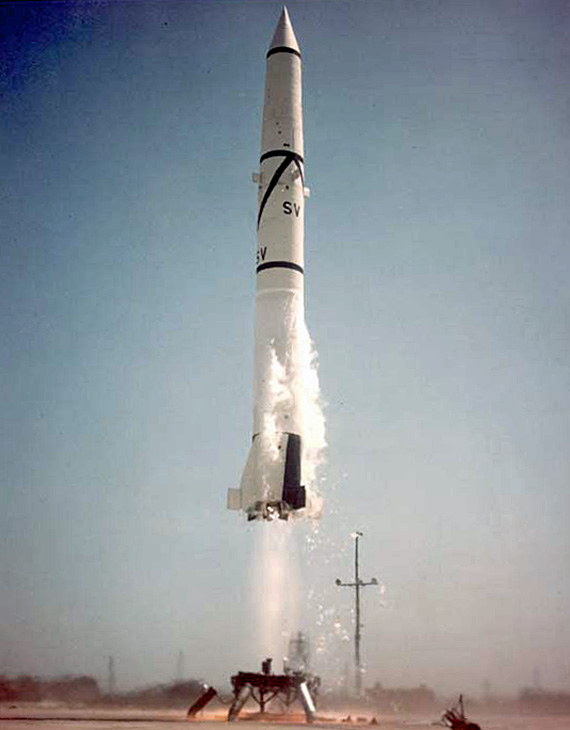
Redstone
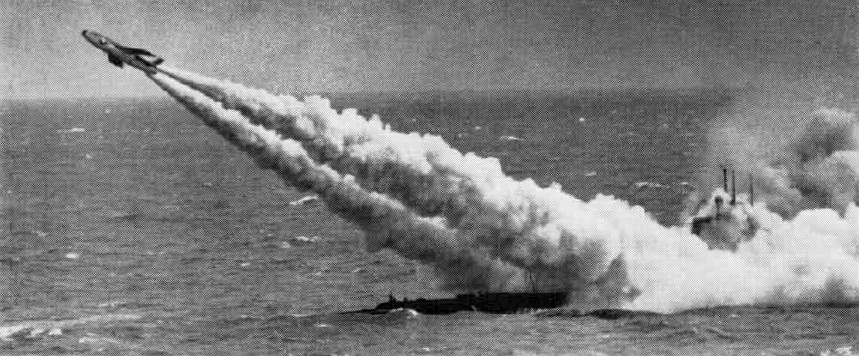
Regulus I
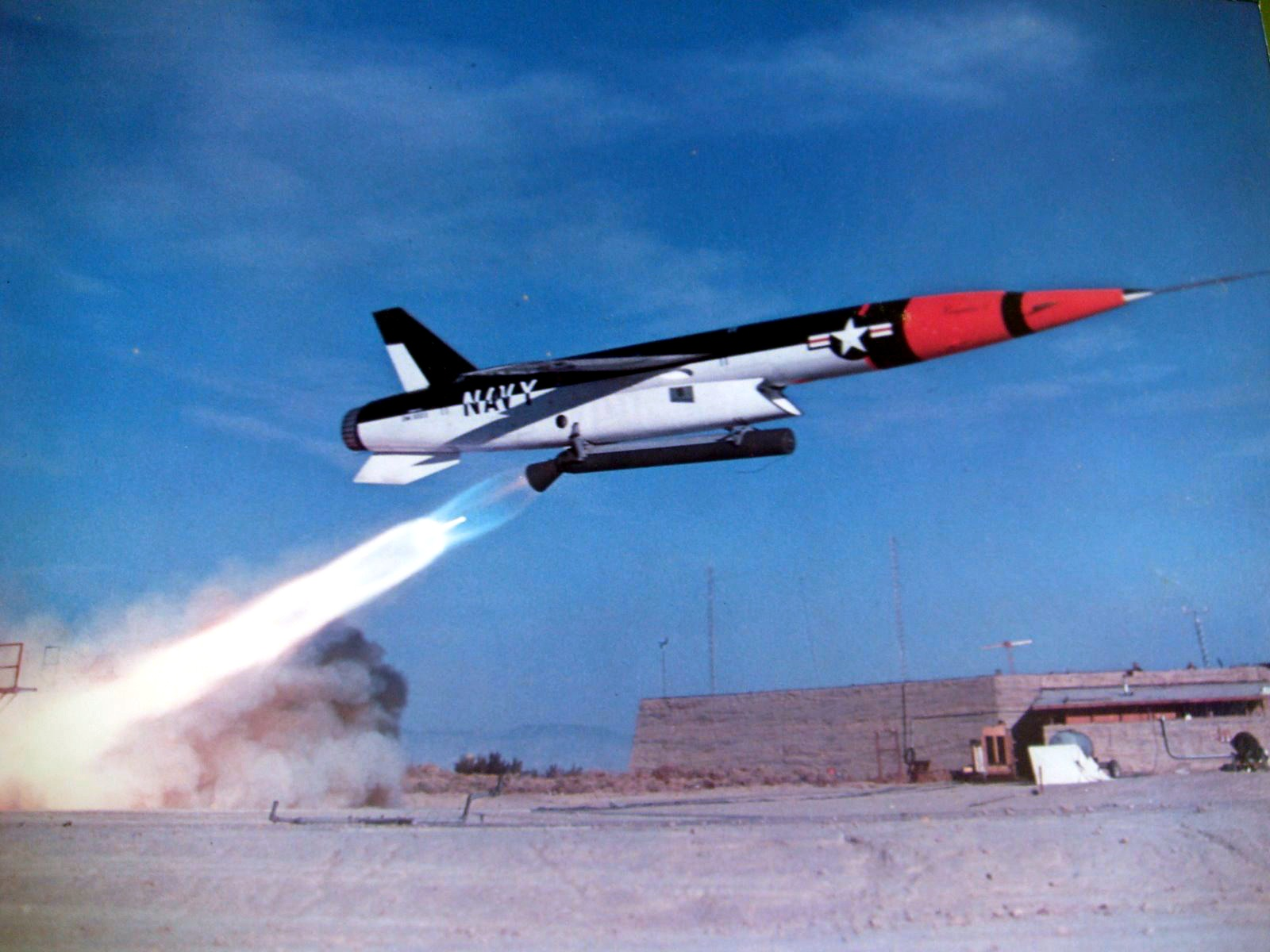
Regulus II
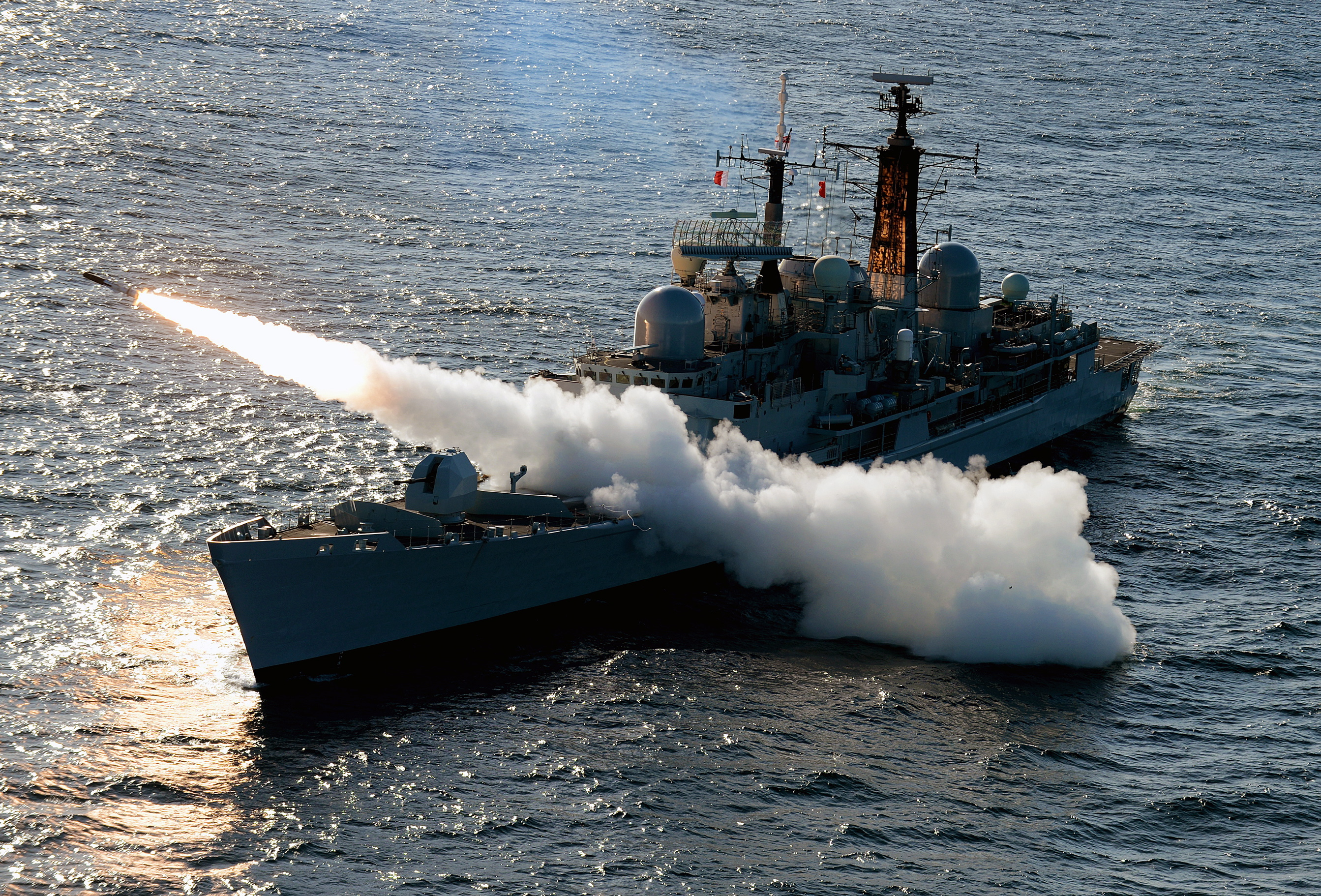
Sea Dart
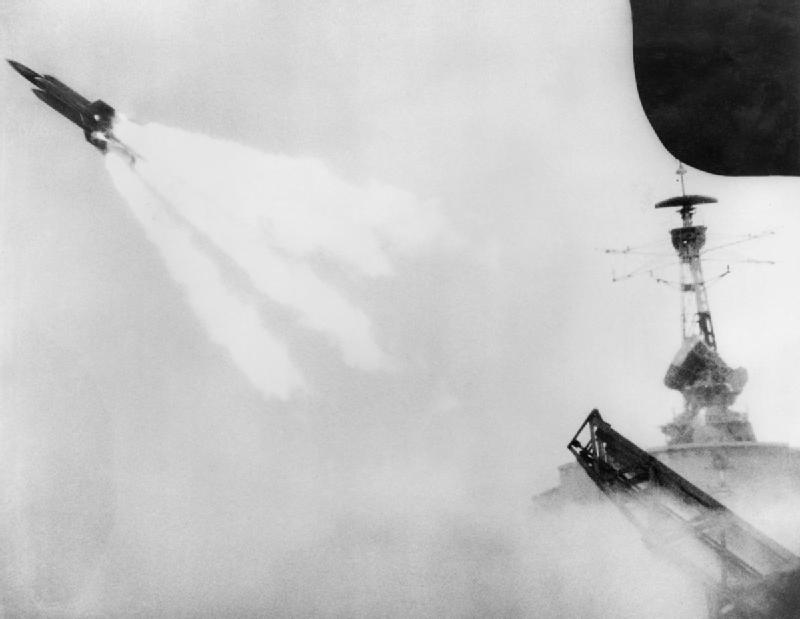
Sea Slug
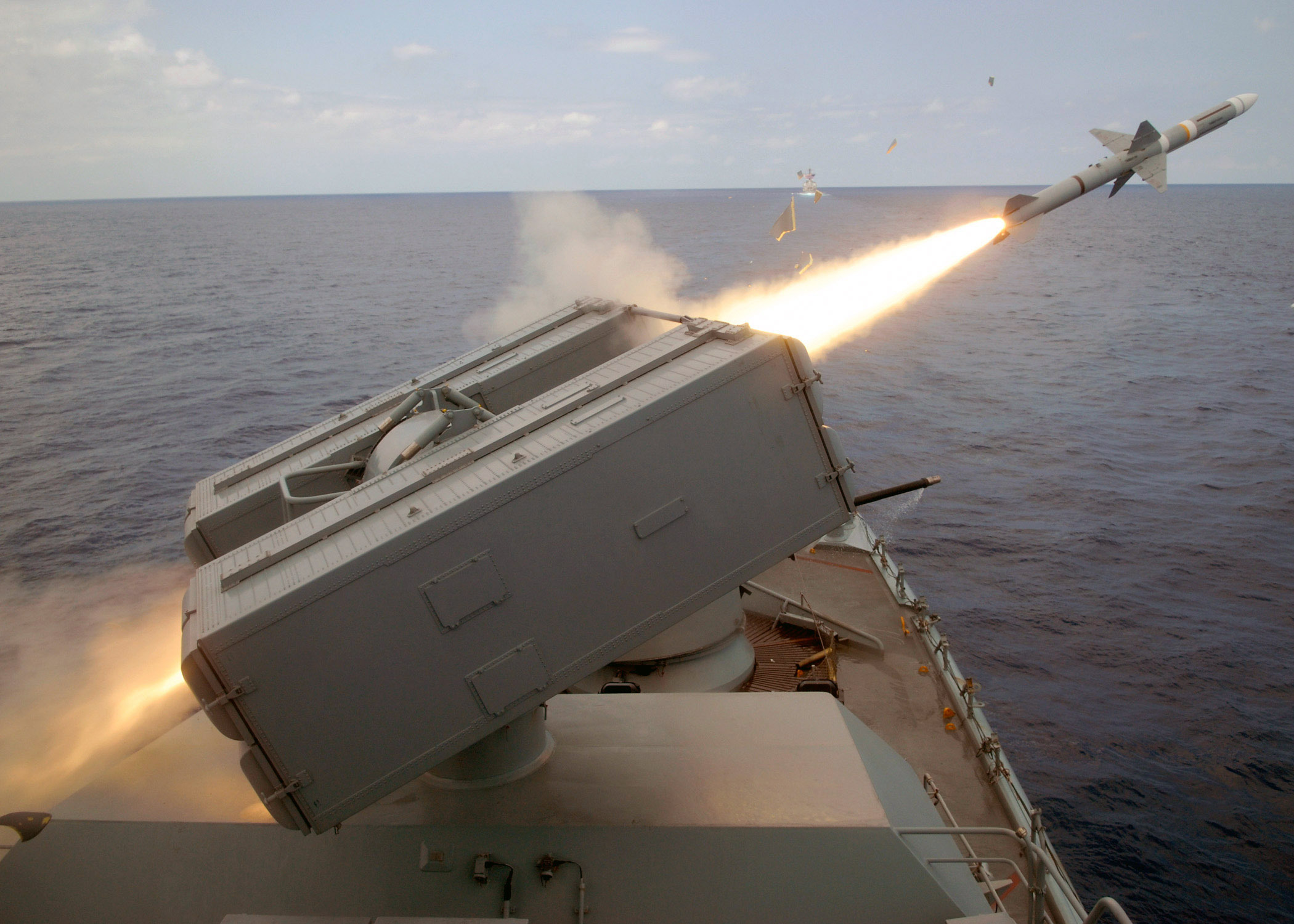
Sea Sparrow
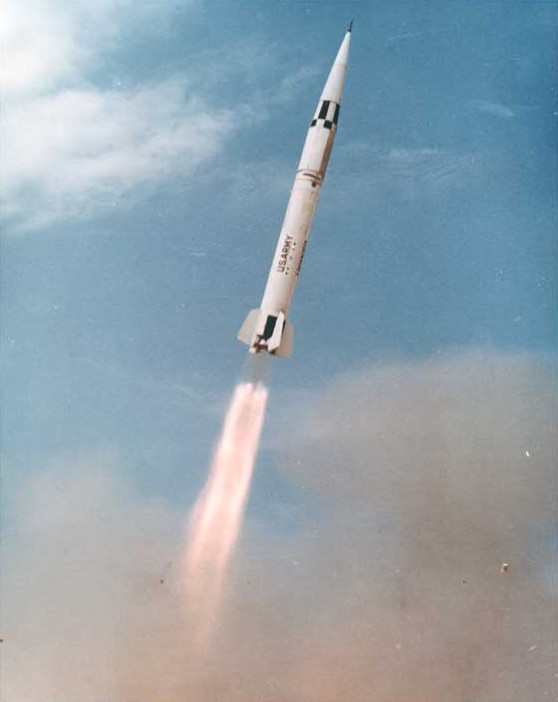
Sergeant
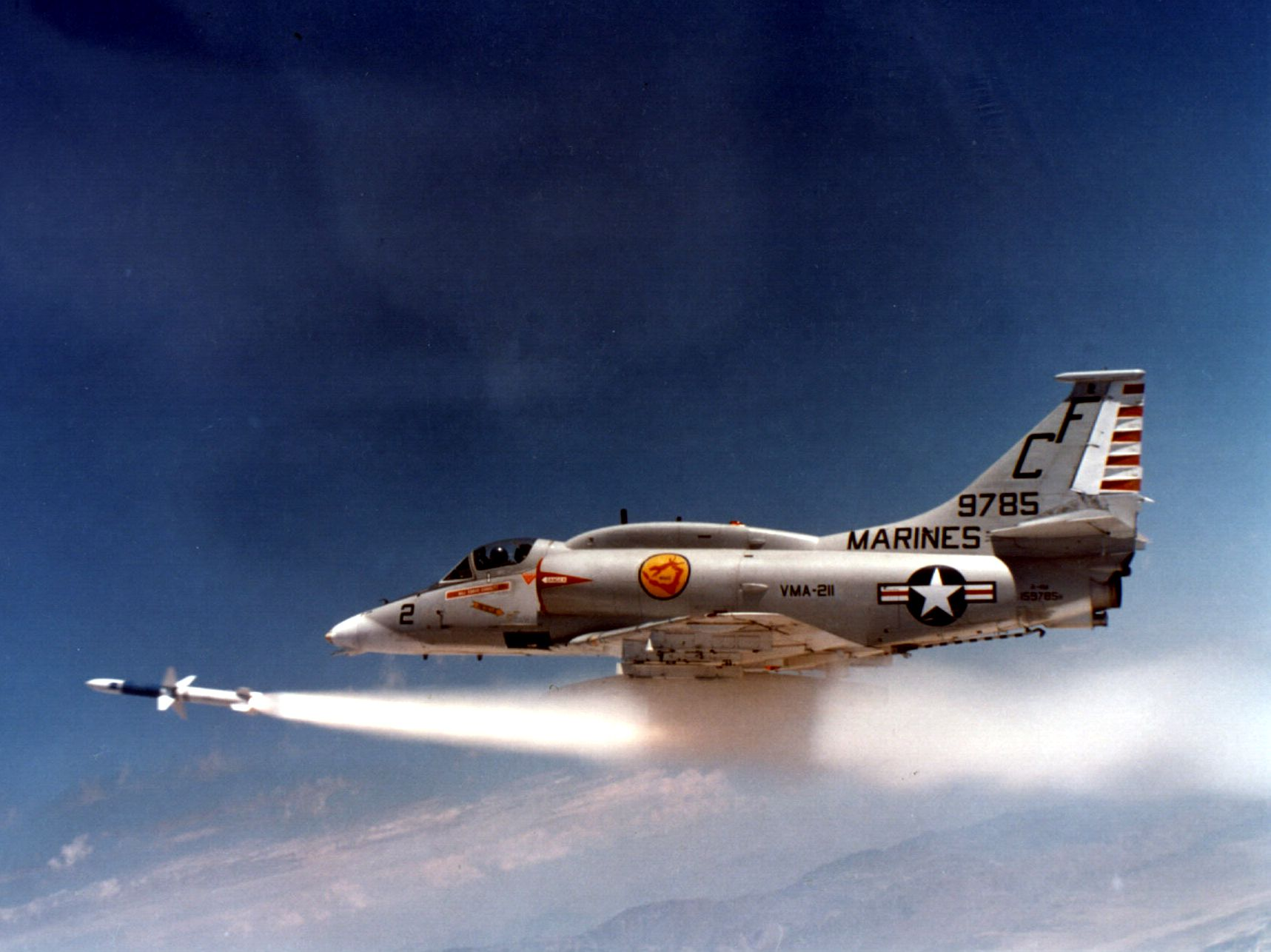
Shrike
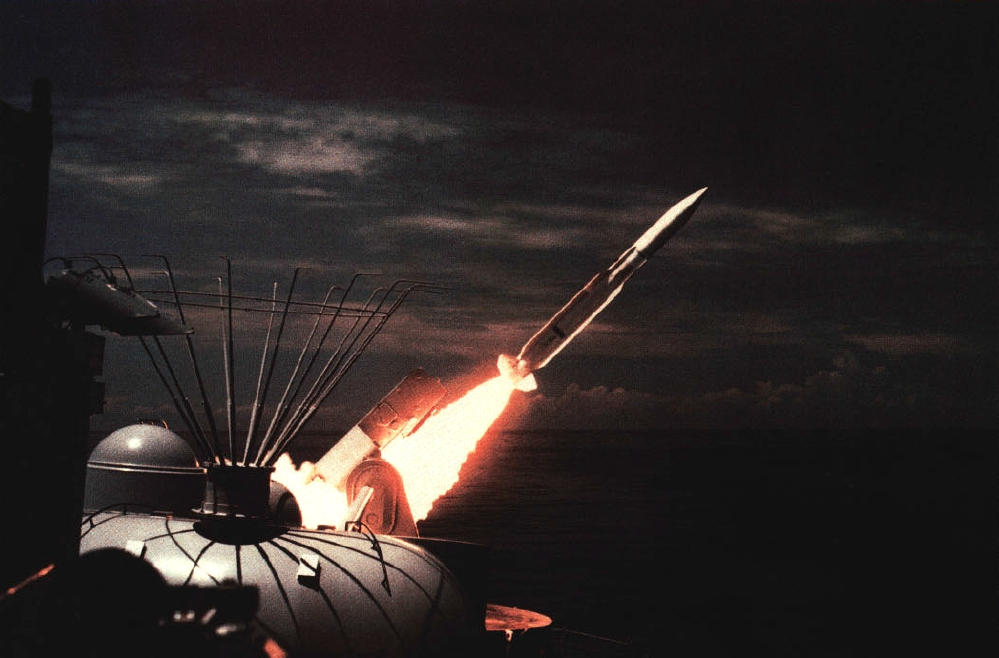
SM-1
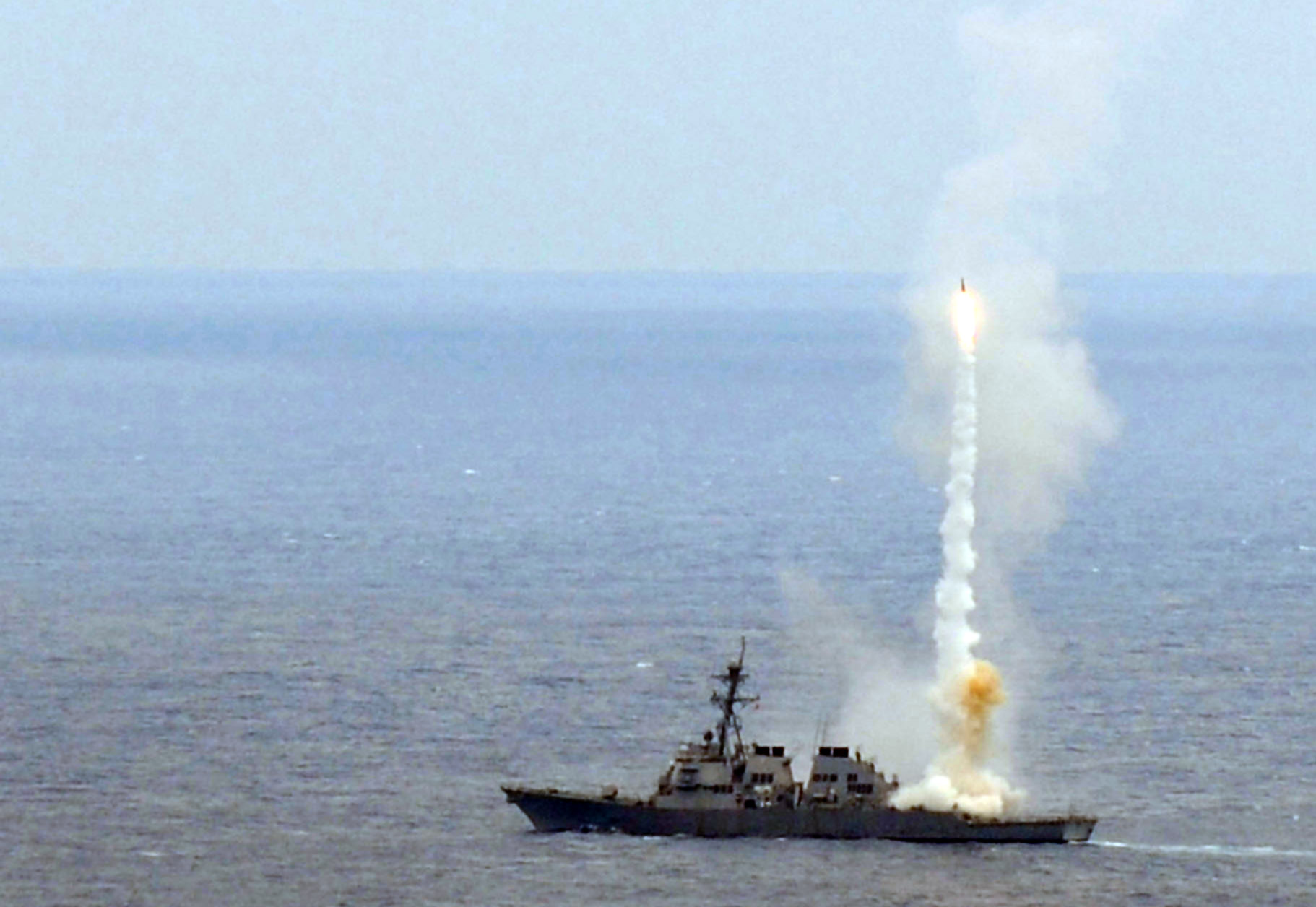
SM-2
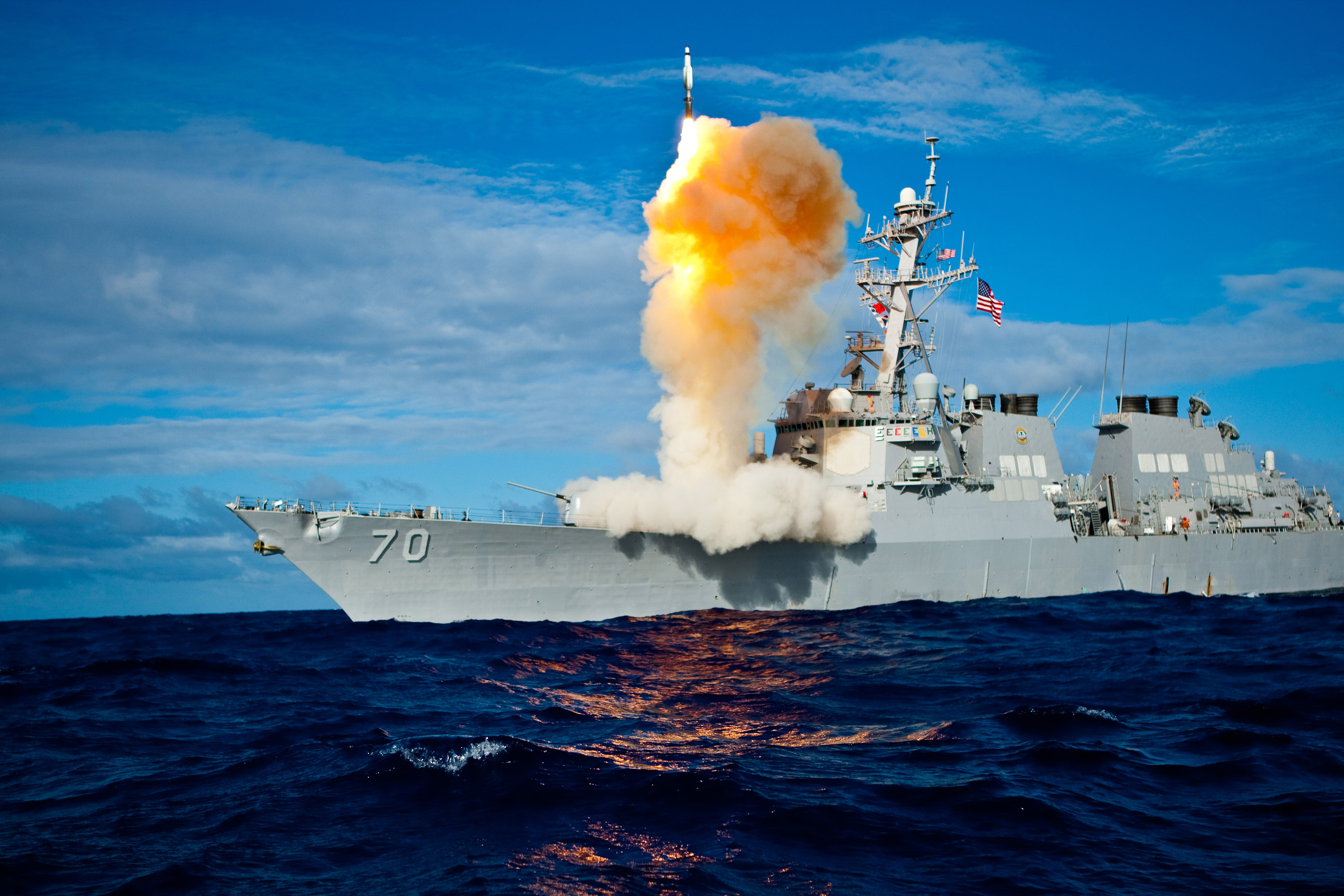
SM-3
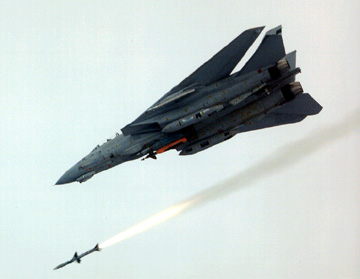
Sparrow
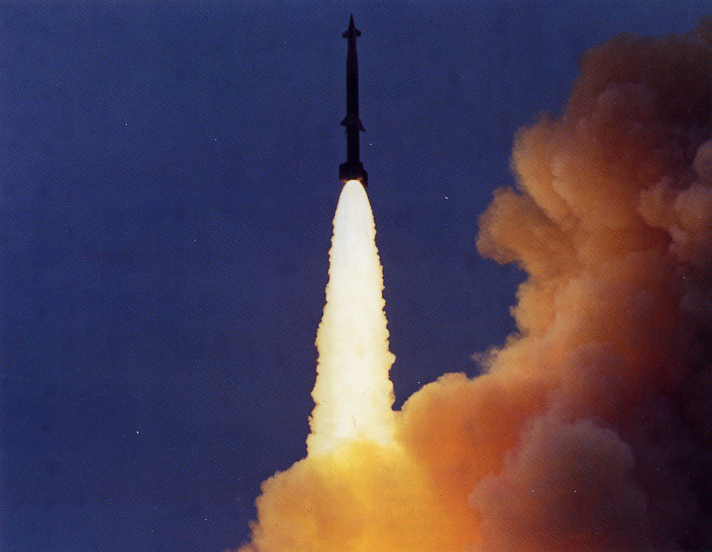
Spartan
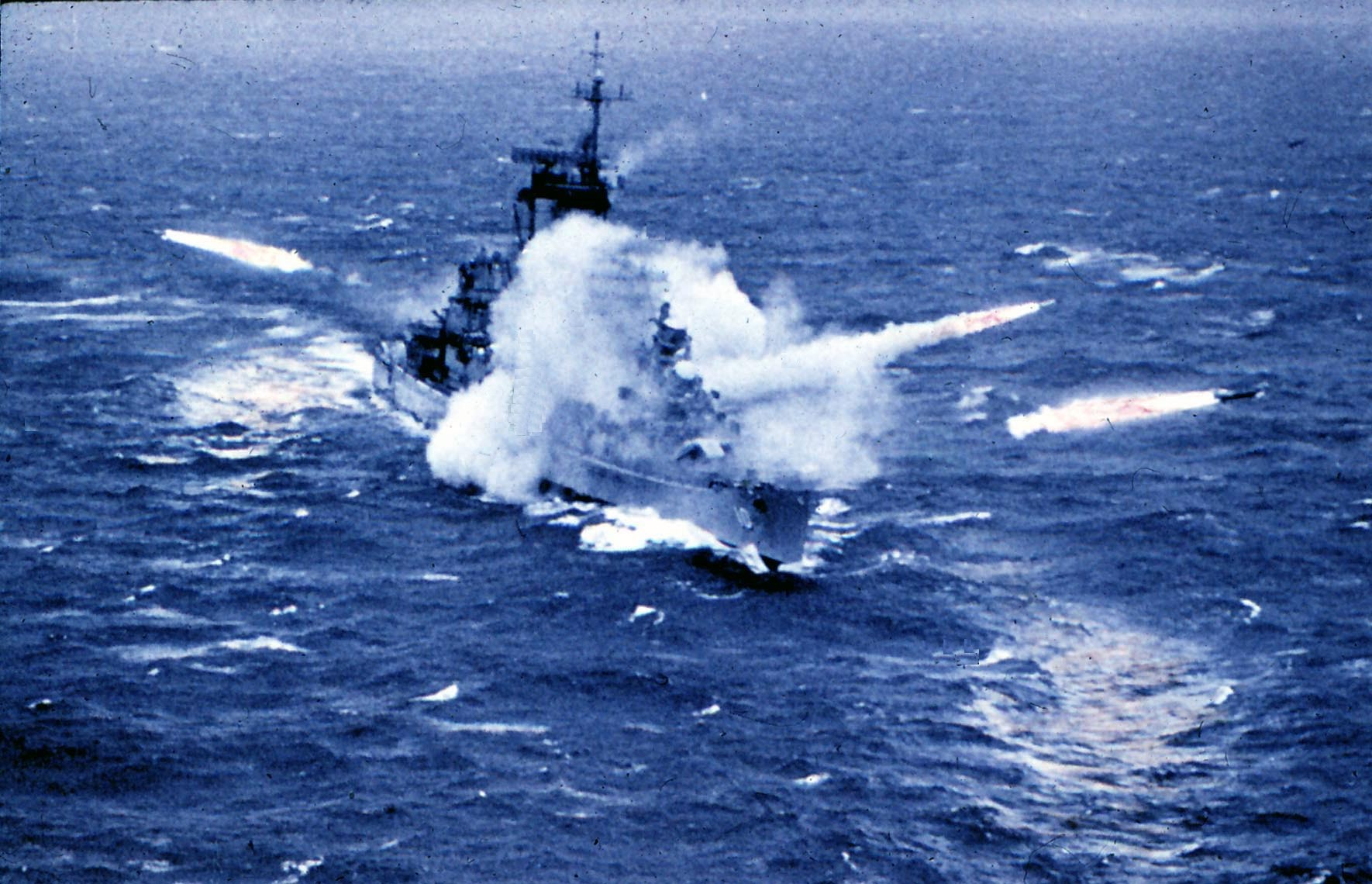
Talos
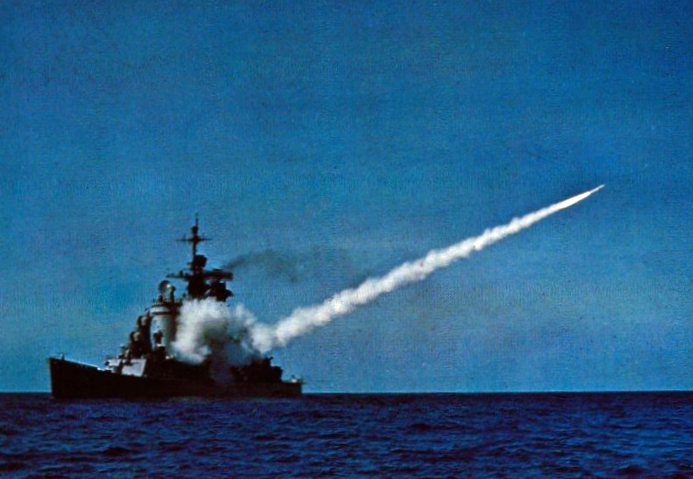
Tartar
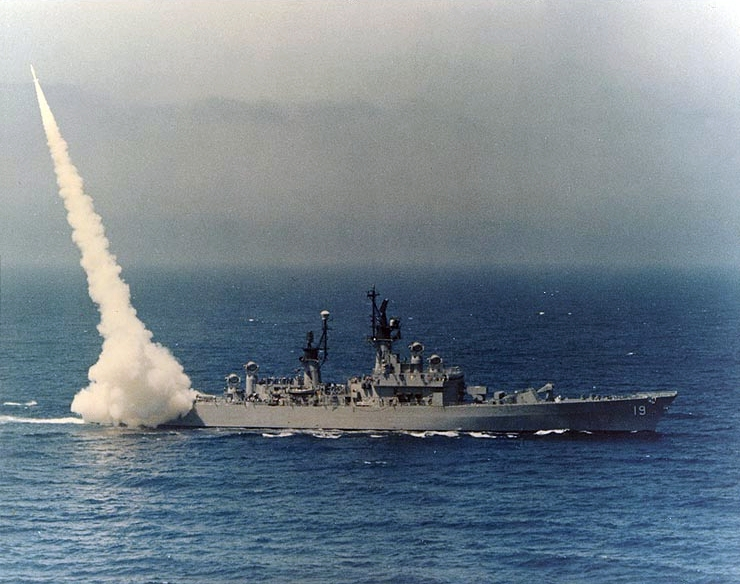
Terrier
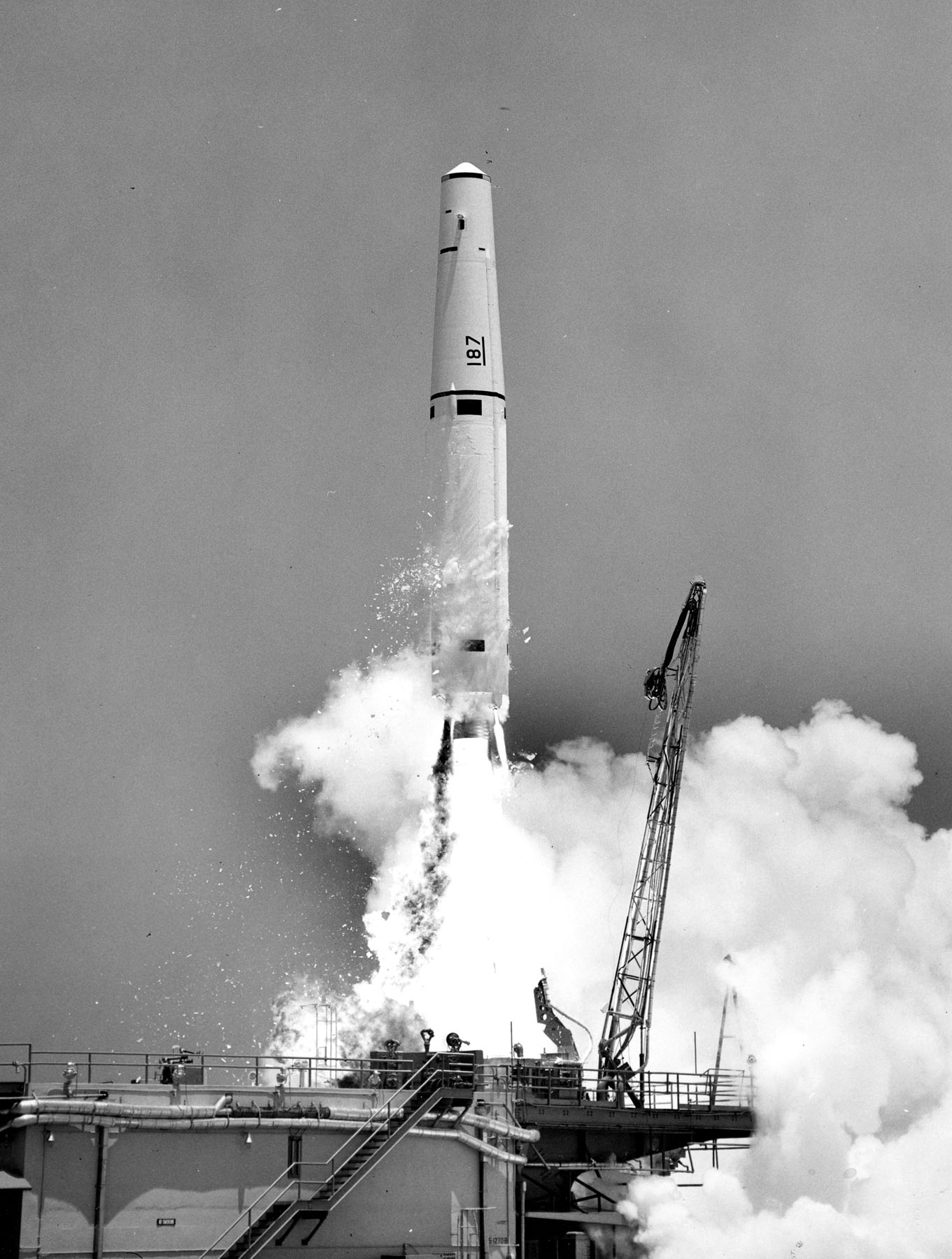
Thor
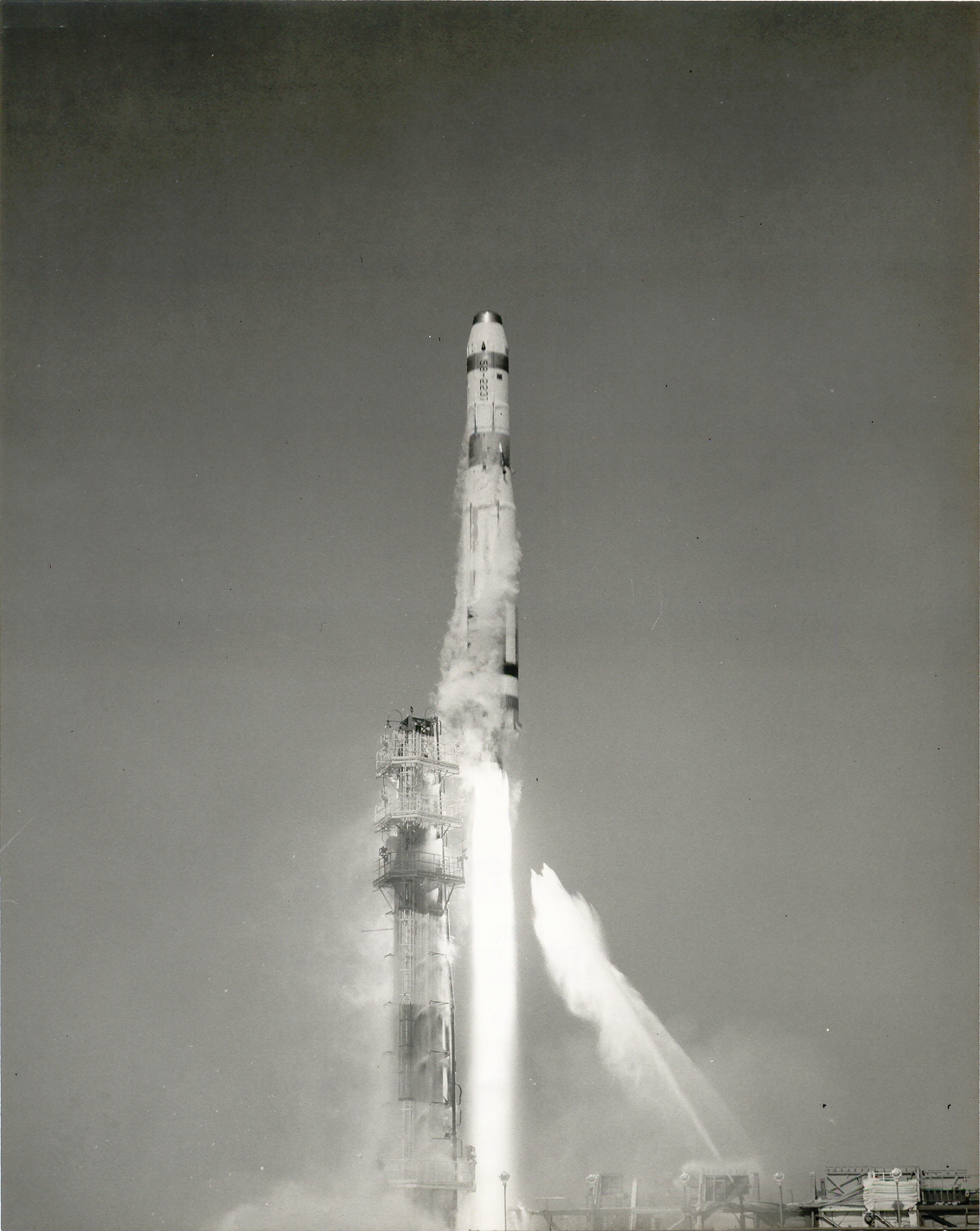
Titan I
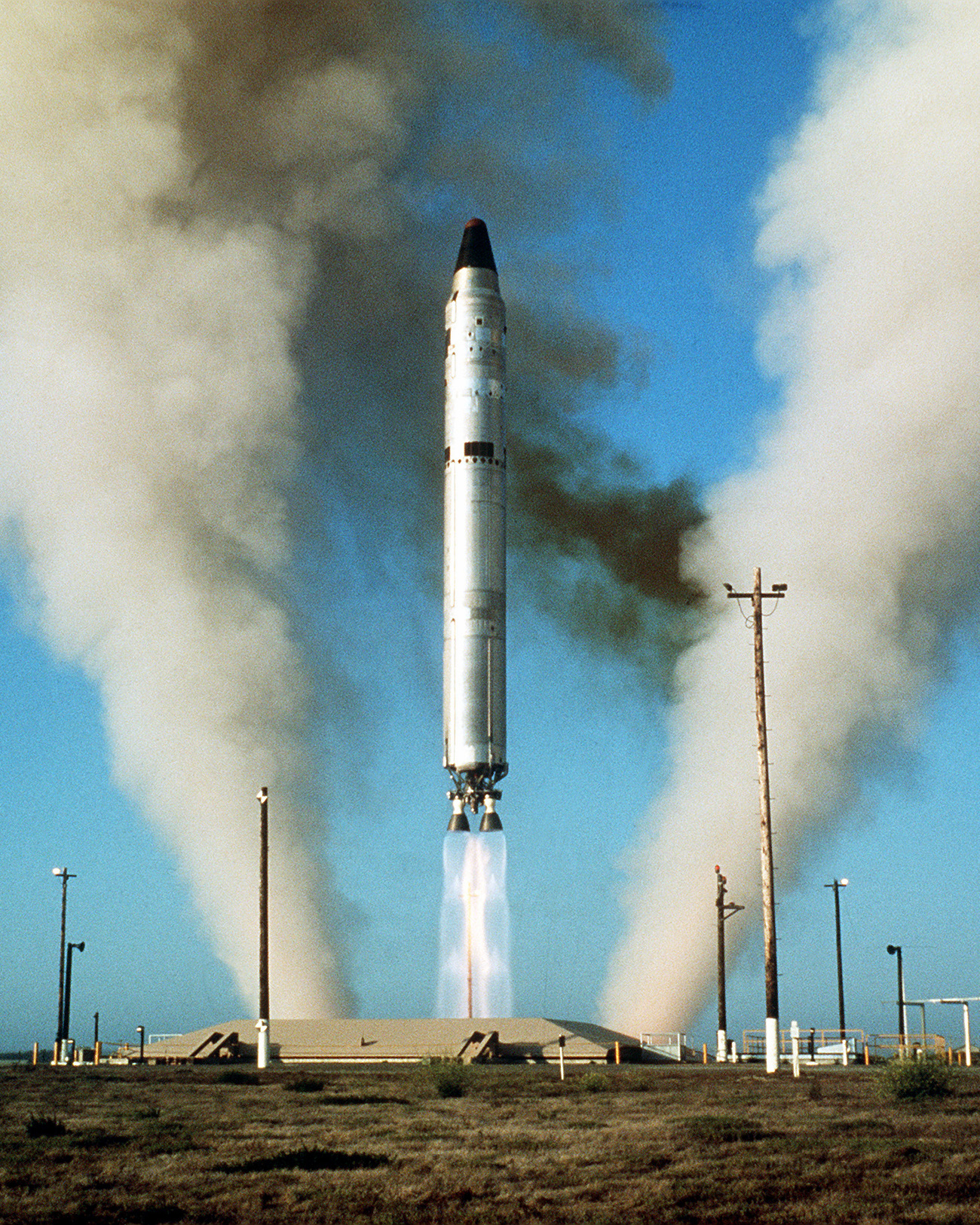
Titan II
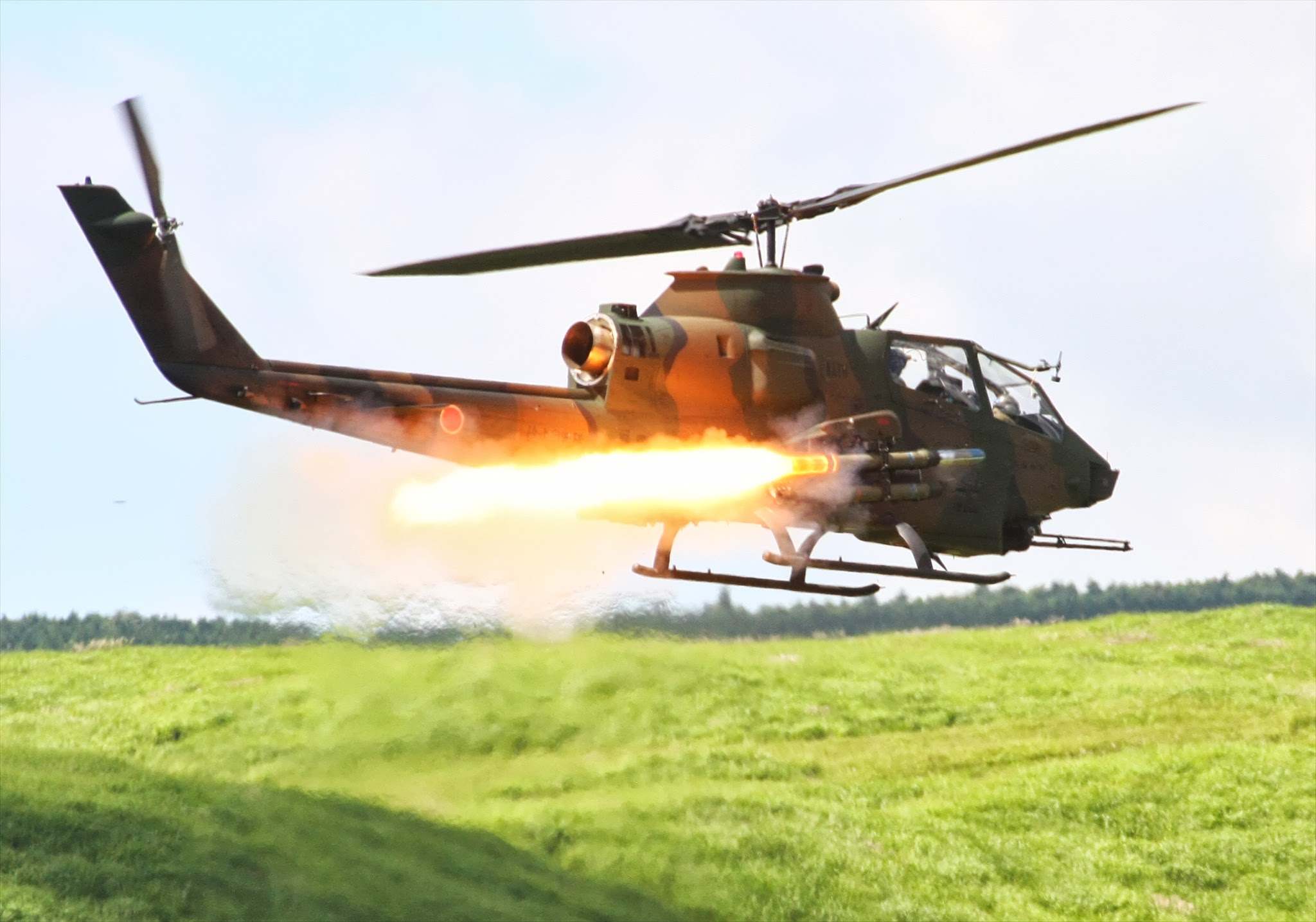
TOW/HELO
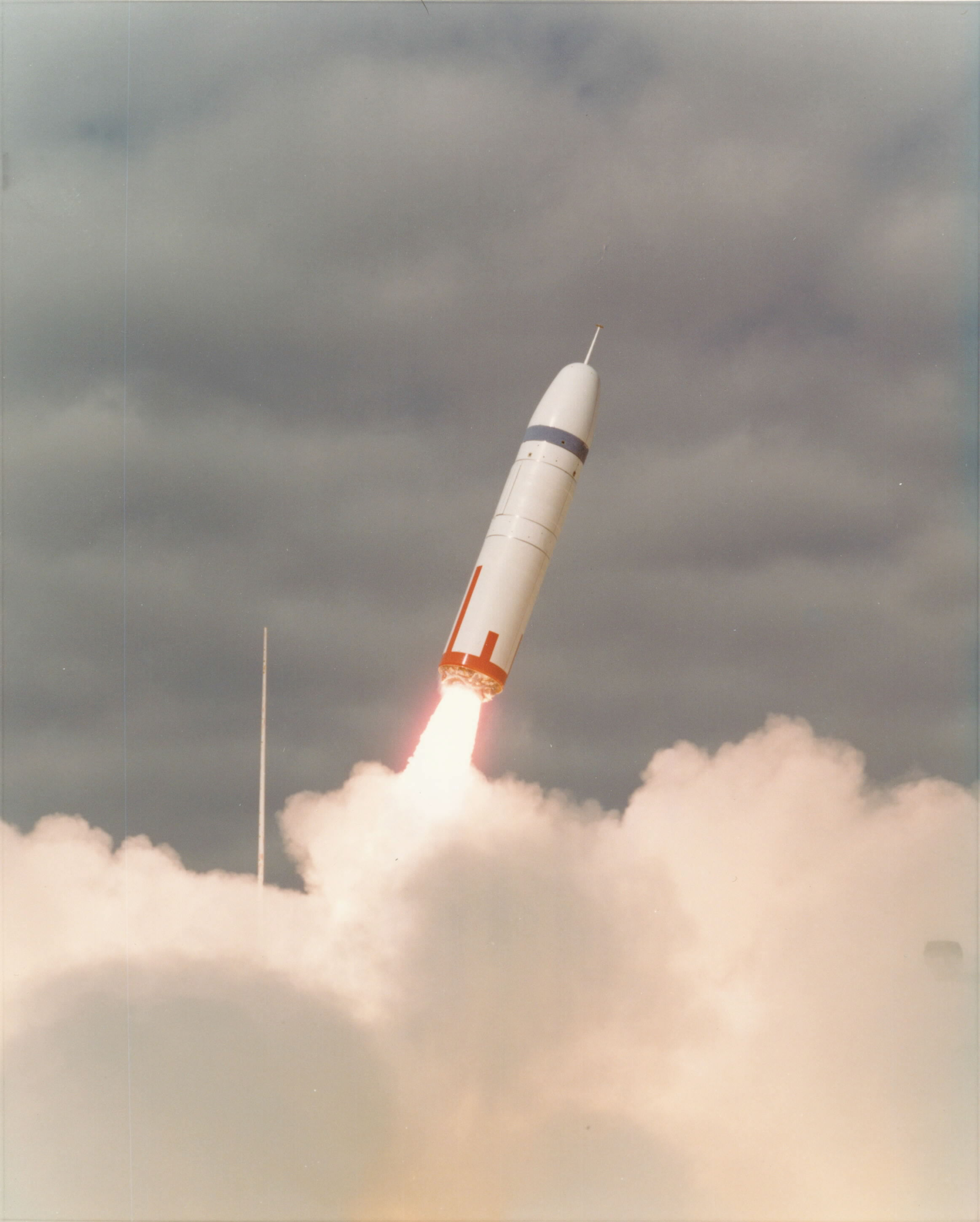
Trident I
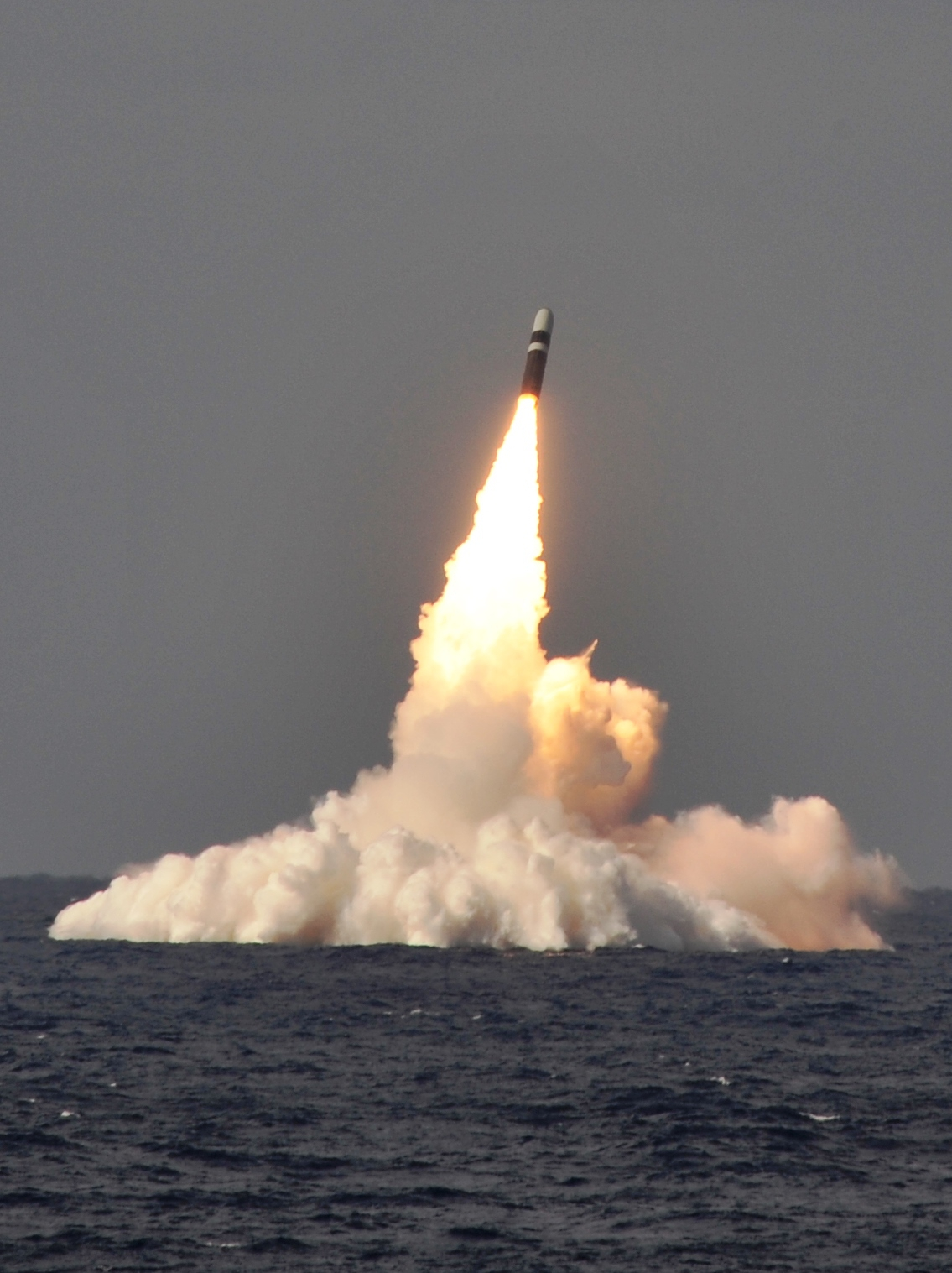
Trident II
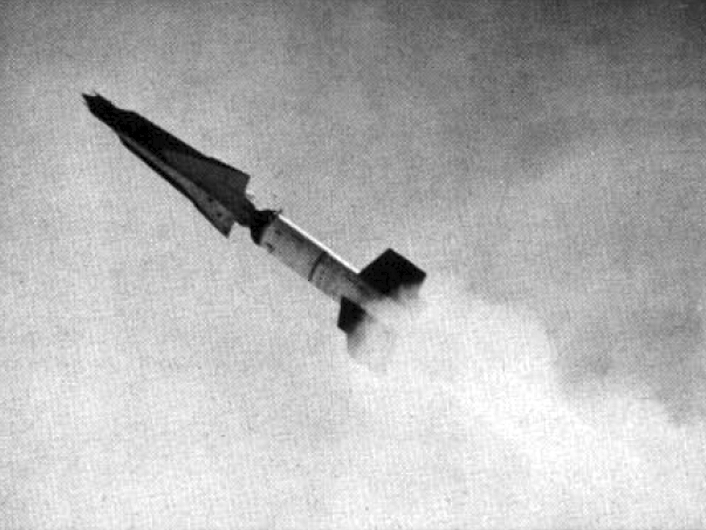
Typhon LR
Typhon MR

### Автоматизированные системы управления

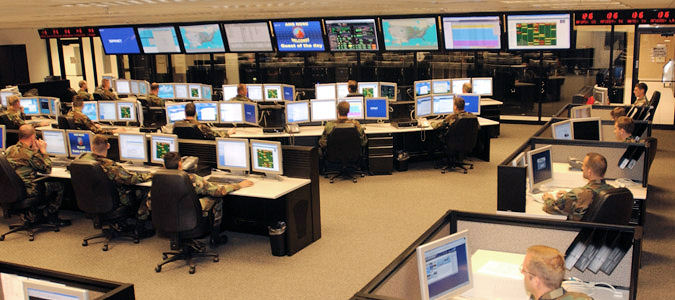
AN/GSQ-272
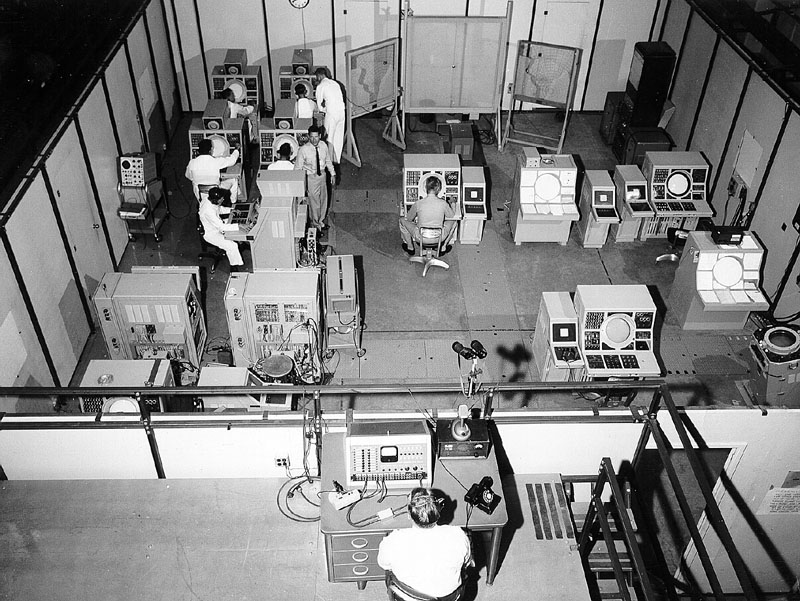
AN/USQ-17
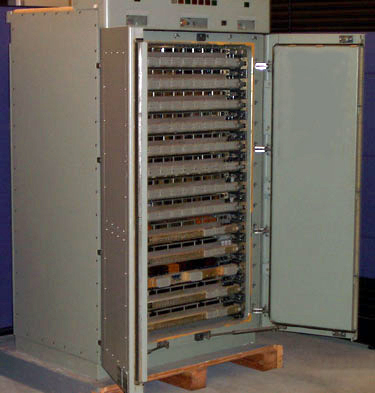
AN/USQ-20
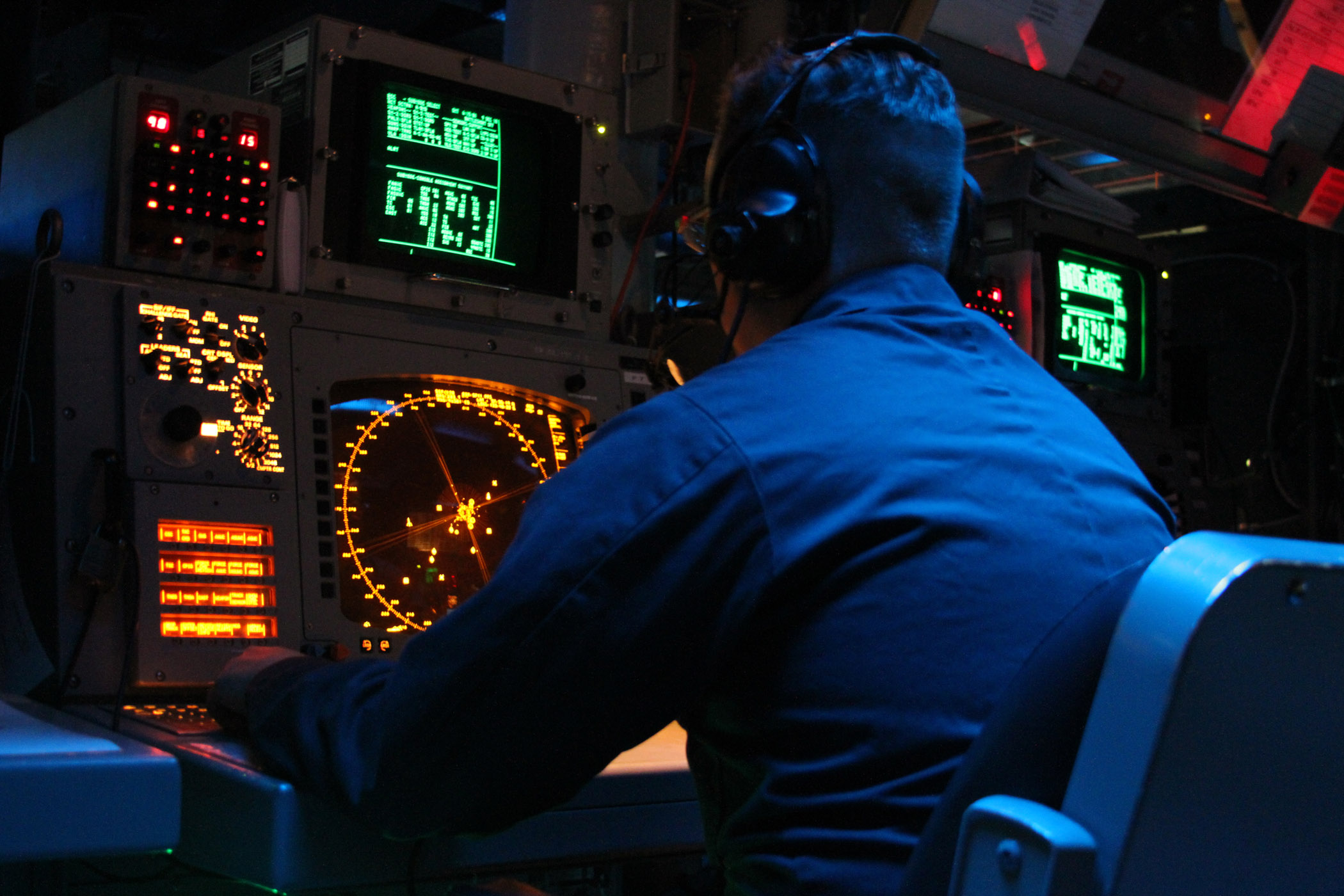
AN/UYK-7
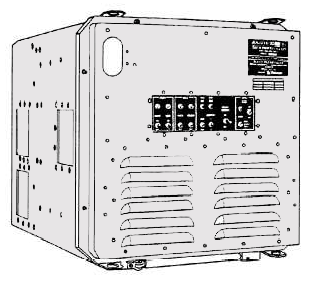
AN/UYK-20
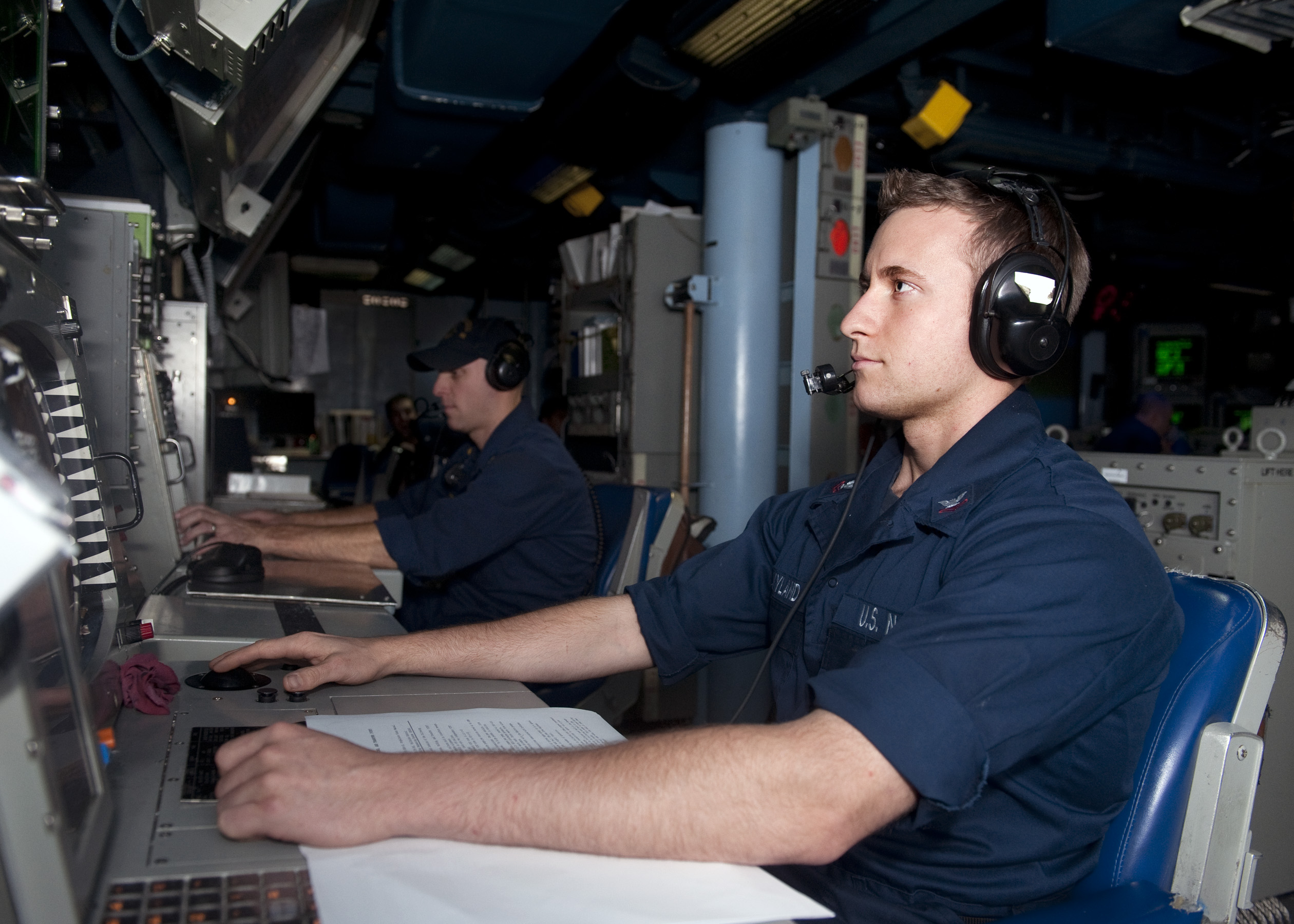
AN/UYK-43
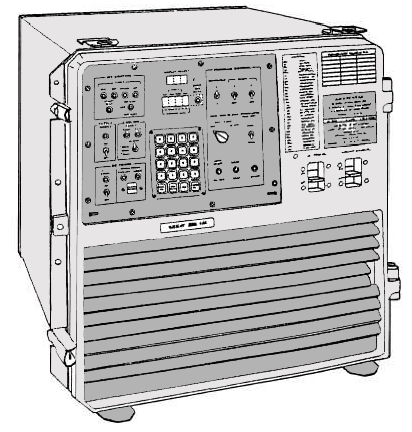
AN/UYK-44
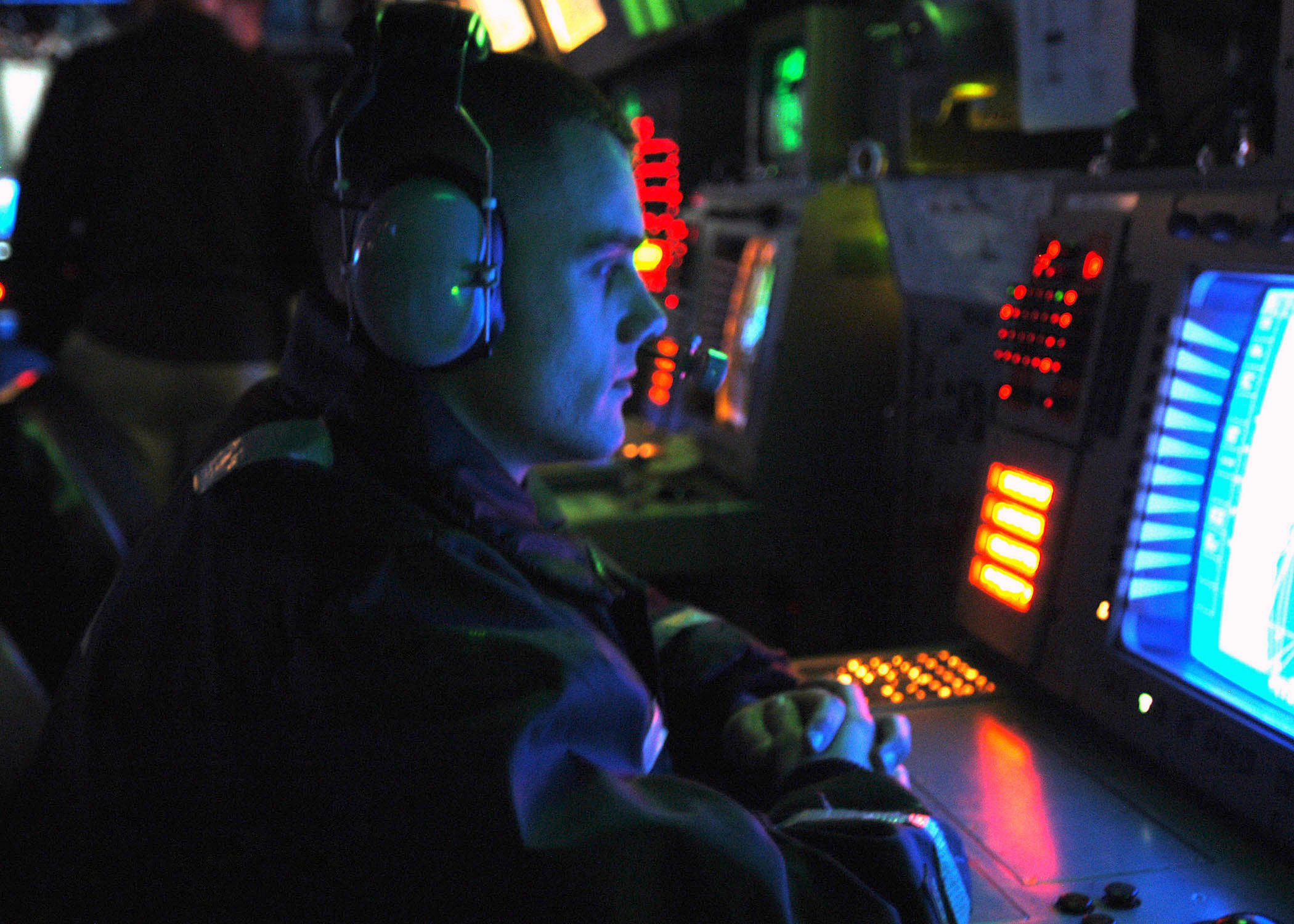
AEGIS
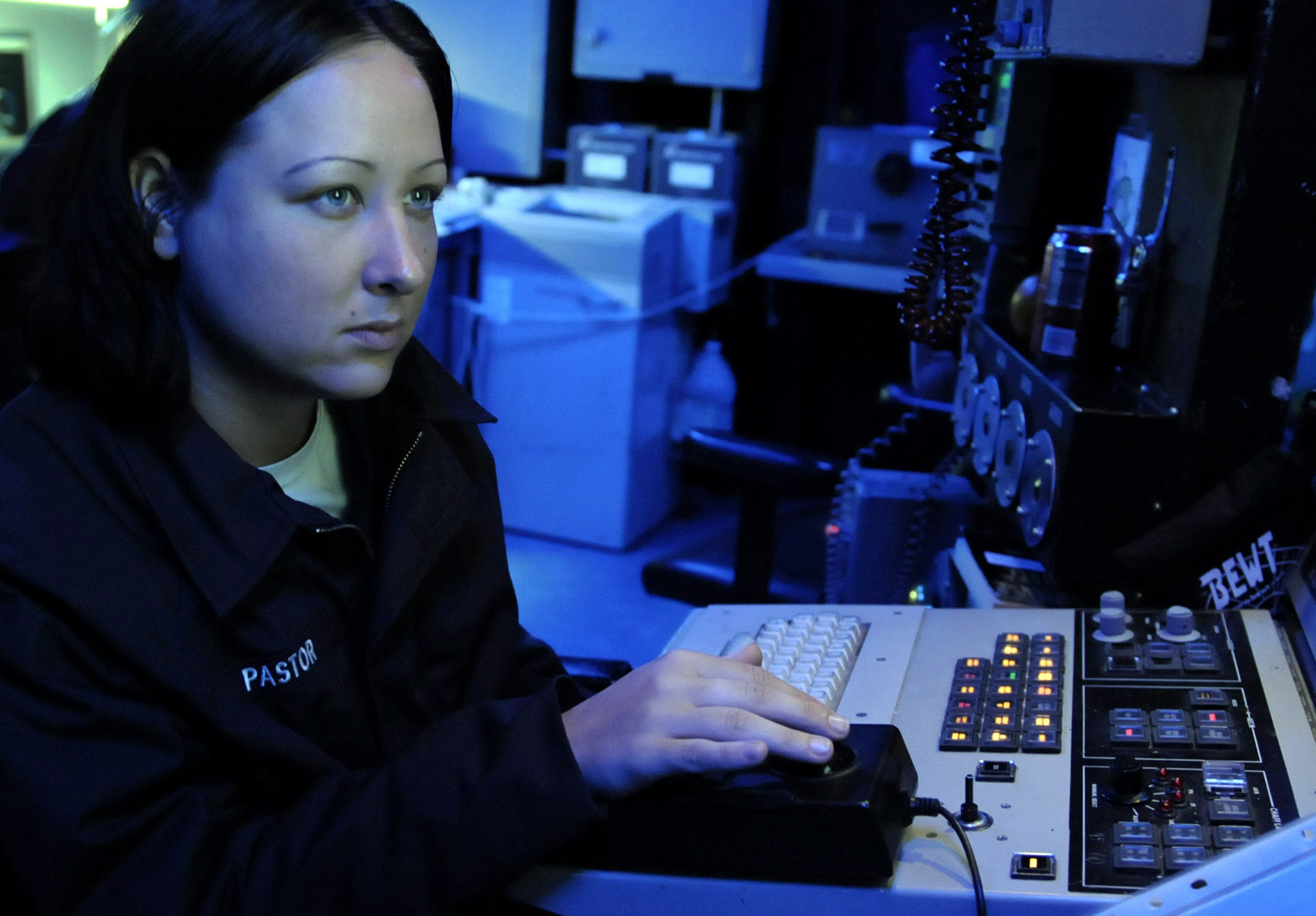
ASMD
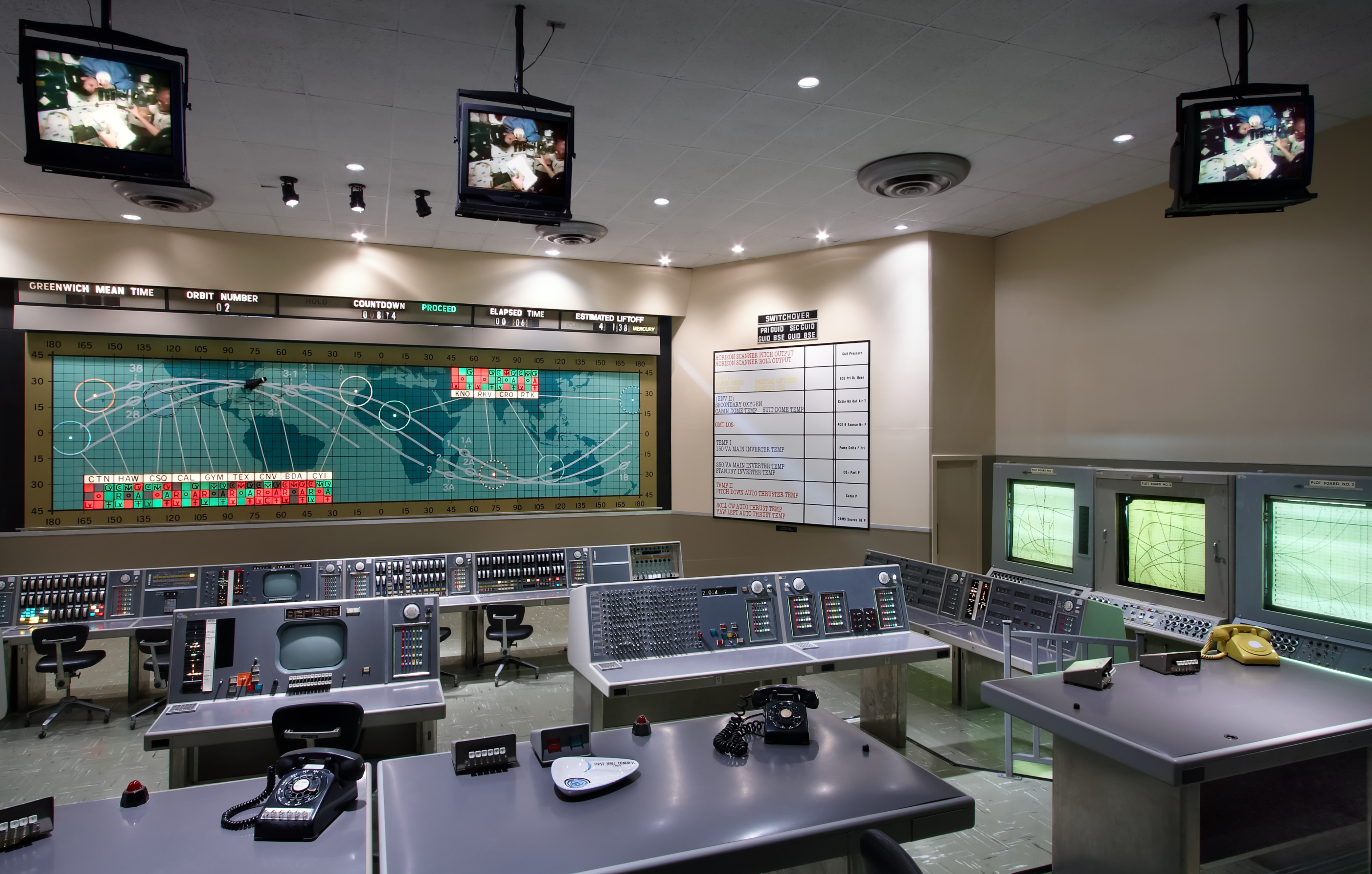
Atlantic Missile Range Central Control Facility
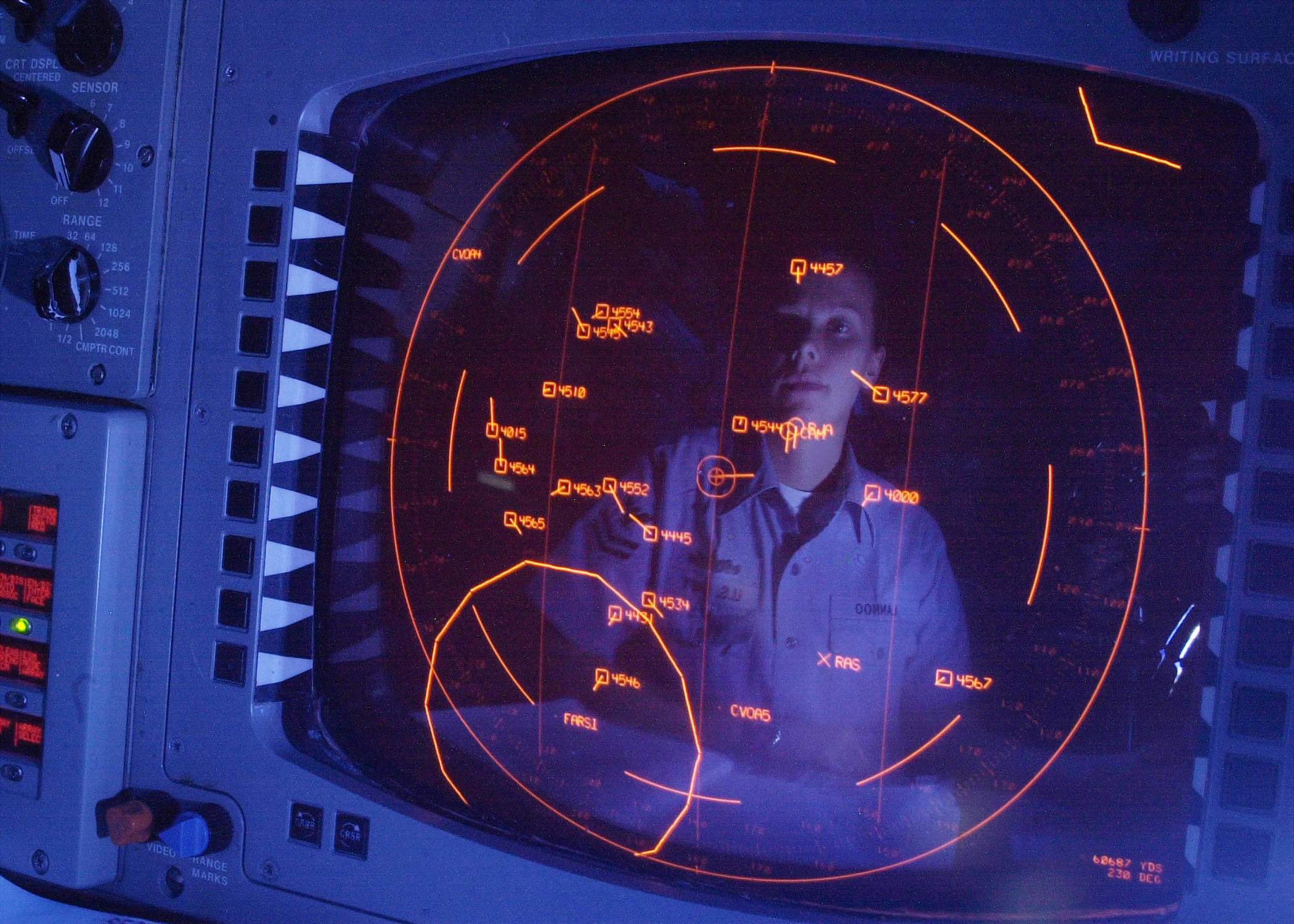
NTDS
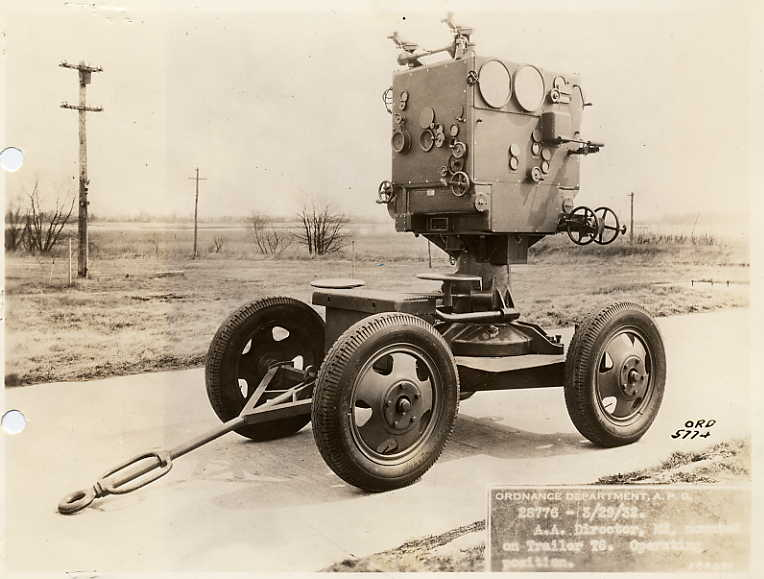
M2
Mk 14 Lead-Computing Gun Sight
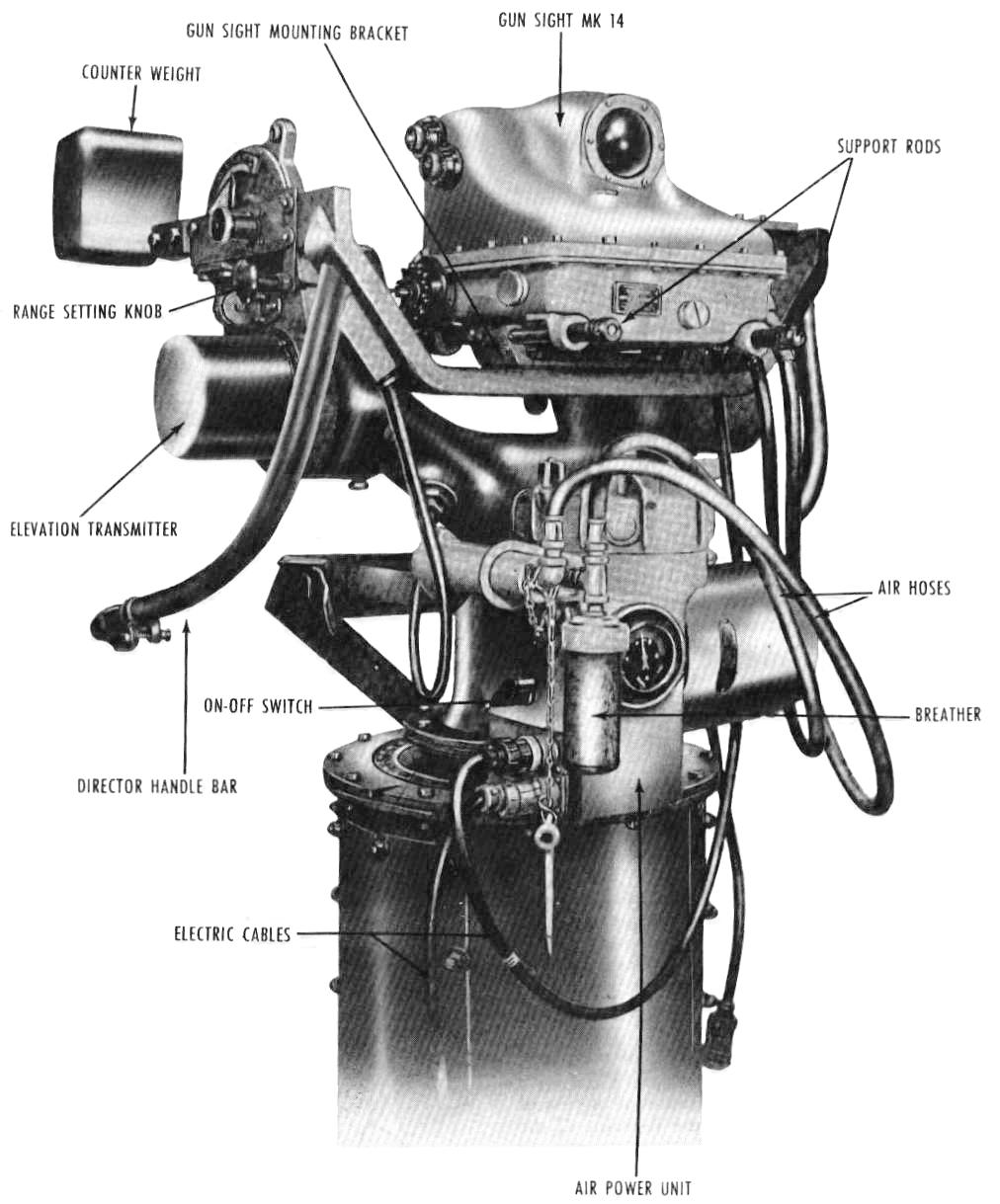
Mk 51
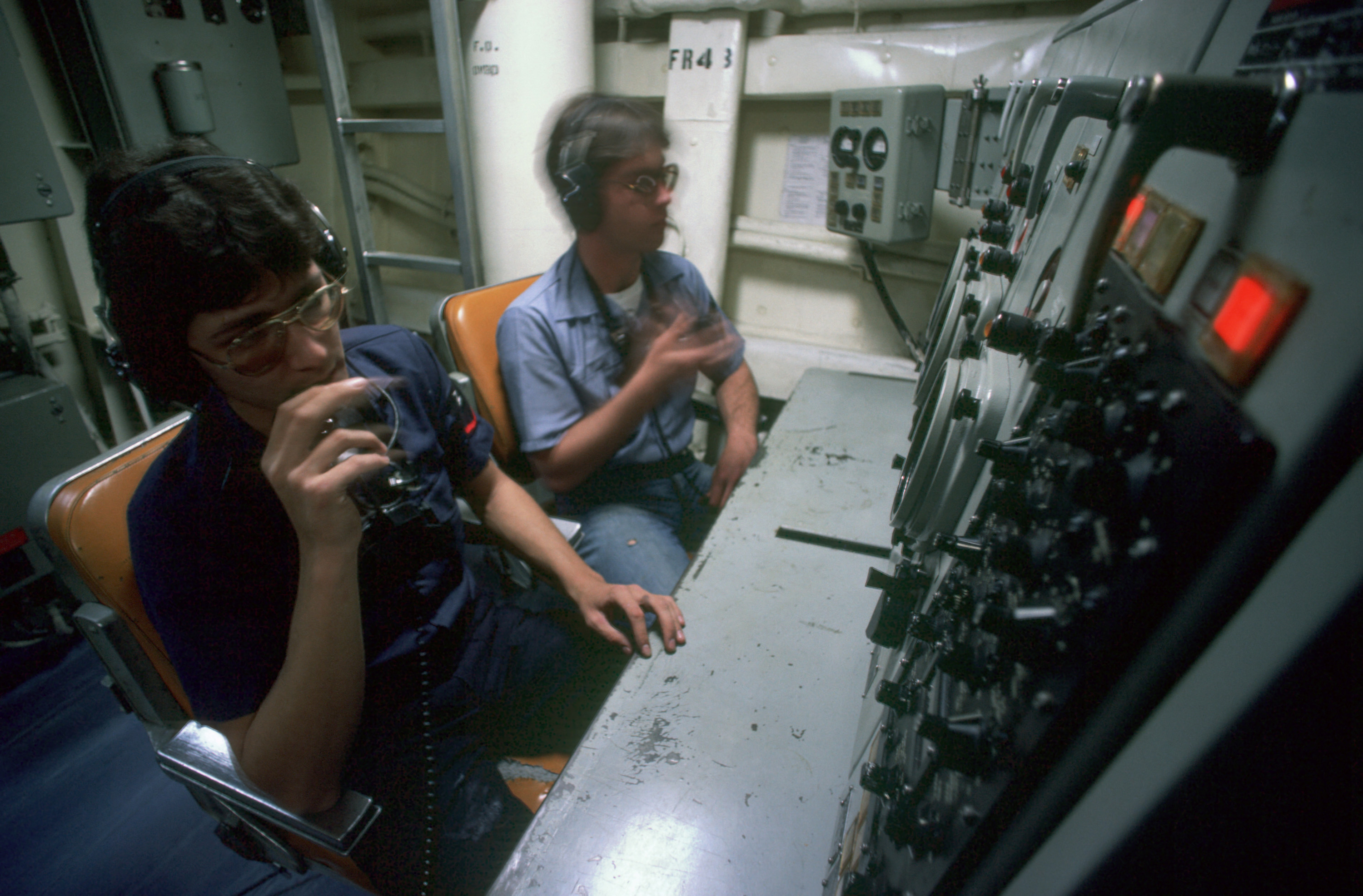
Mk 68 GFCS
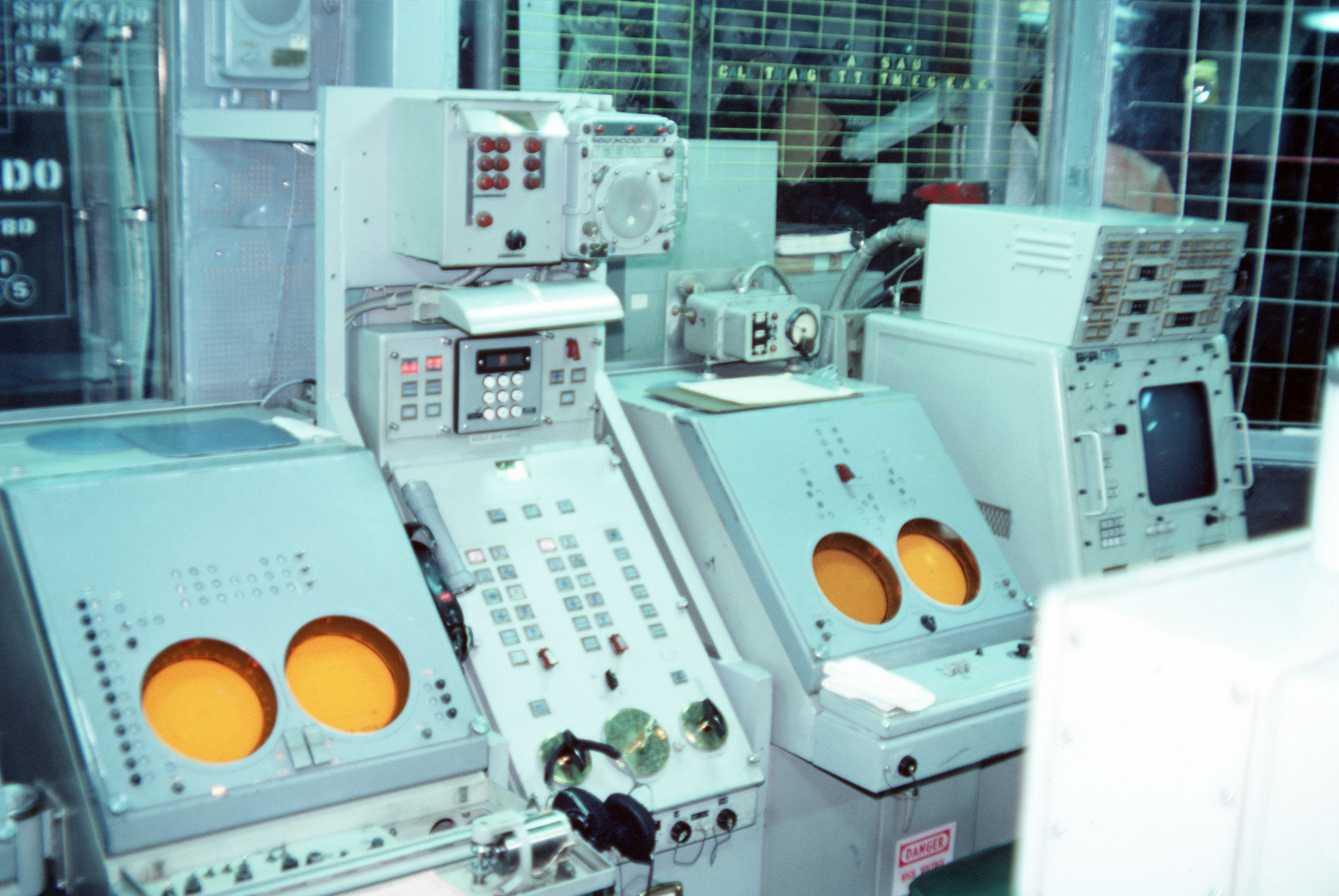
Mk 74 FCS
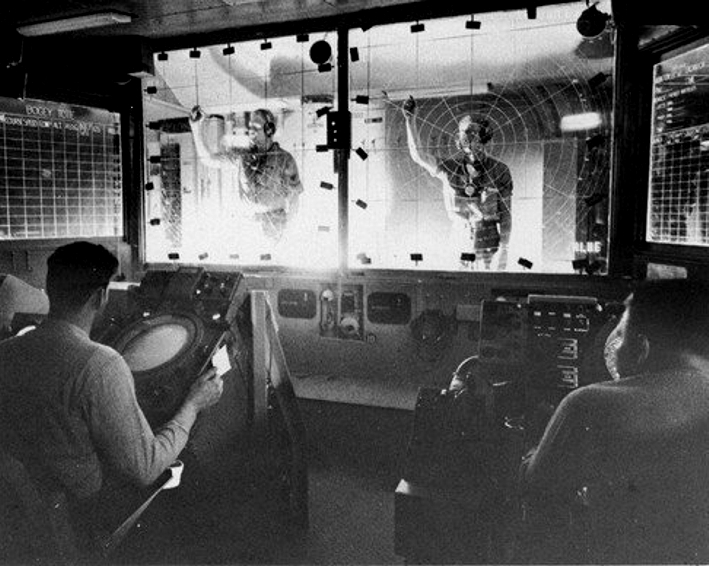
Mk 76 FCS
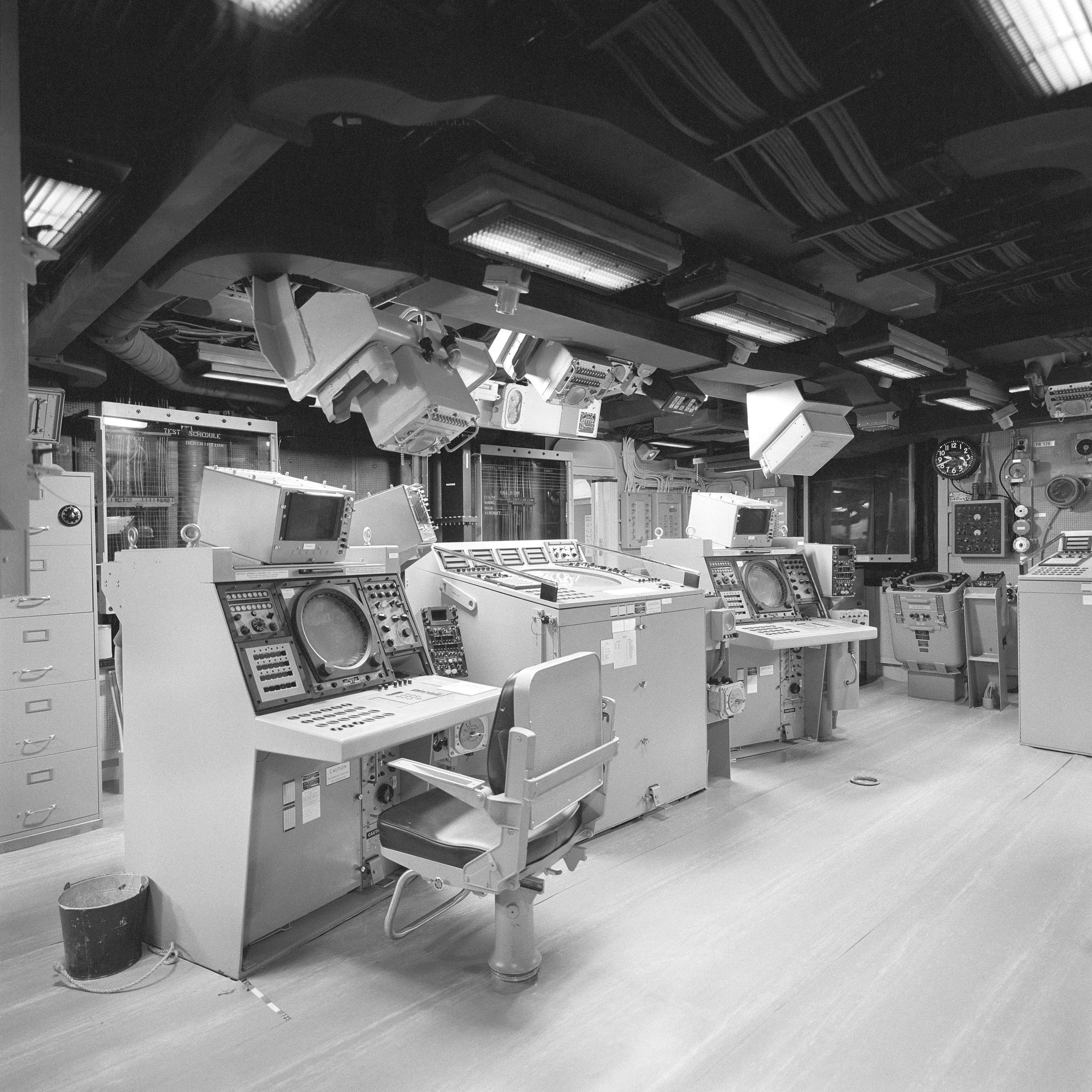
Mk 92 FCS
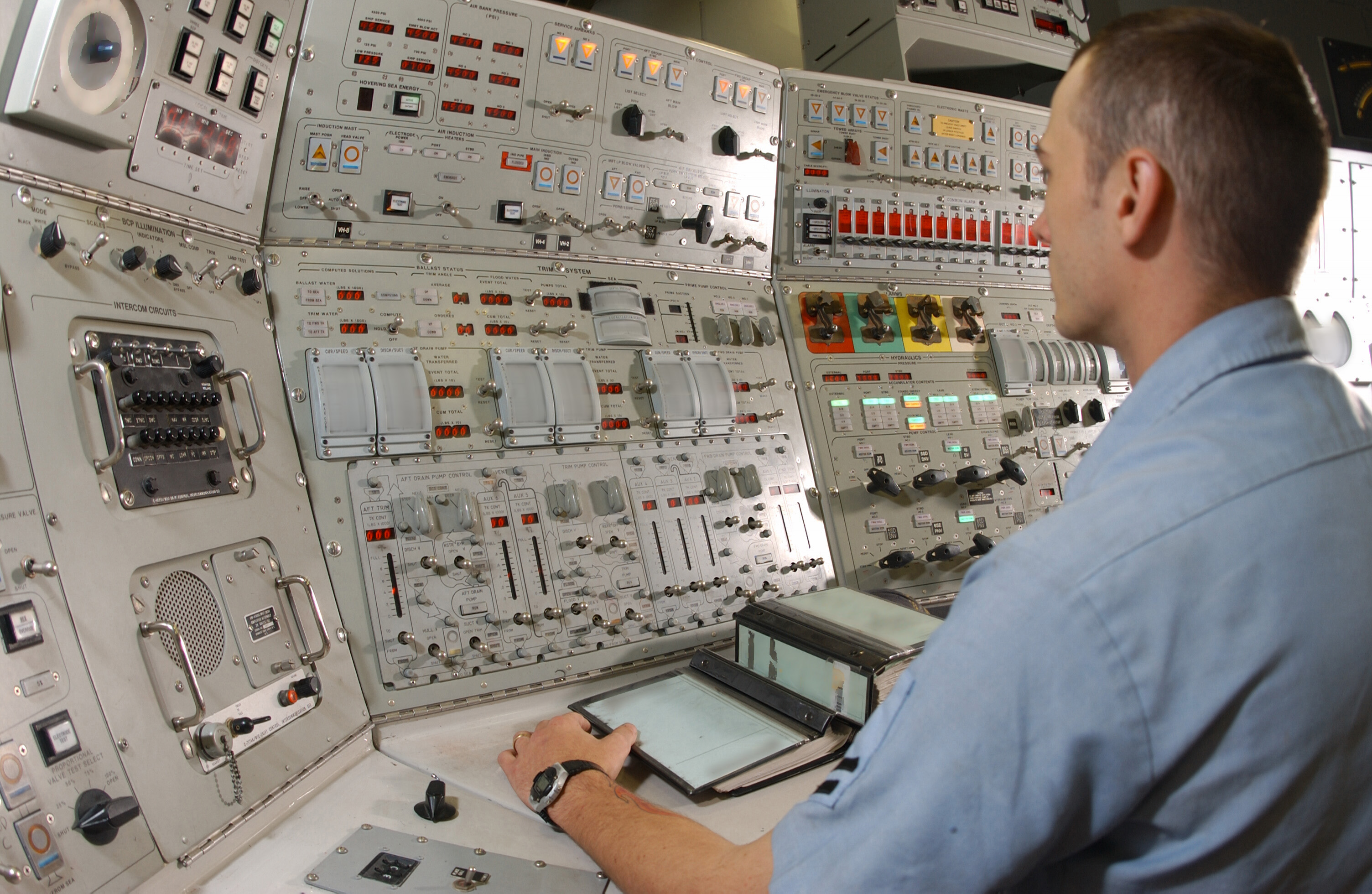
Mk 98 FCS

### Навигационная аппаратура

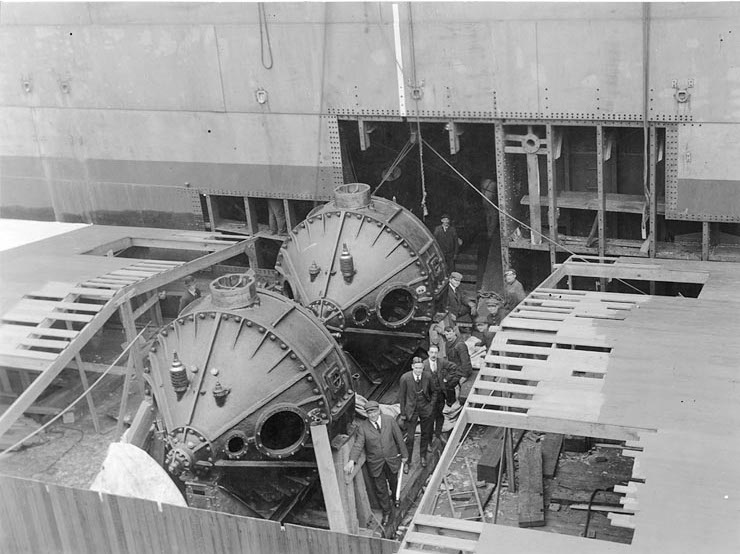
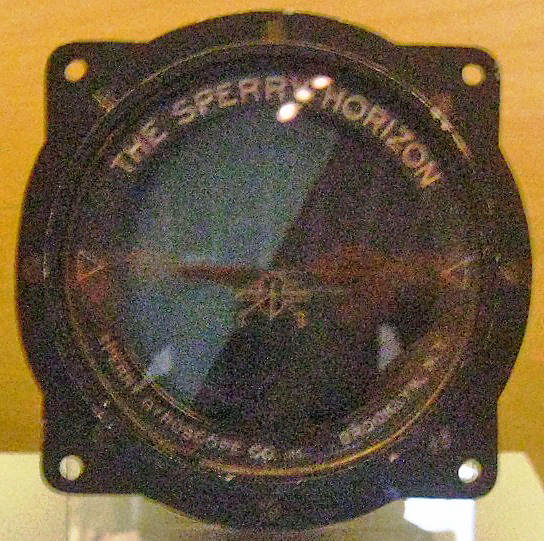
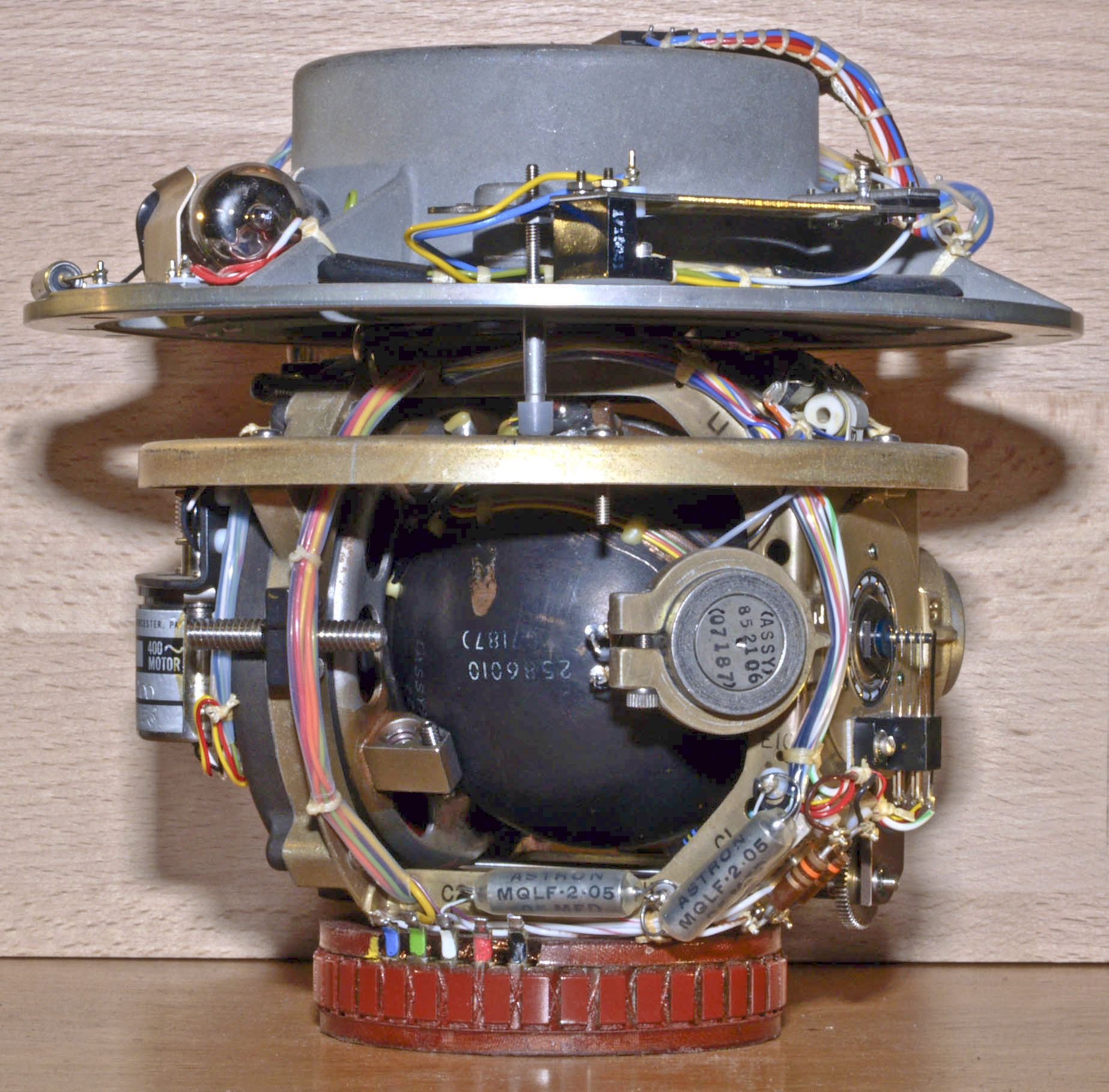
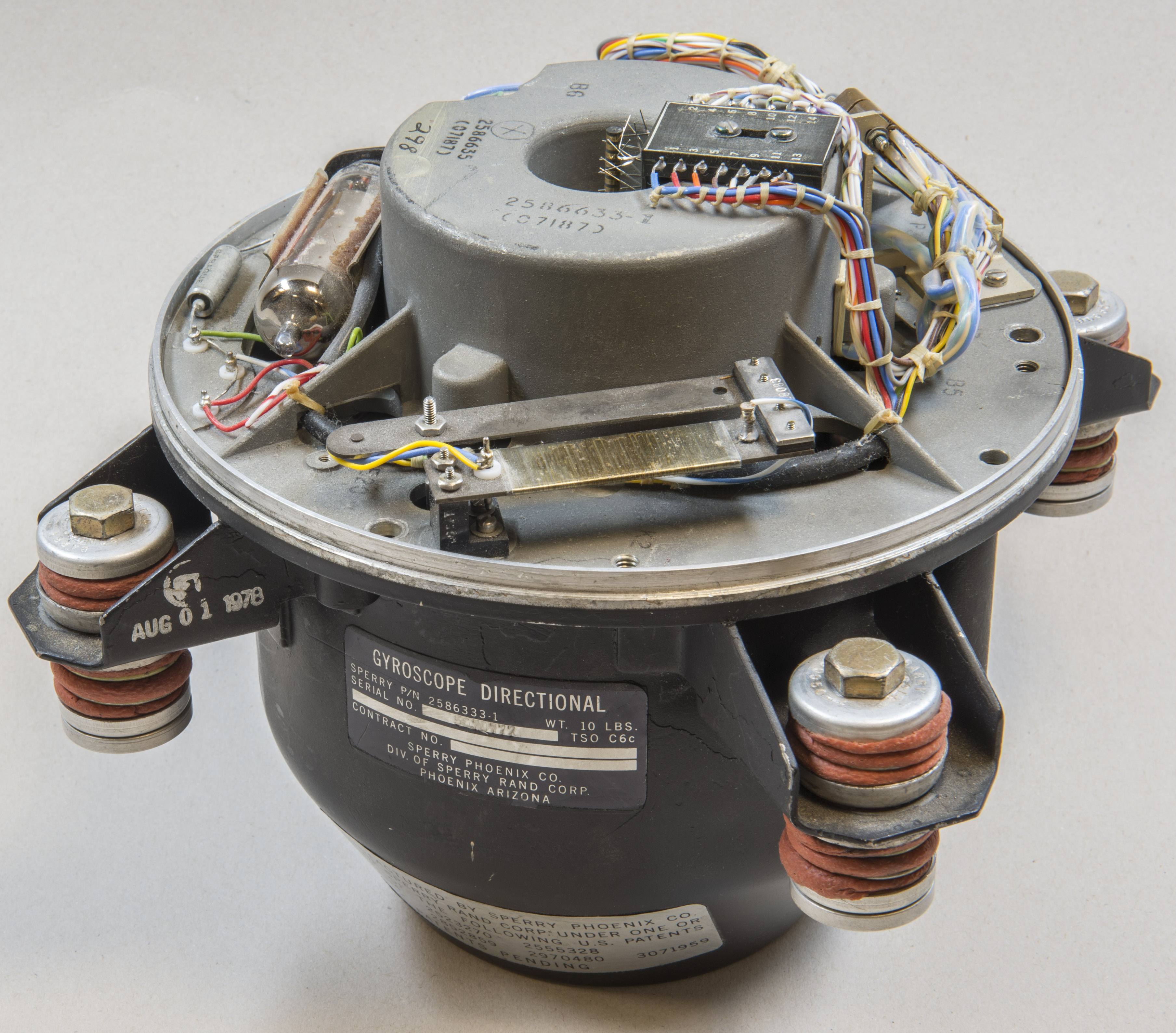
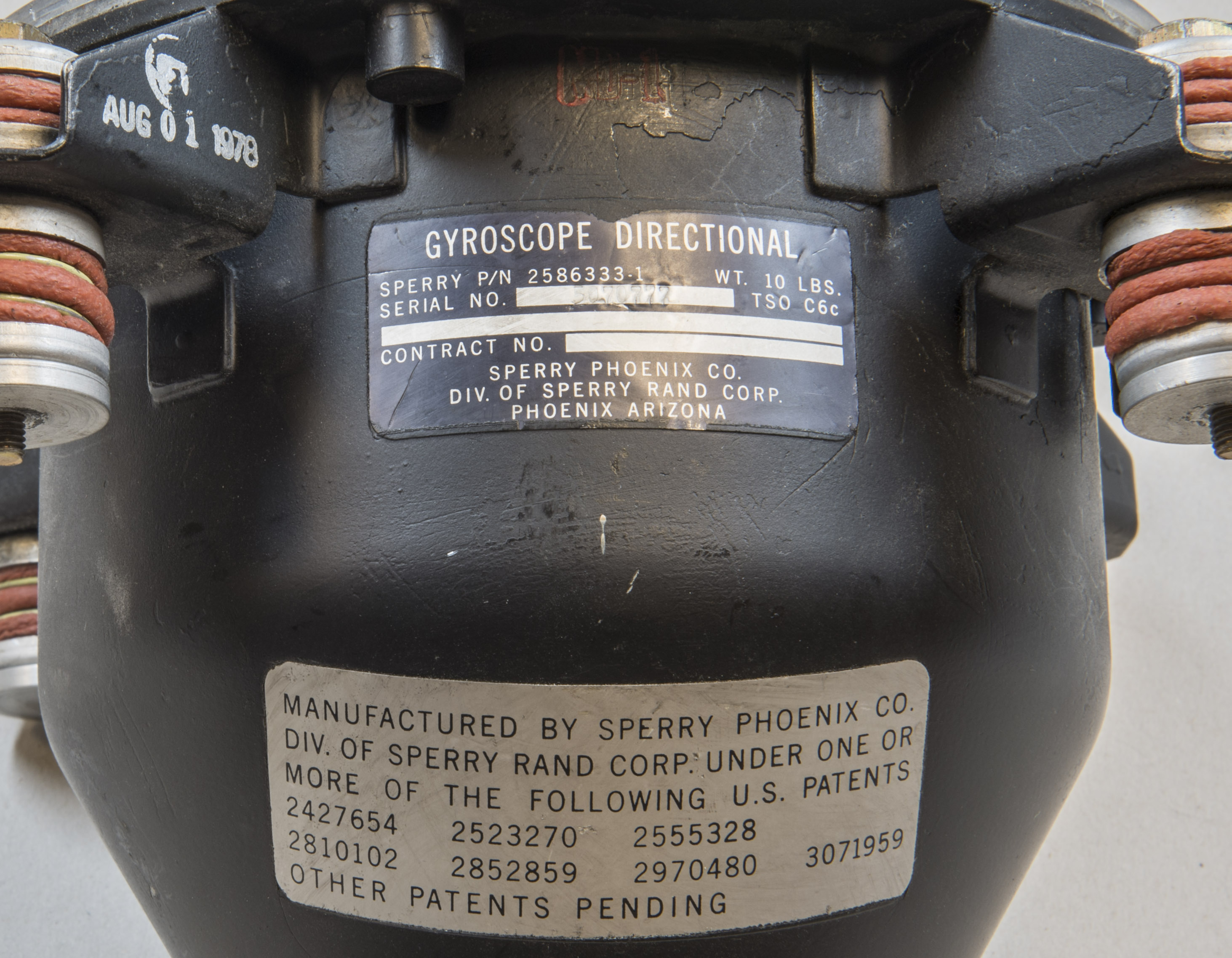
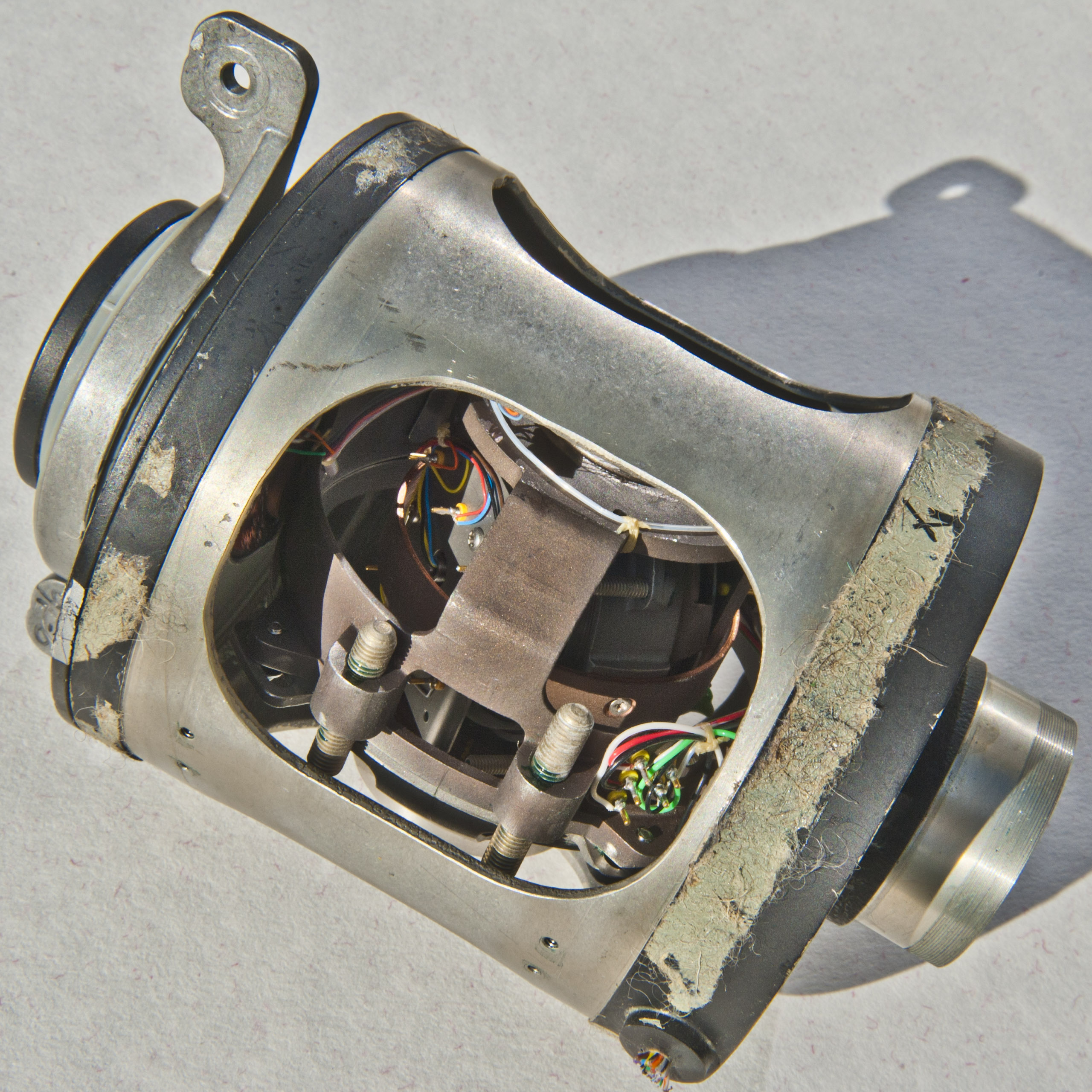
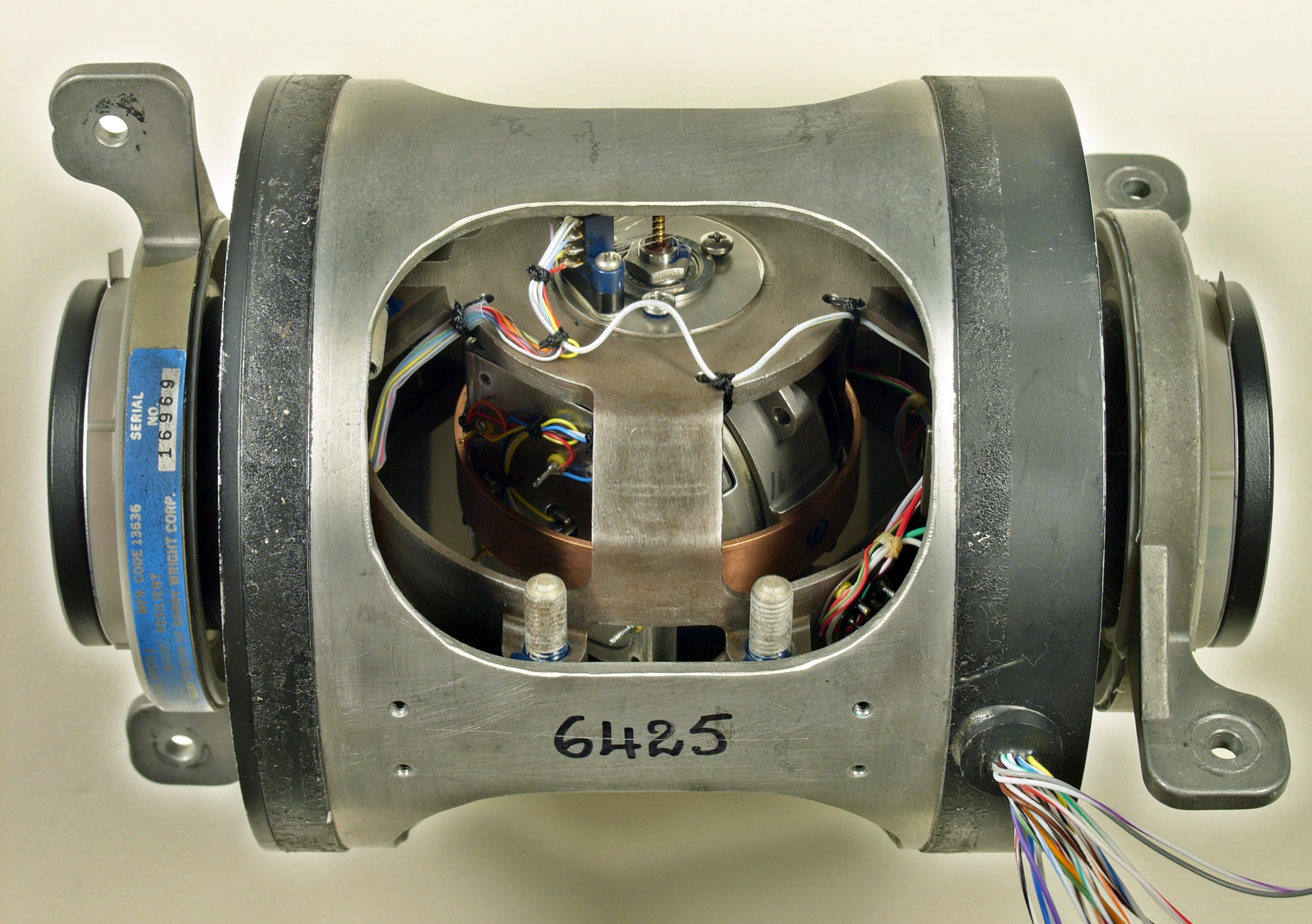
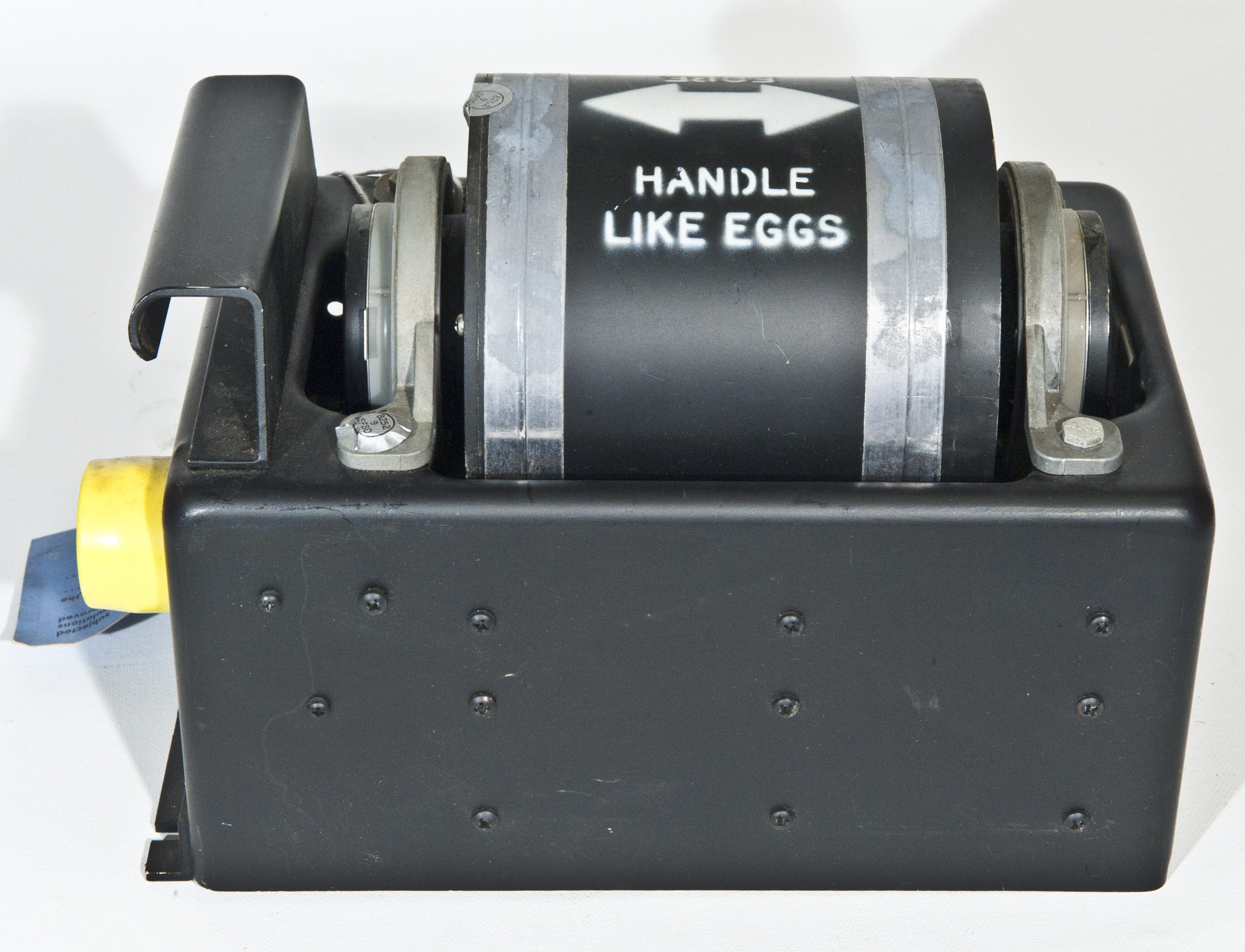
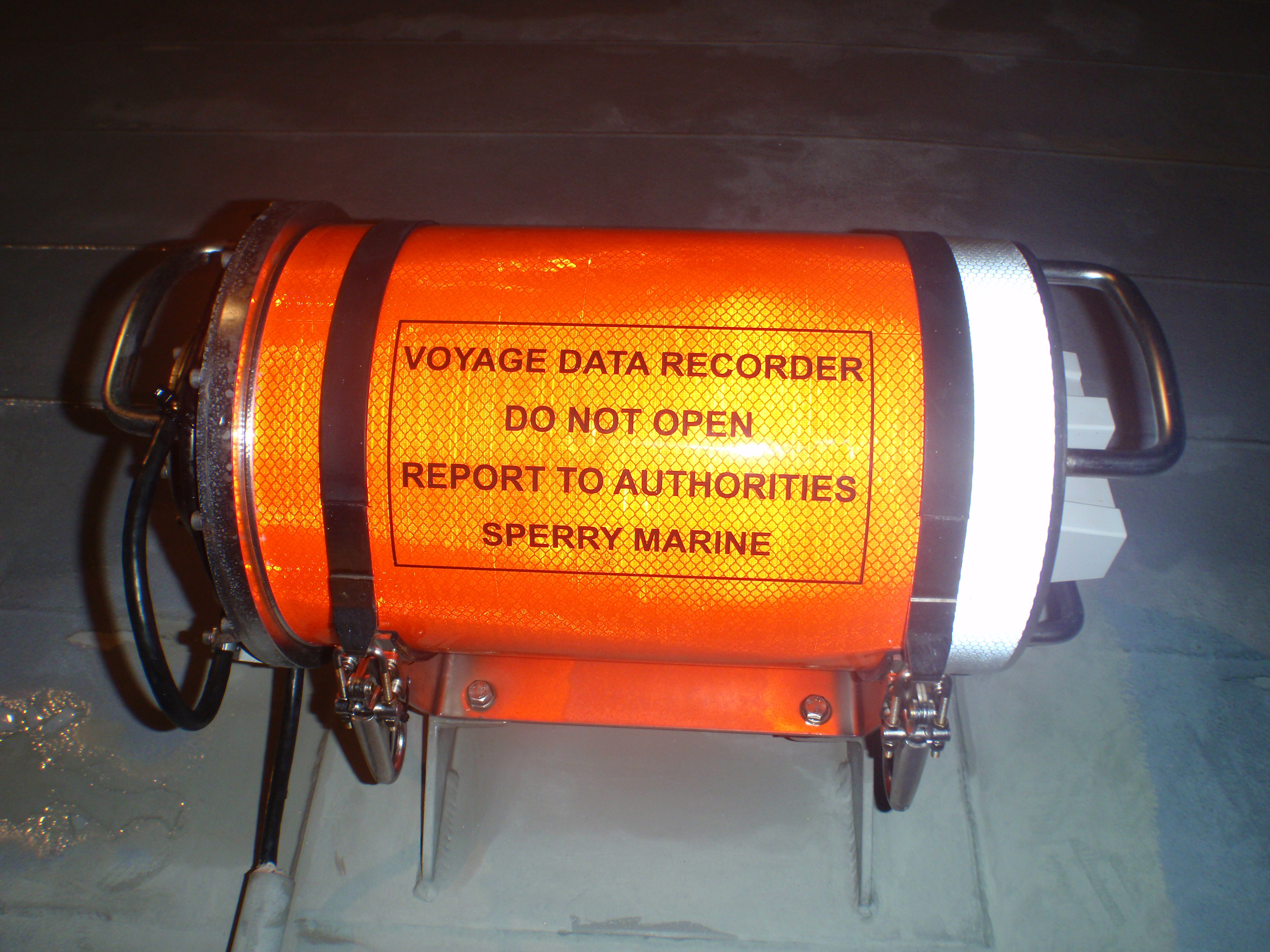
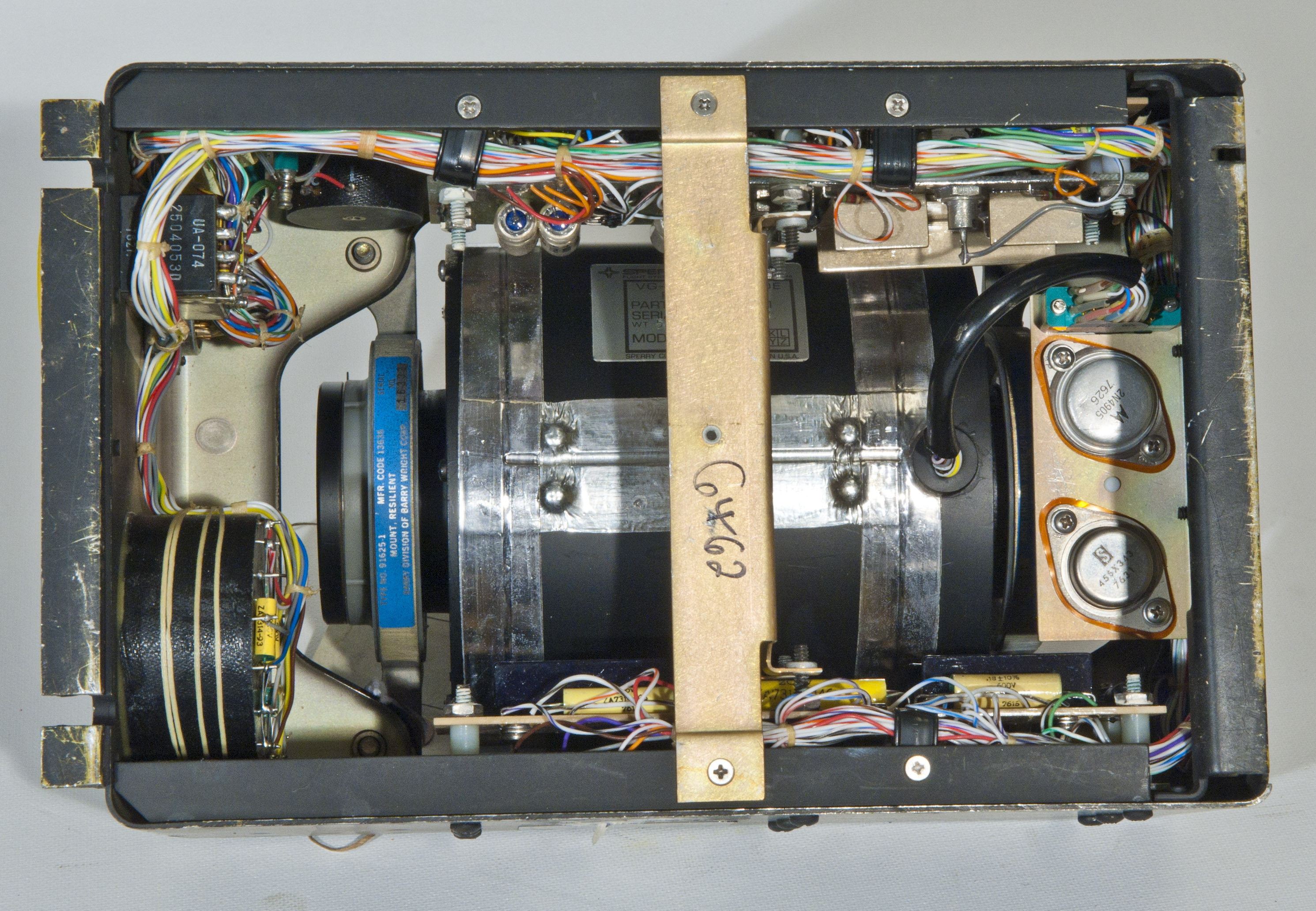
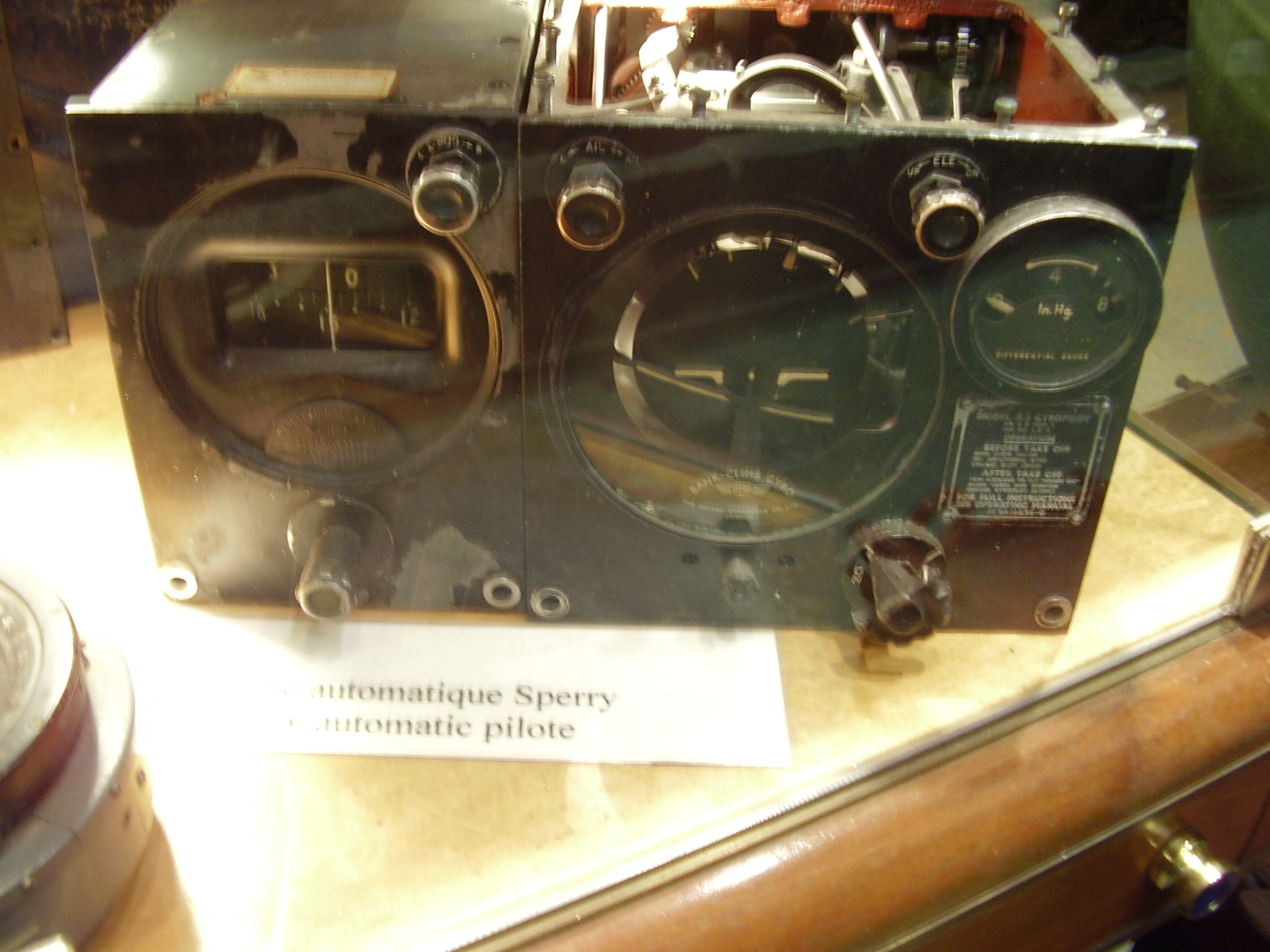
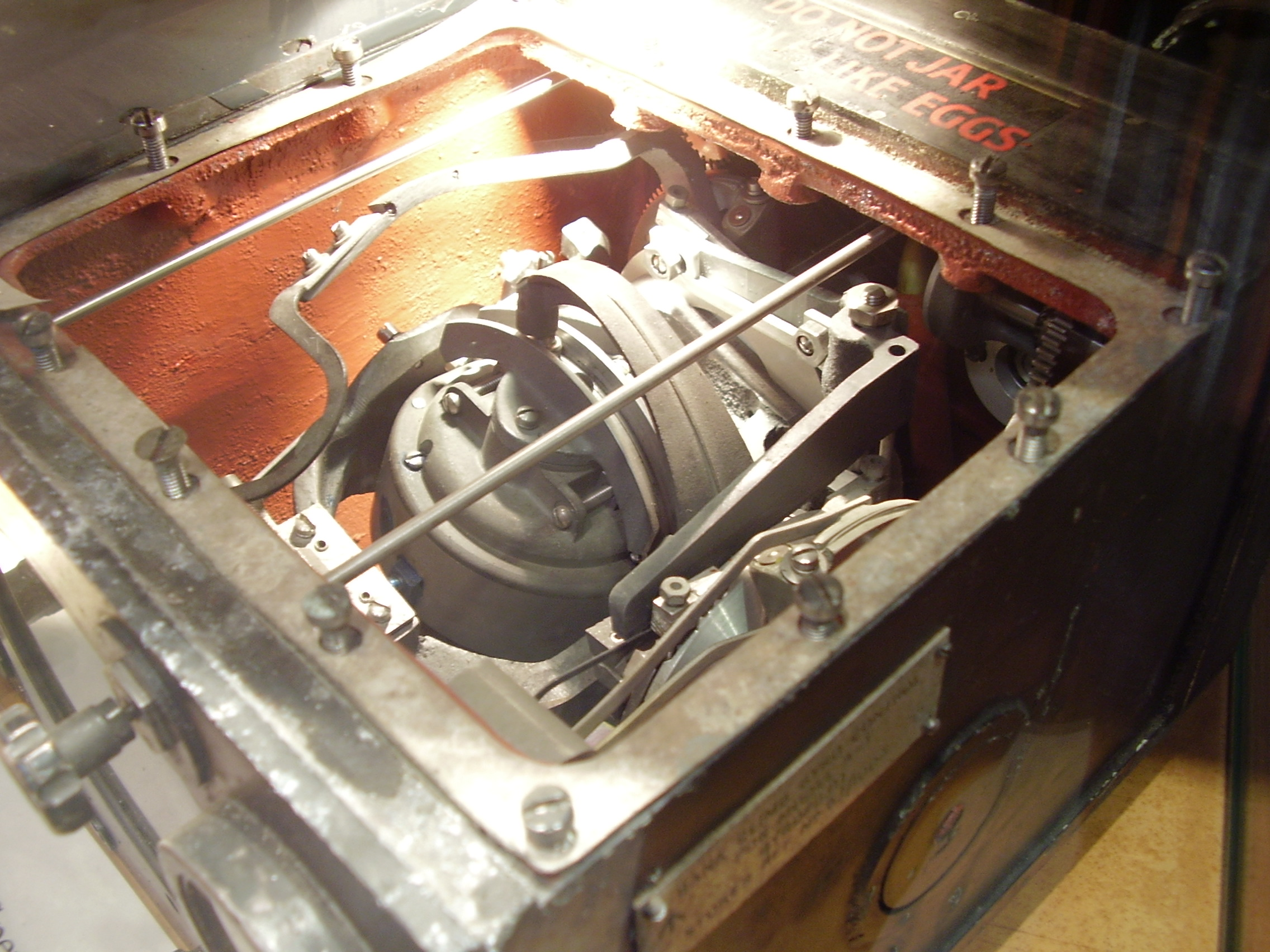
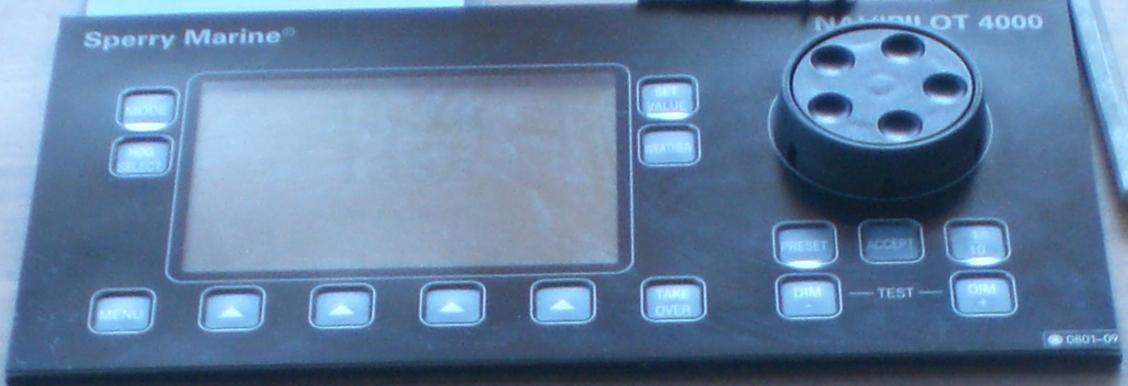

### Радиолокационные средства

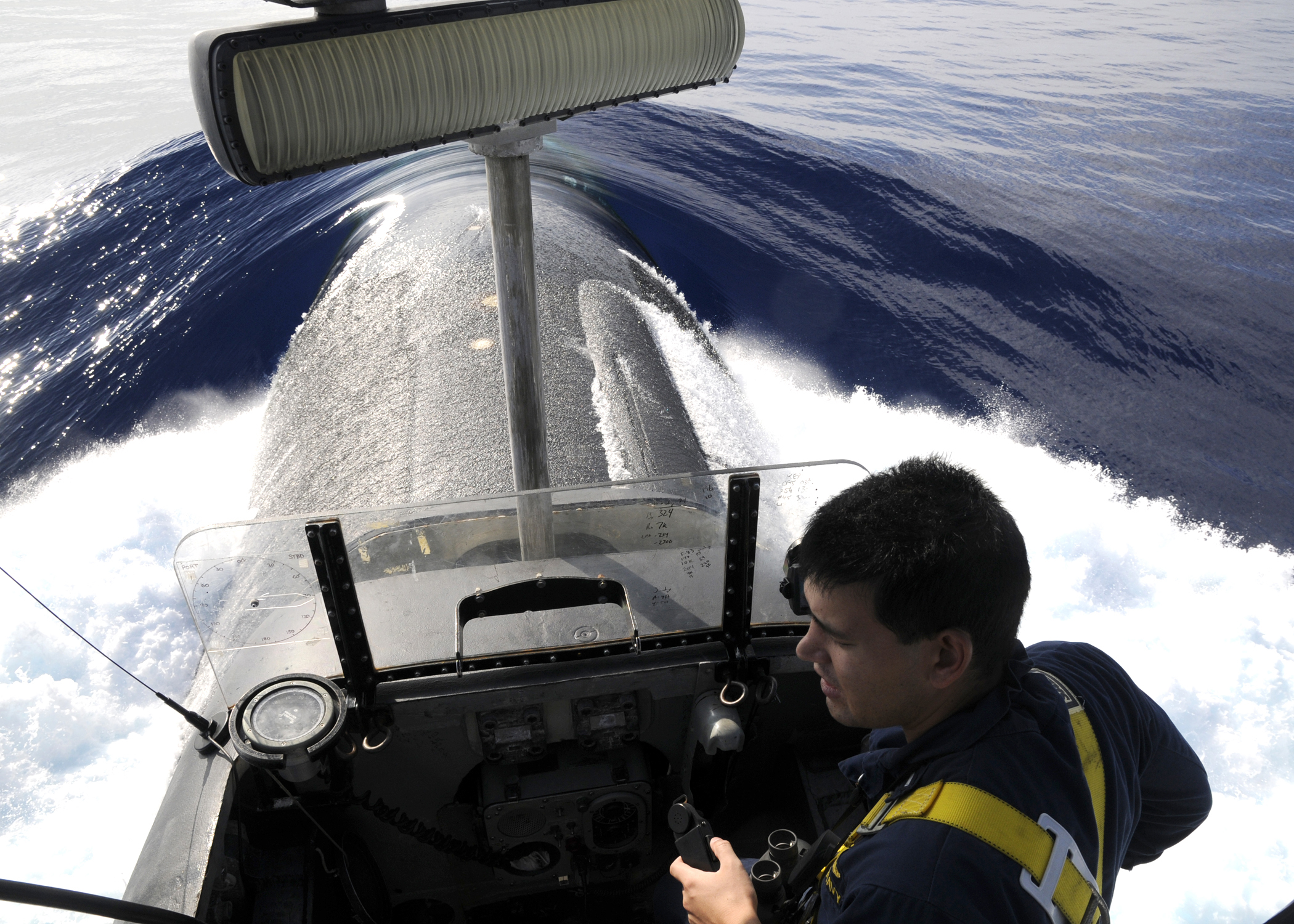
AN/BPS-15
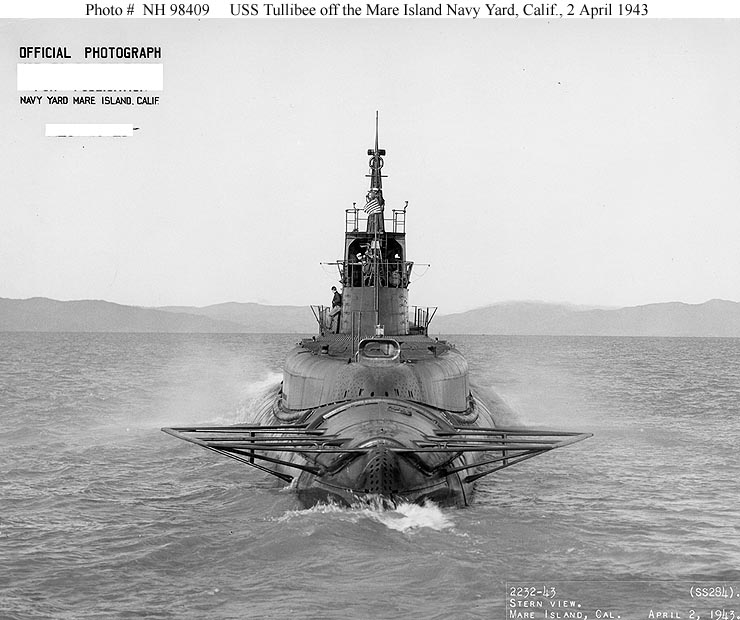
AN/BQQ-2
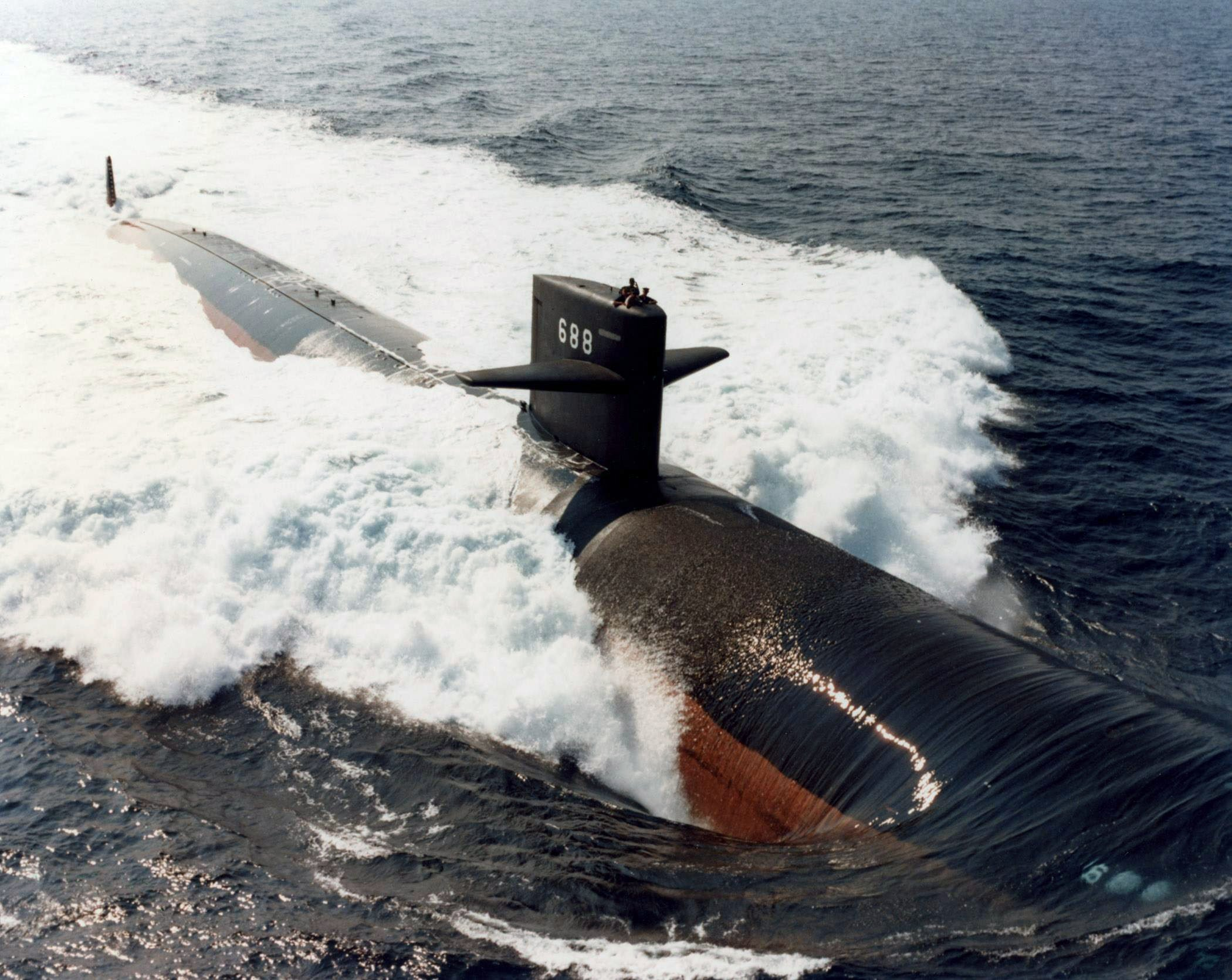
AN/BQS-13
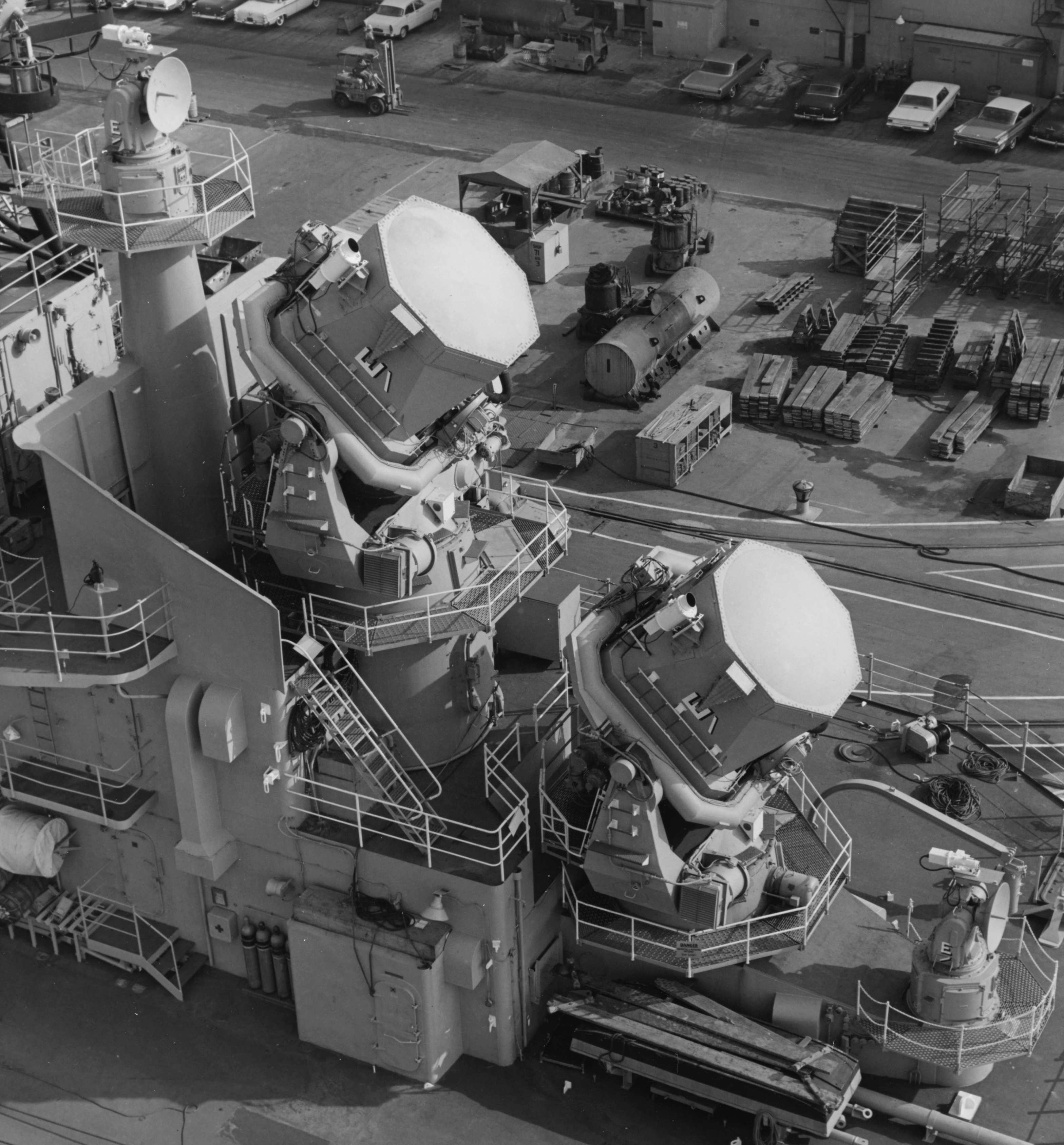
AN/SPG-49
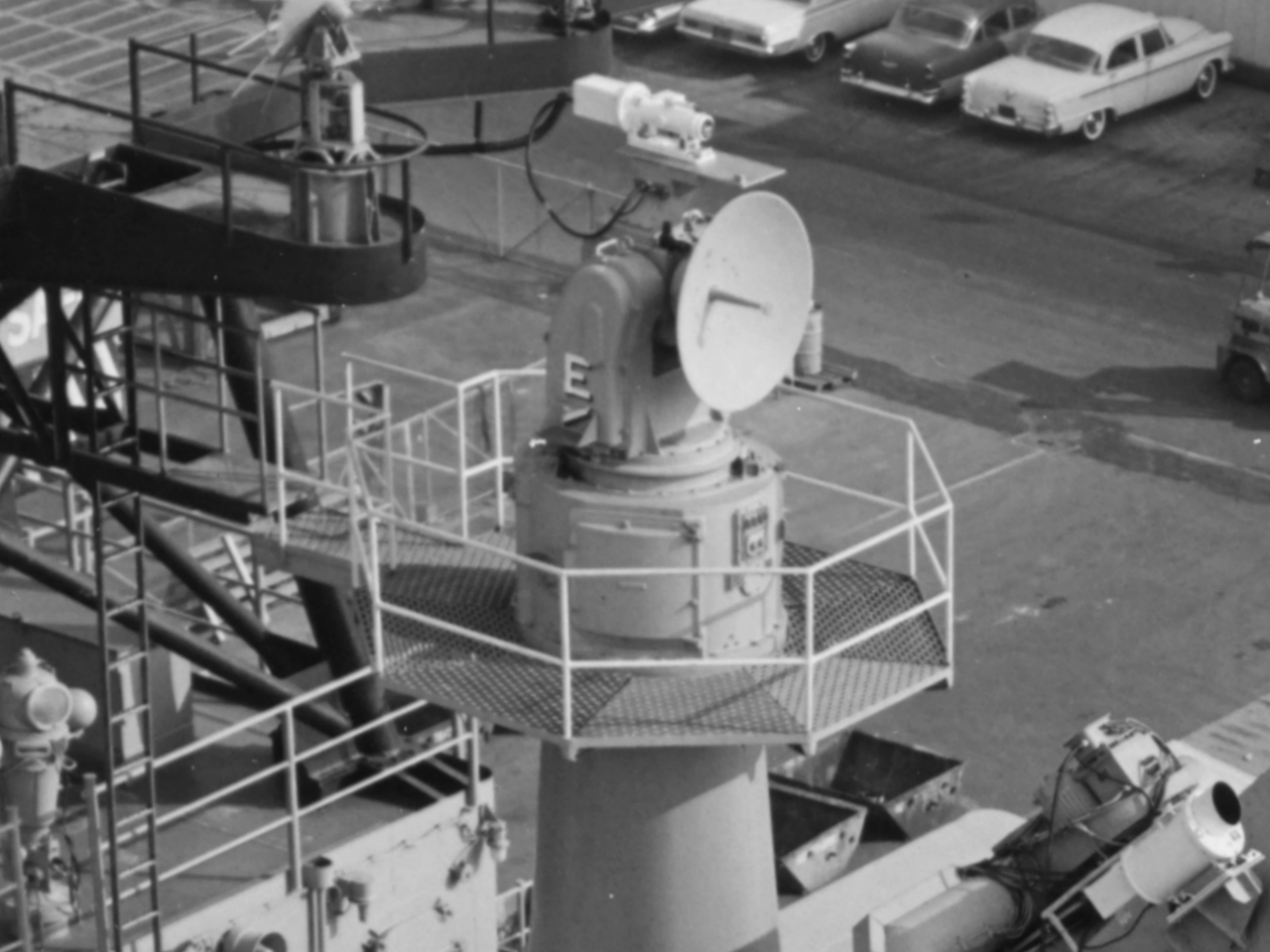
AN/SPW-2
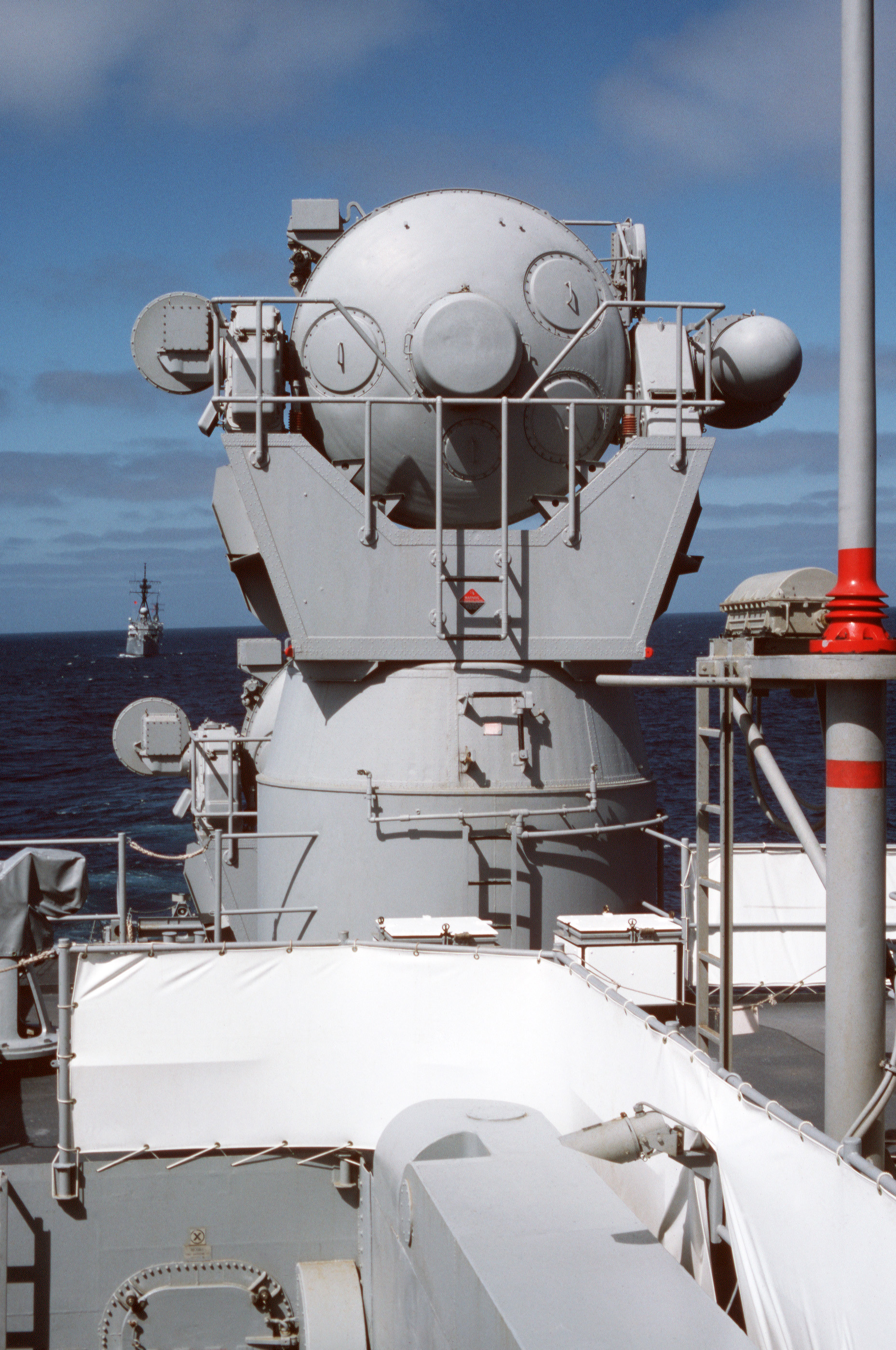
AN/SPG-55
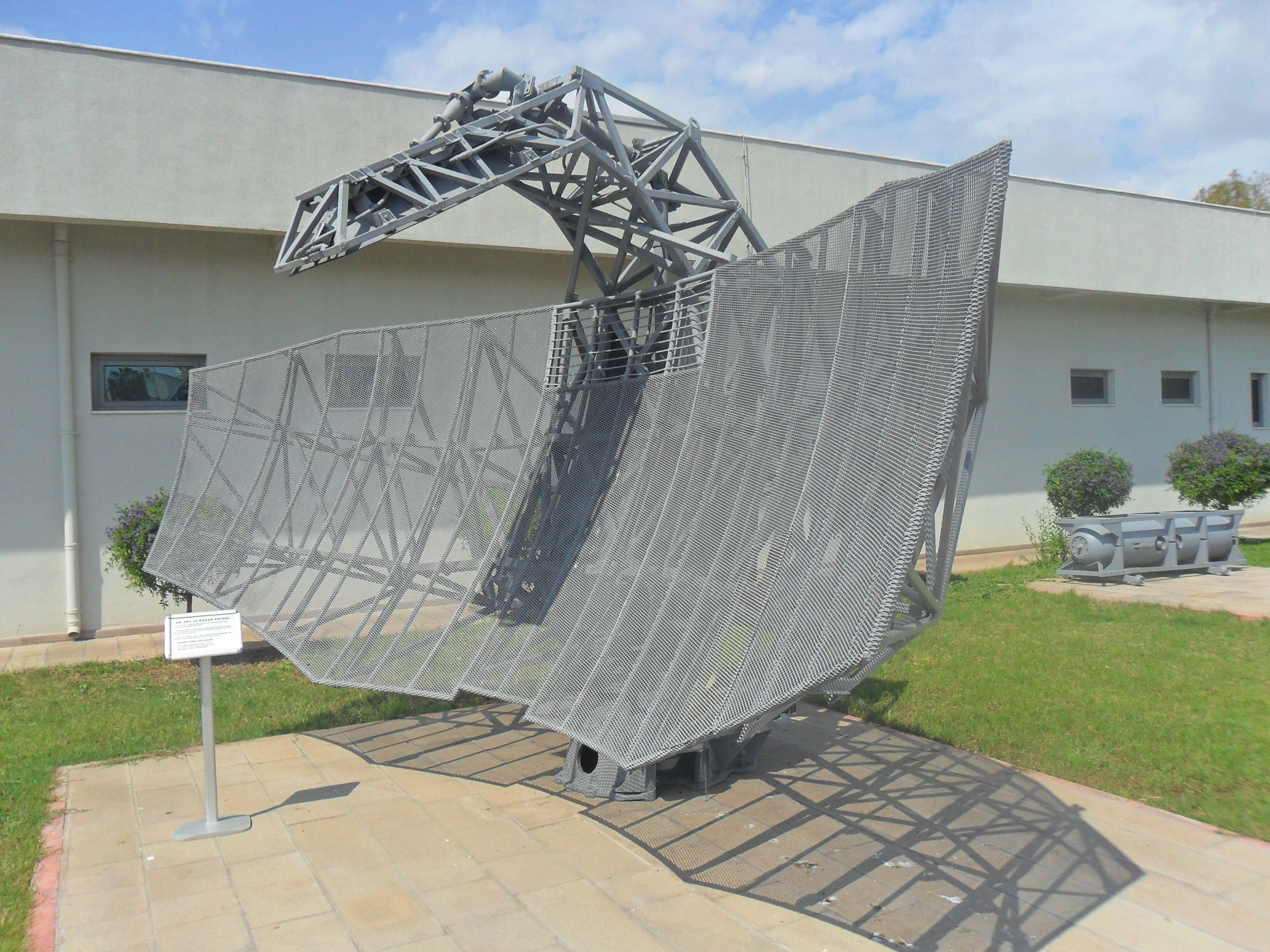
AN/SPS-40A
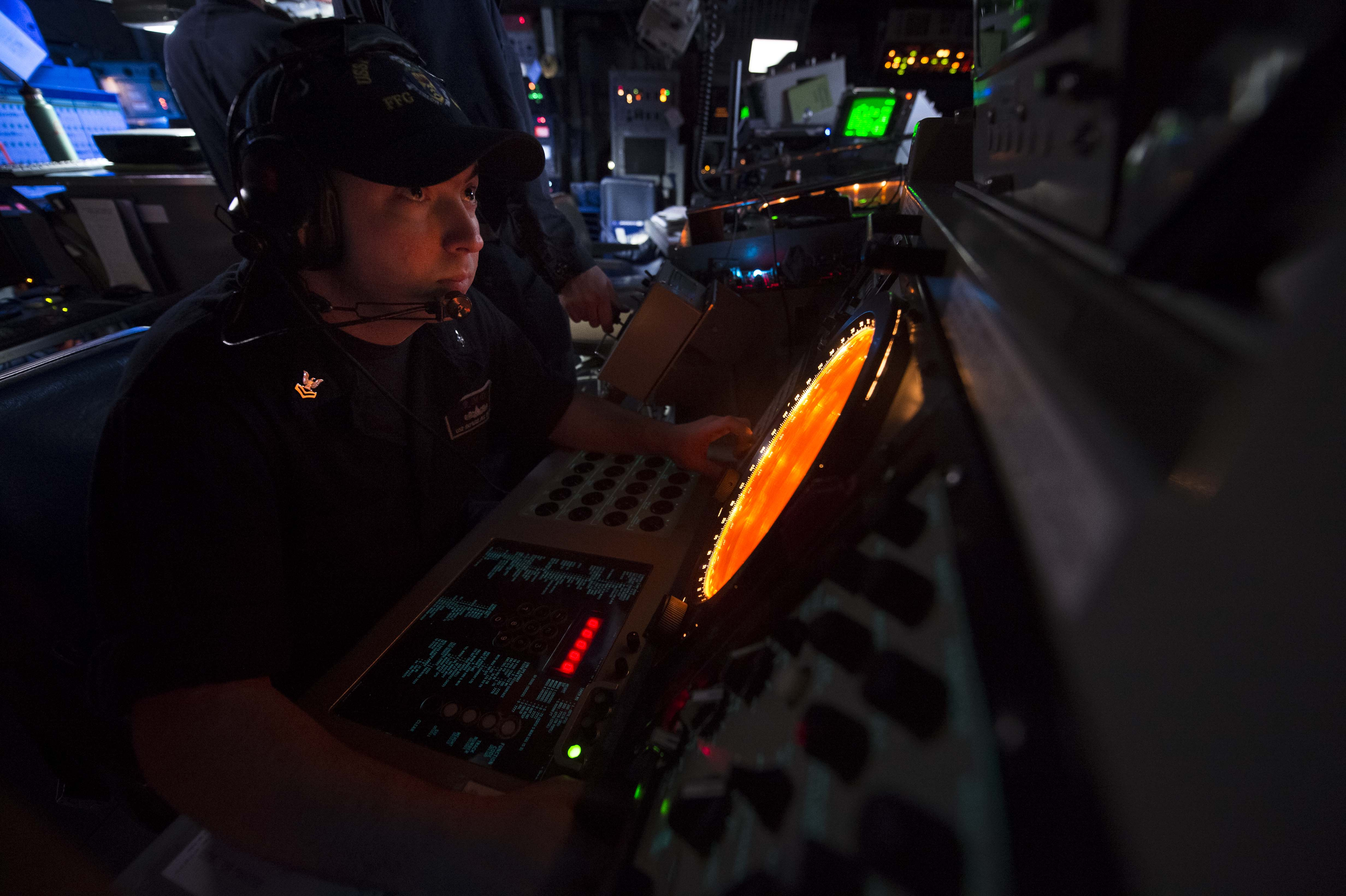
AN/SQQ-23
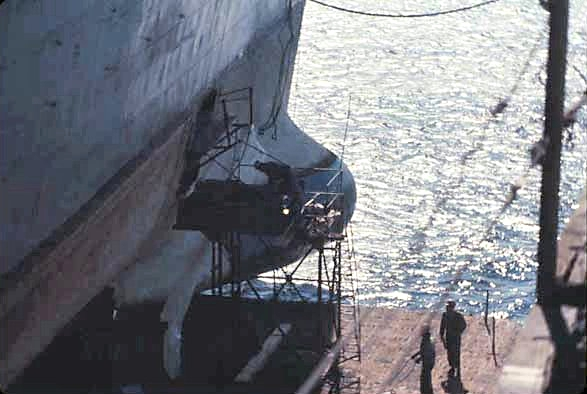
AN/SQS-26
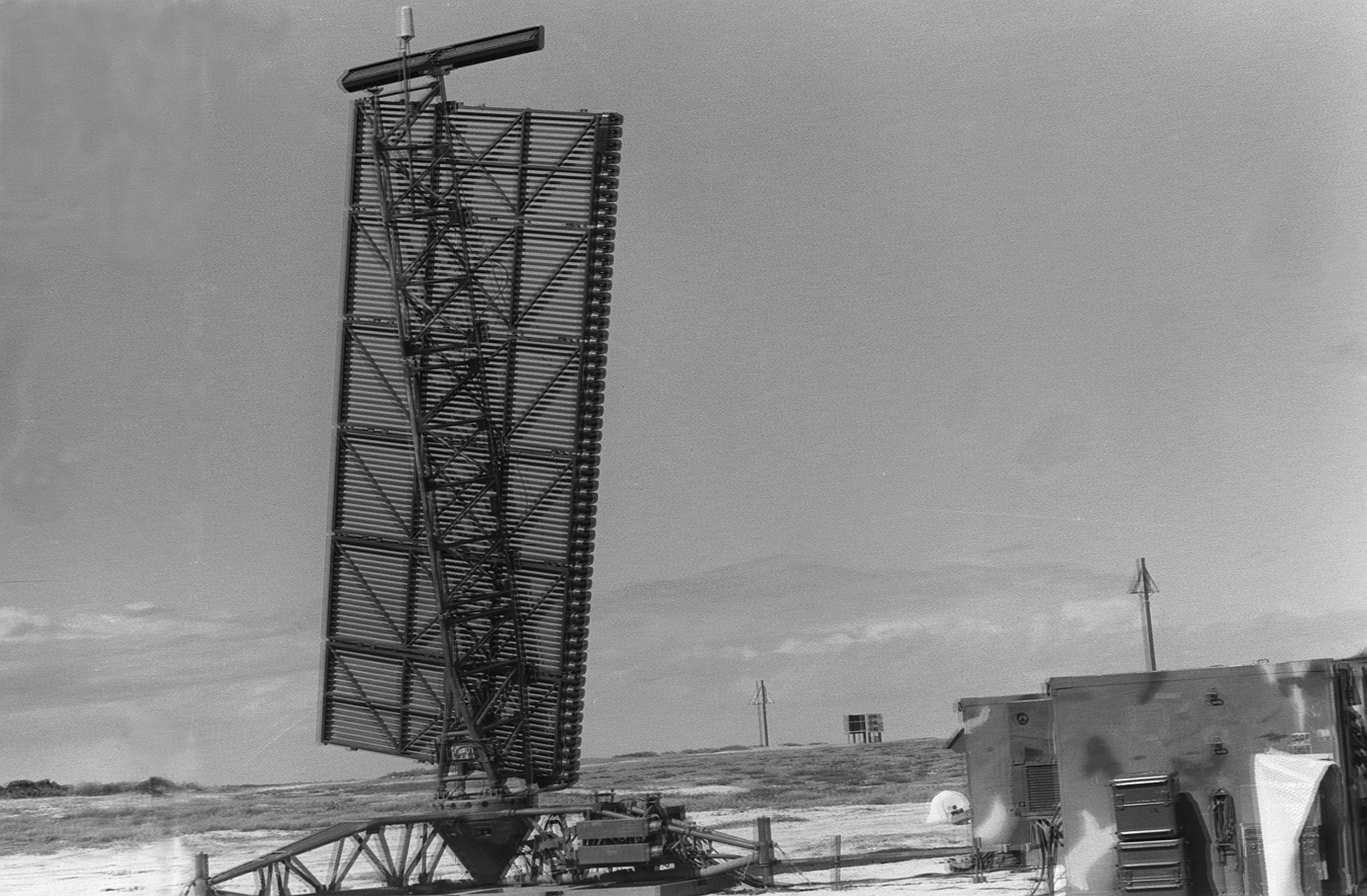
AN/TPS-32
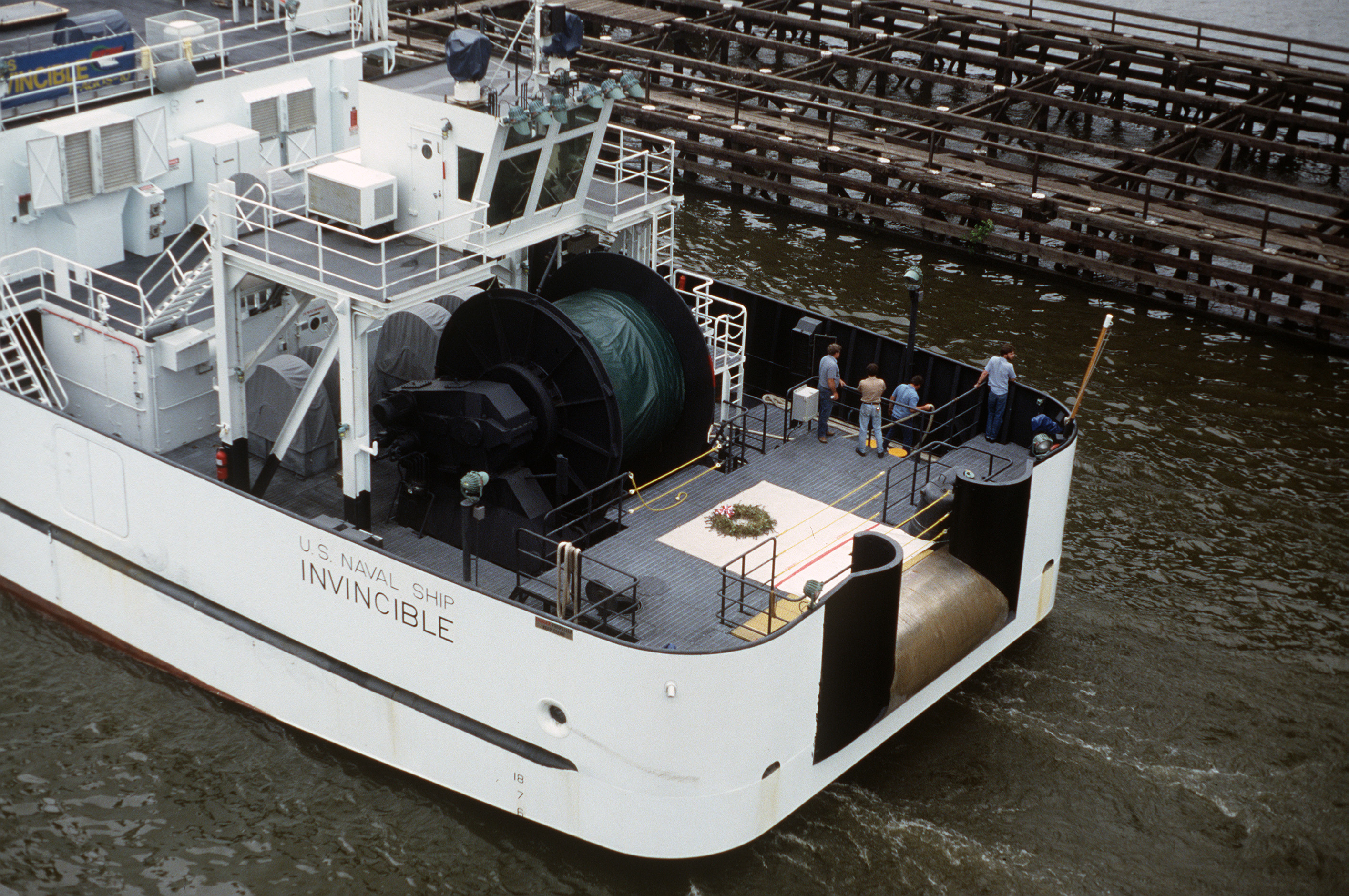
AN/UQQ-2
AN/WLR-9
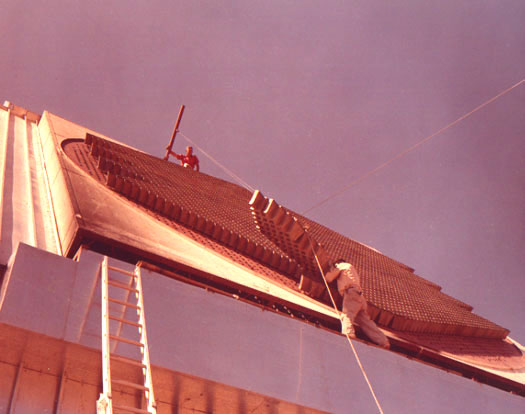
HAPDAR
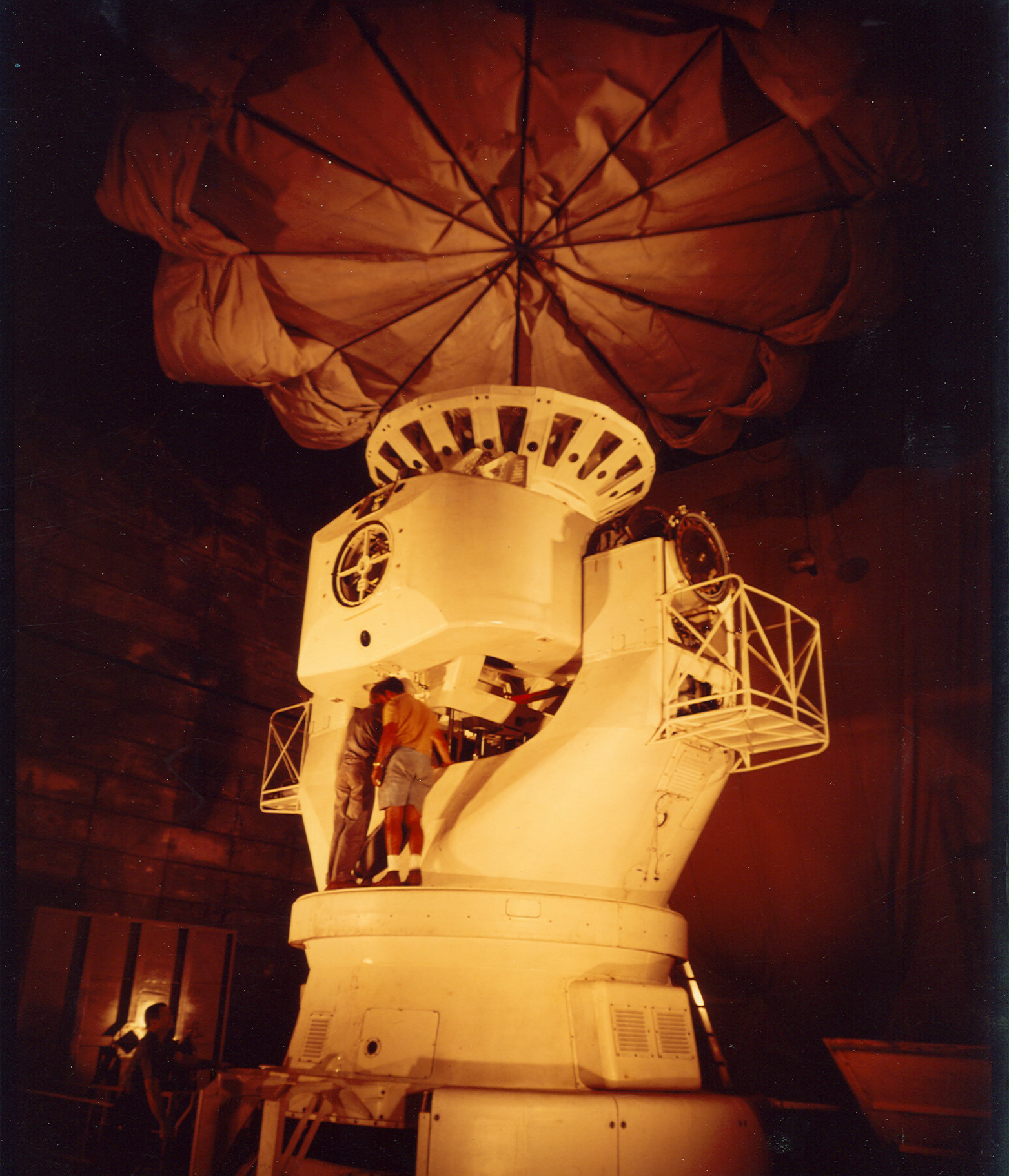
Zeus Target Track Radar

### Бортовое радиоэлектронное оборудование

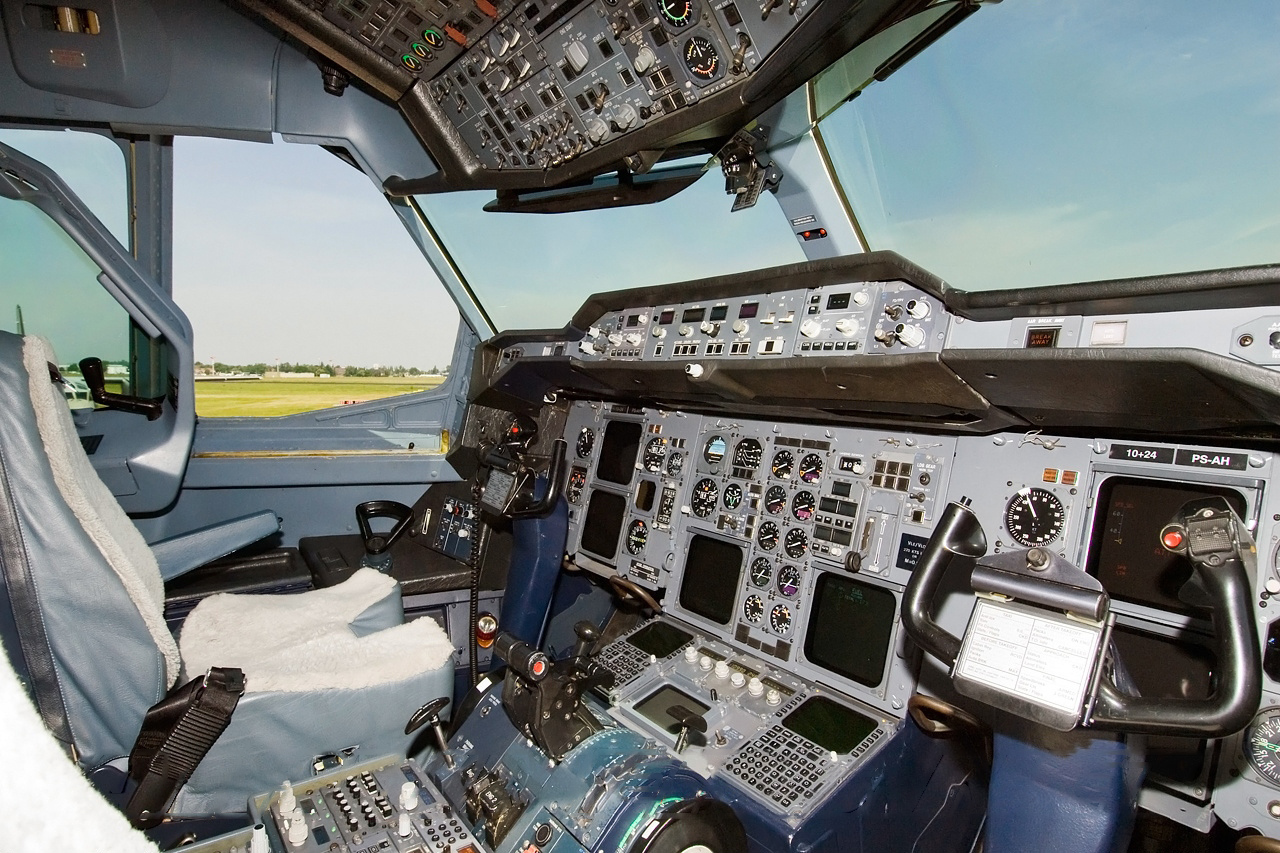
Airbus Flight Management System
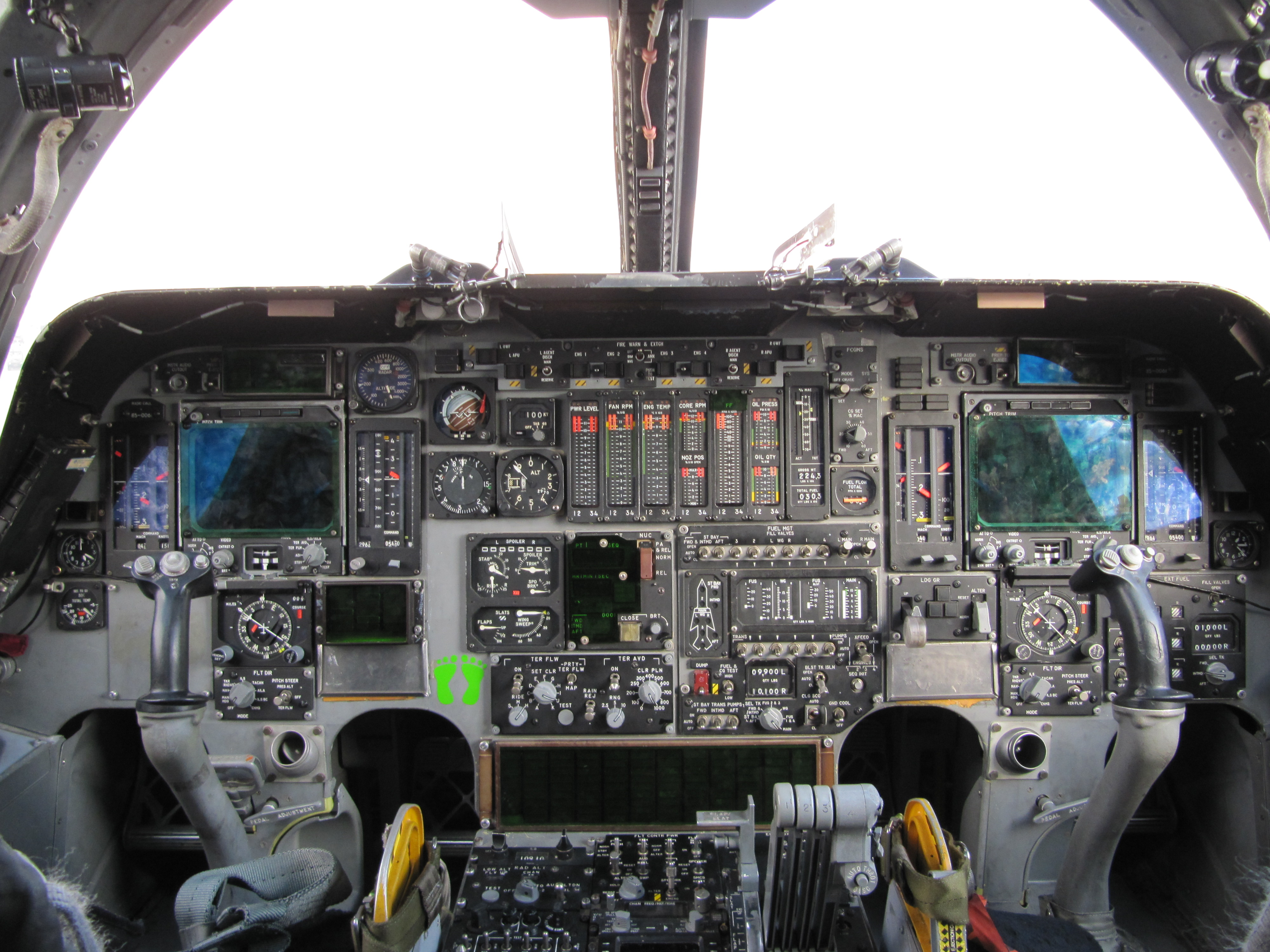
B-1 Flight Control System
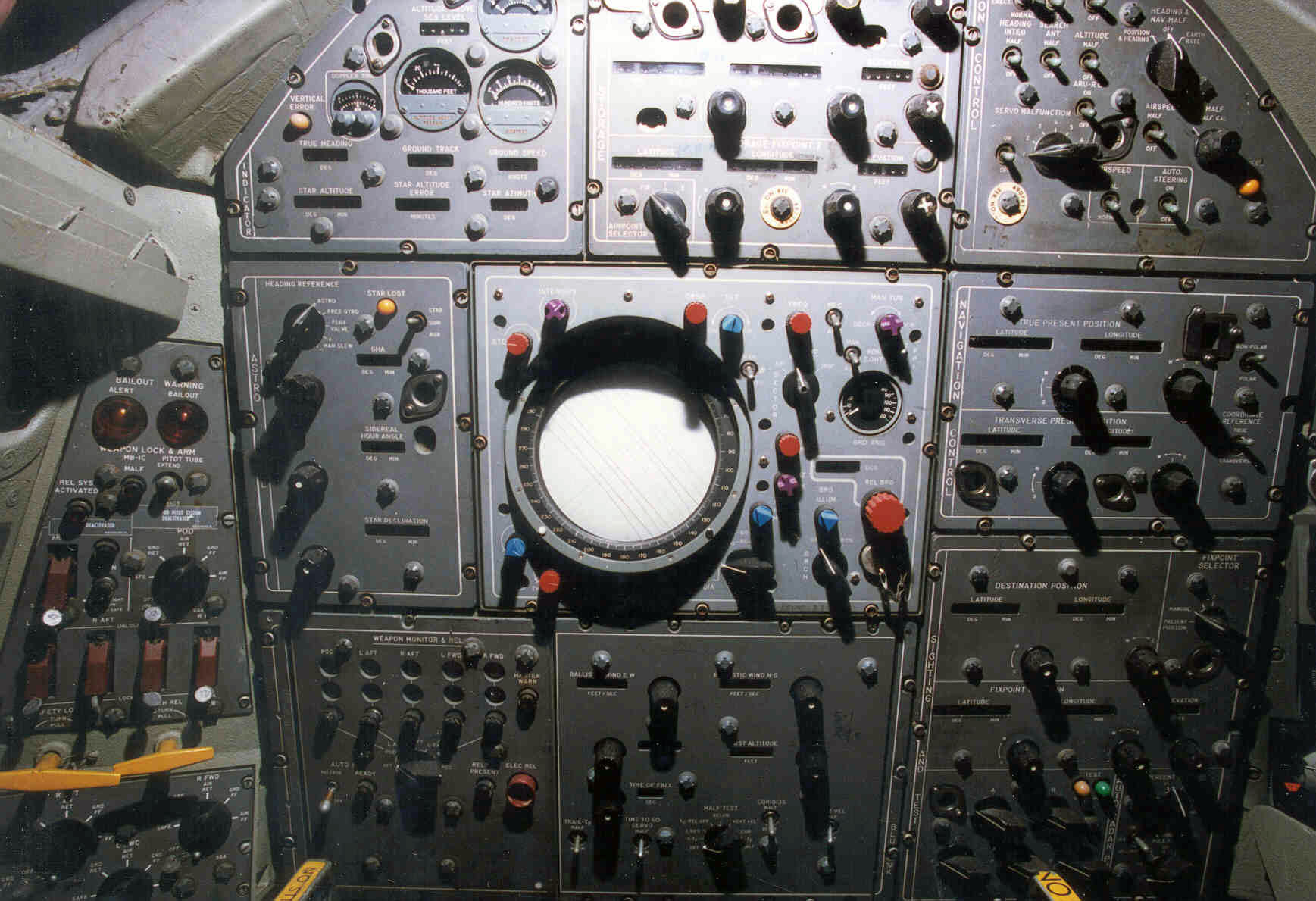
B-58 Bomb Navigation System
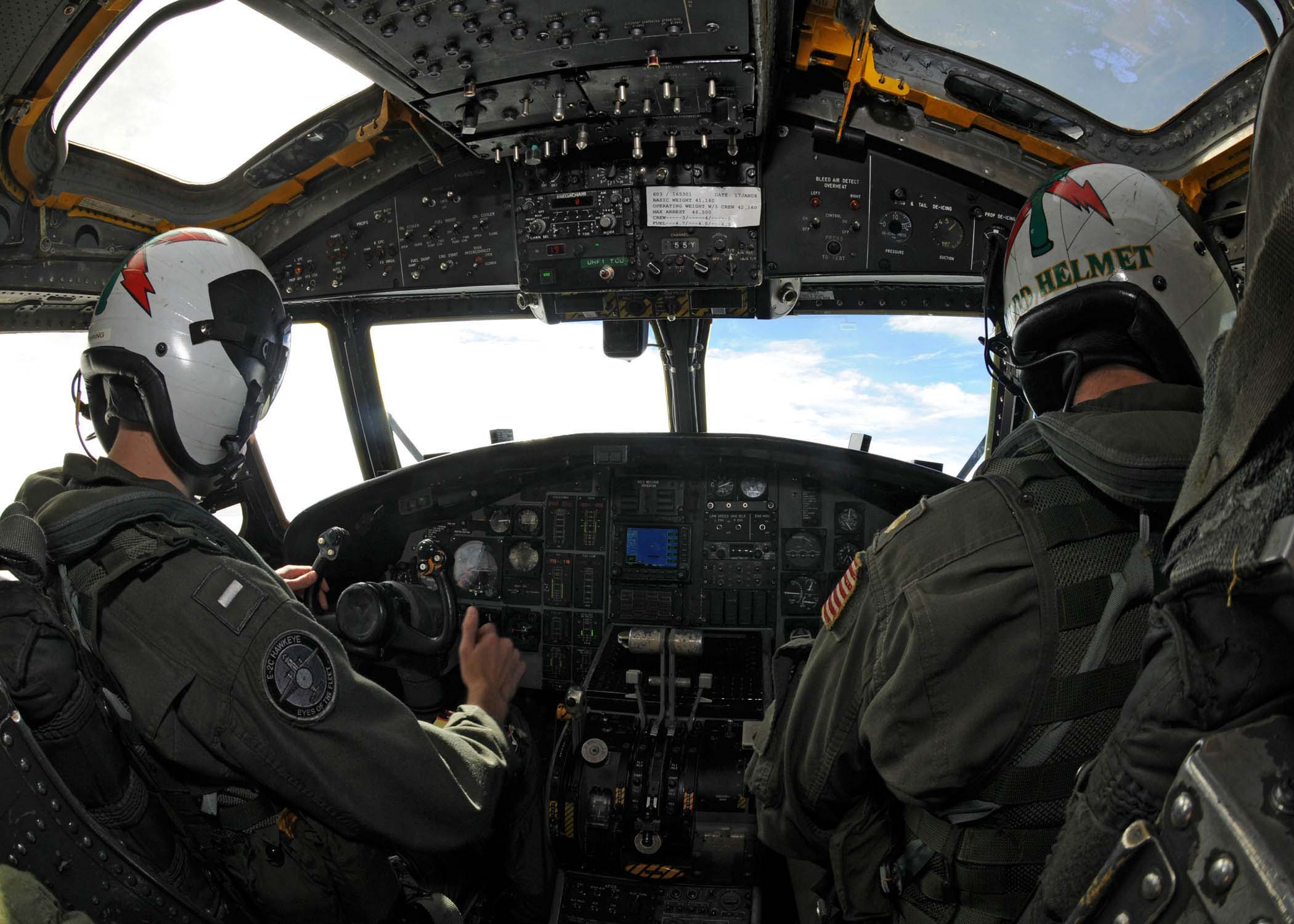
E-2 Auto-Pilot
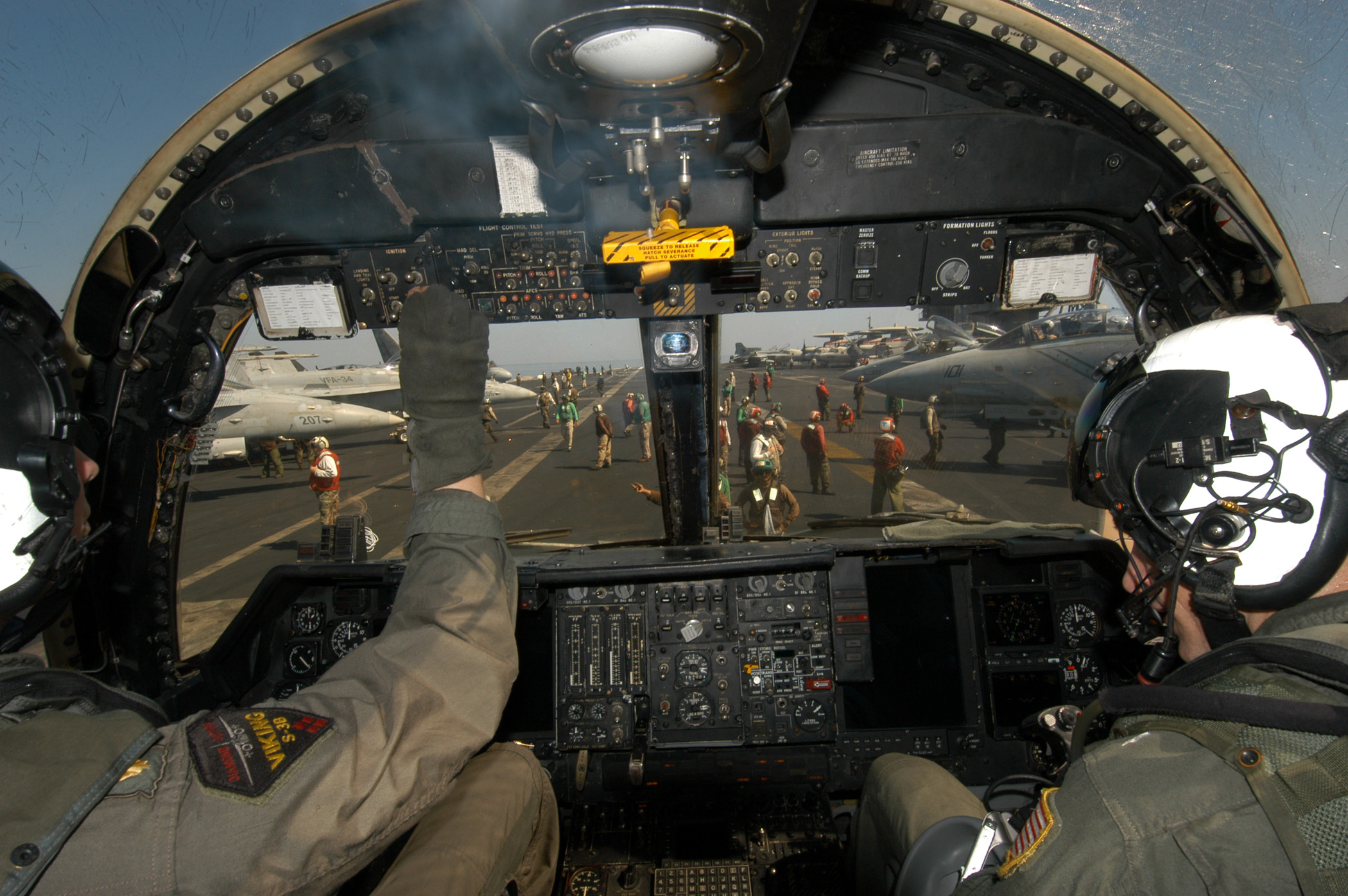
S-3 Flight Control System
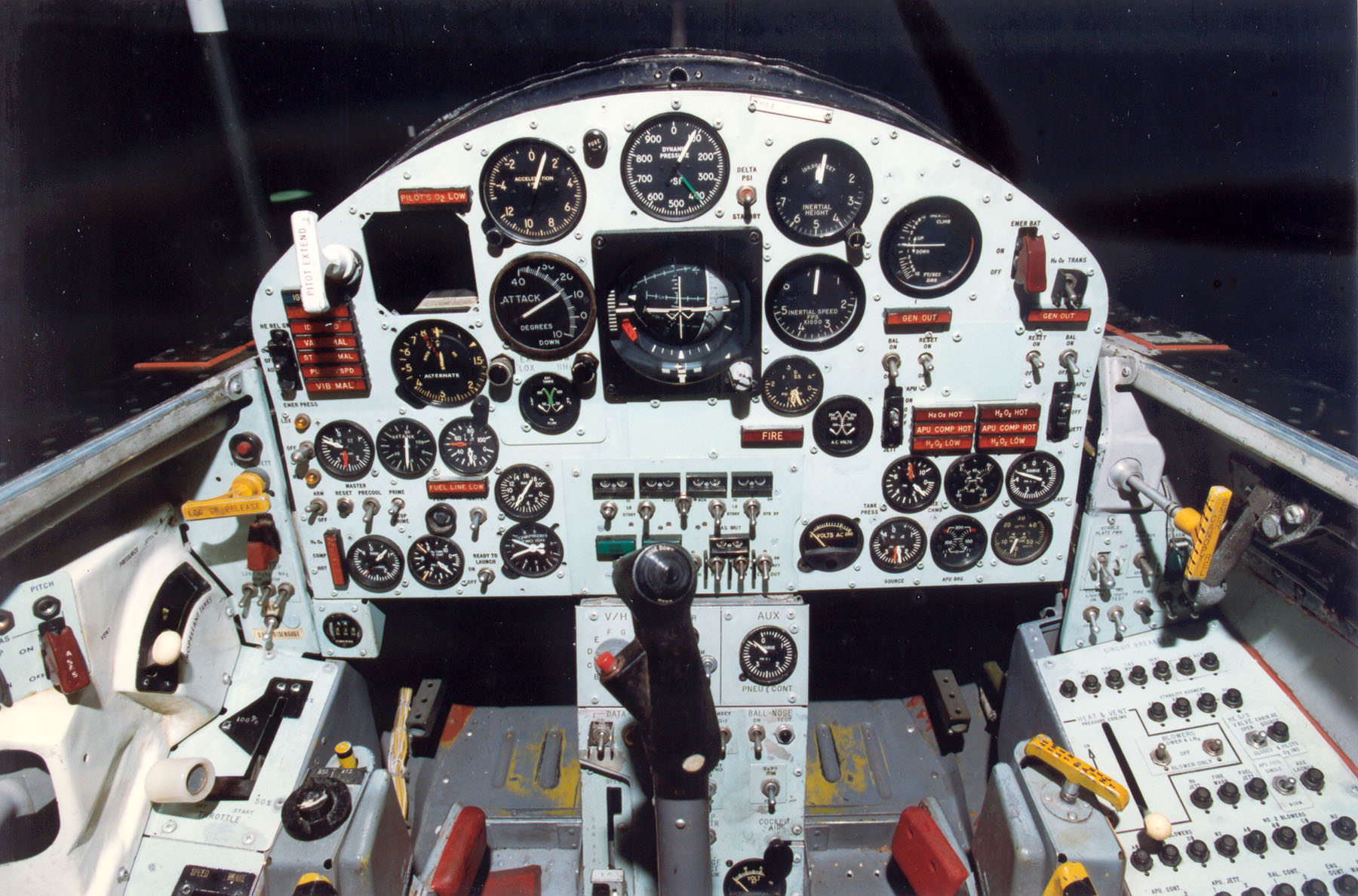
X-15 Flight Control System
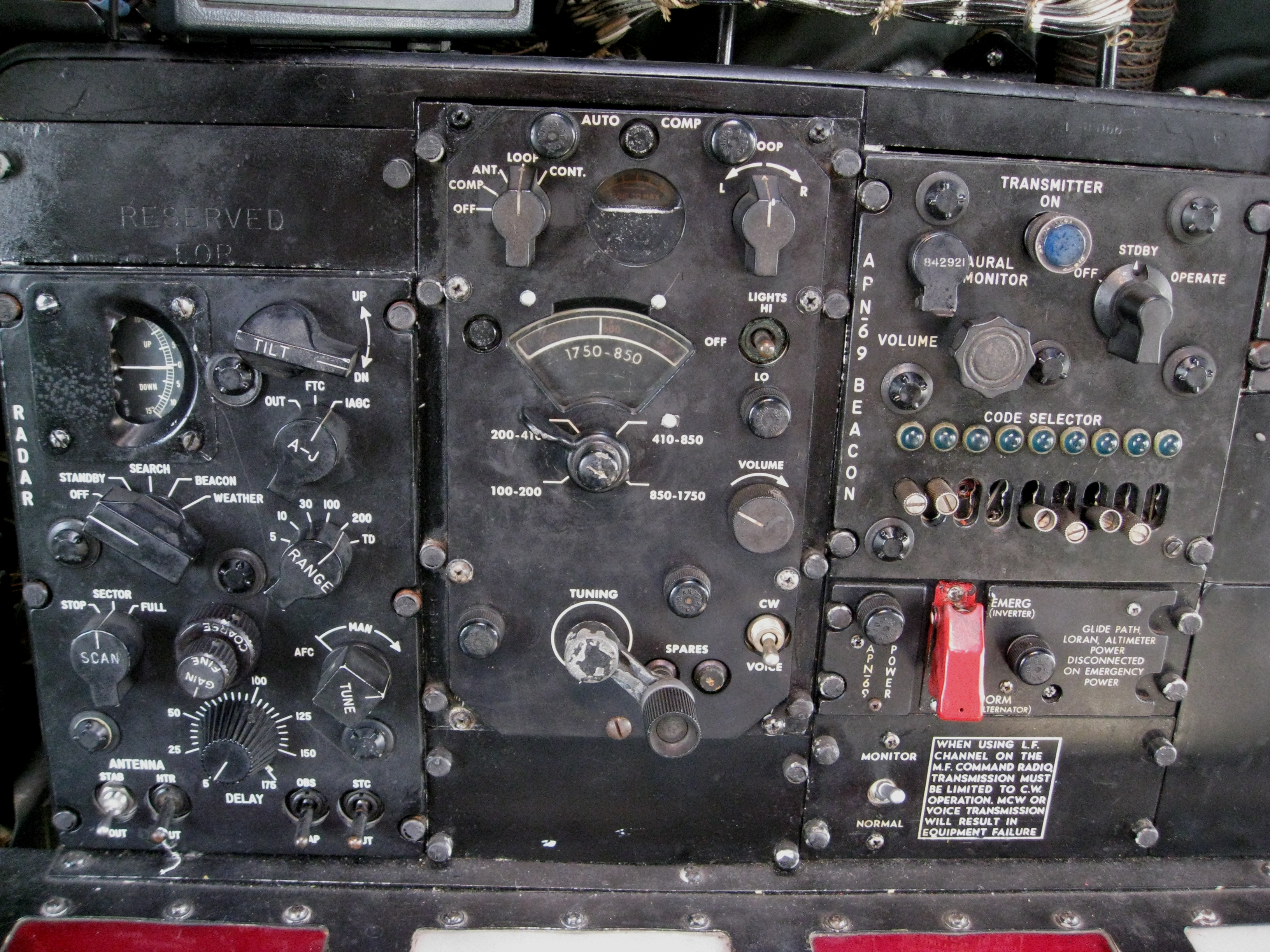
AN/APN-69
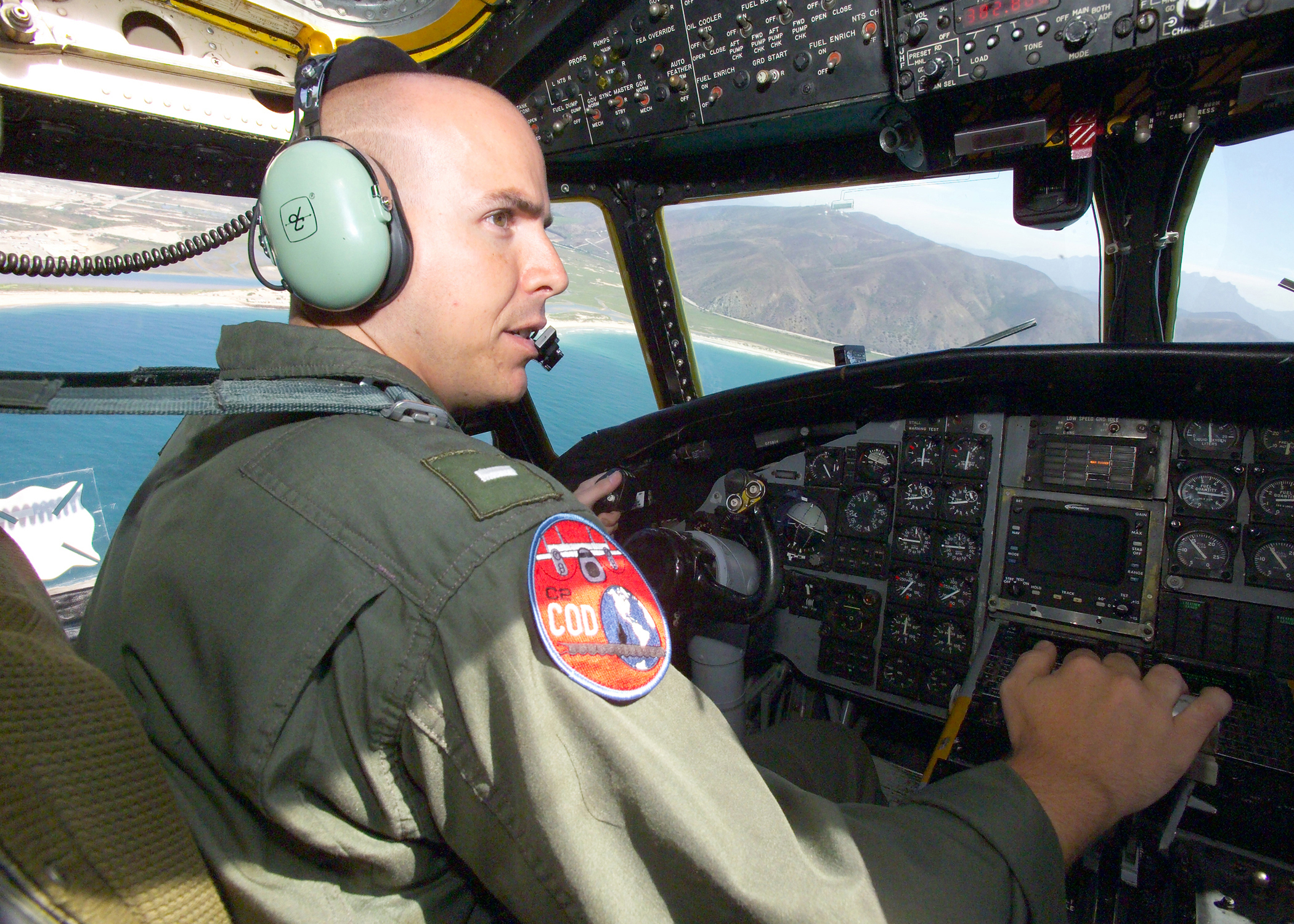
AN/ASW-15

### Летательные аппараты

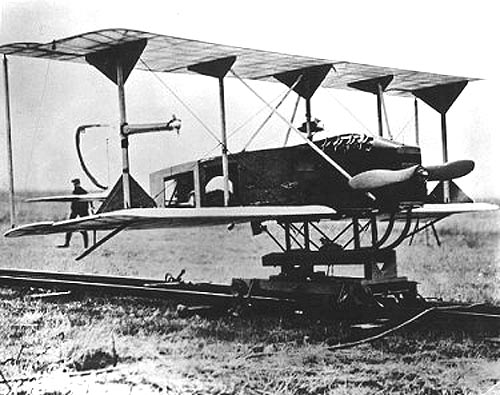
Automatic Airplane
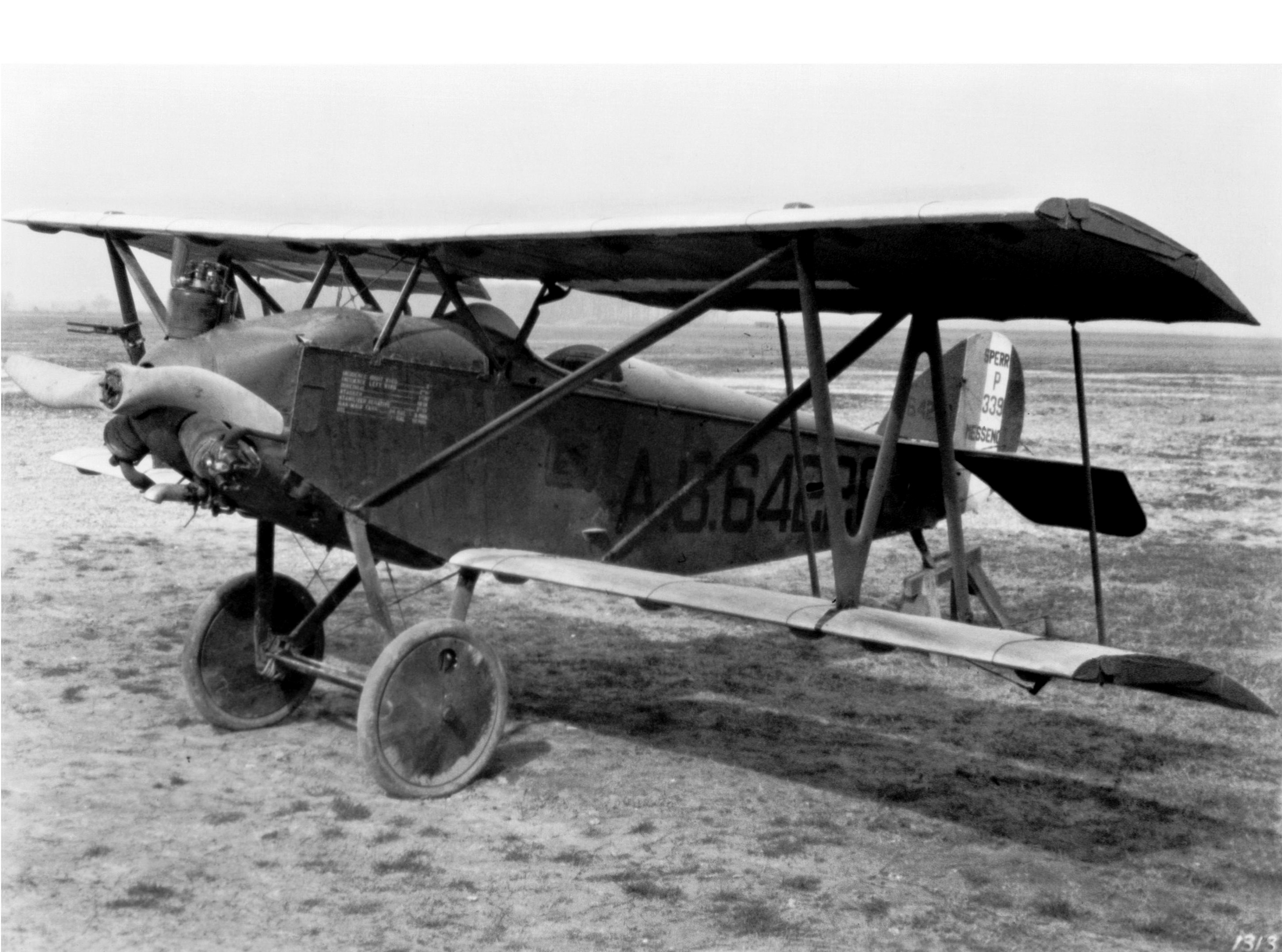
M-1 Messenger[англ.]
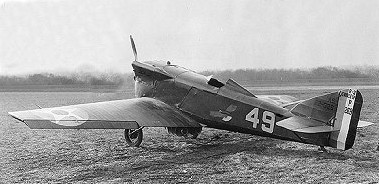
R-3 Racer[англ.]
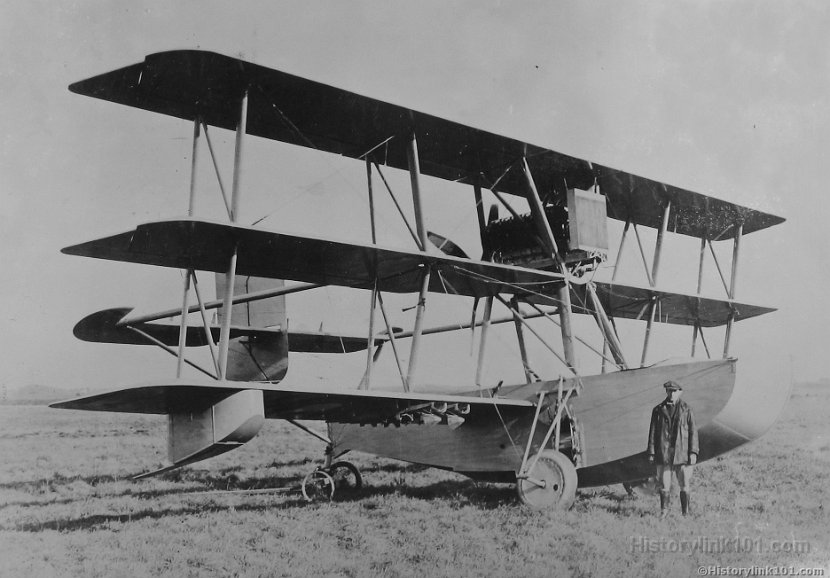
Land and Sea Triplane[англ.]
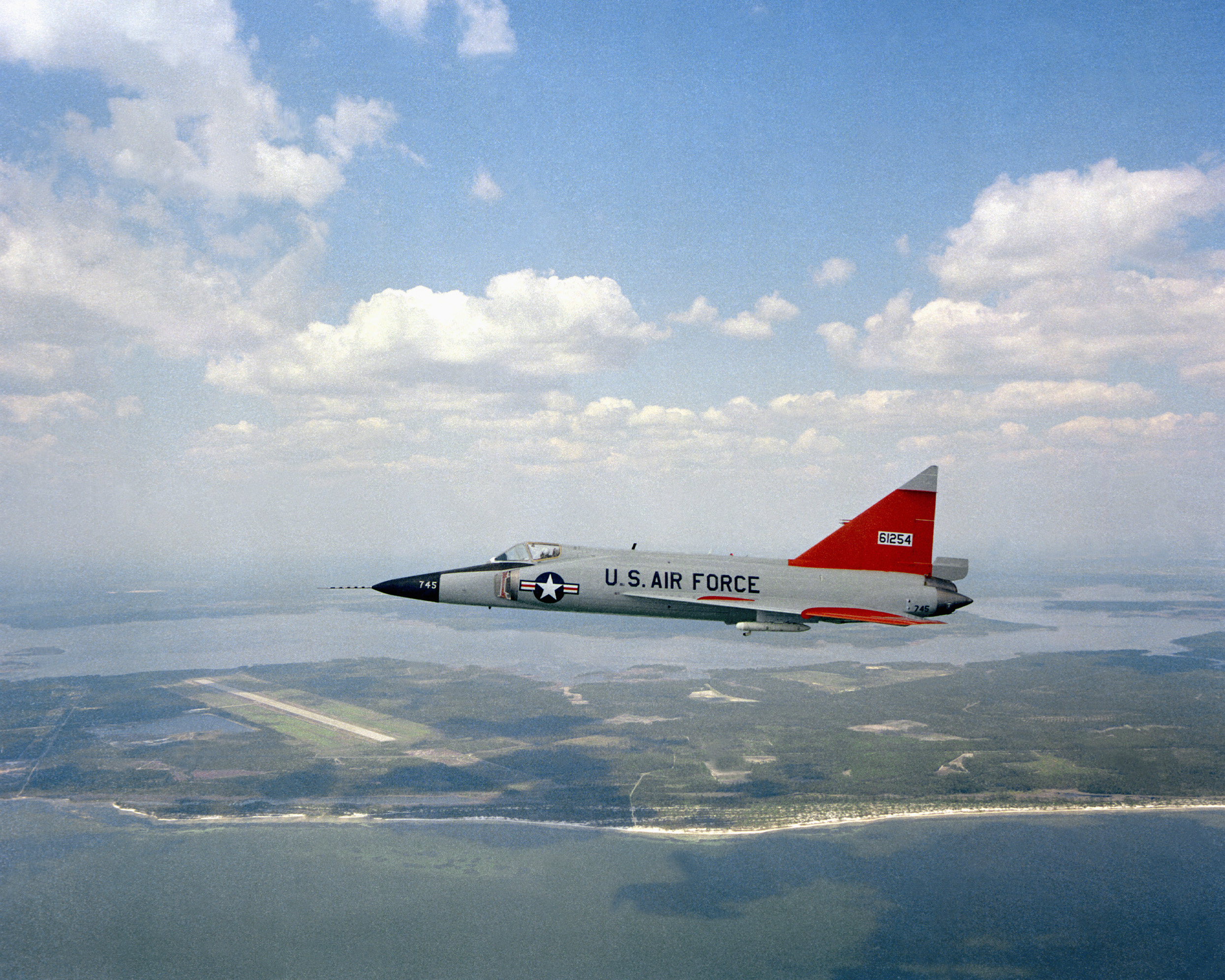
PQM-102

### Рельсовый подвижной состав
Для технического обслуживания, регламентных и ремонтных работ по поддержанию работоспособности железнодорожных путей, полотна и инфраструктуры в целом компанией Sperry Rail Service в Данбери, штат Коннектикут (впоследствии вместе с австралийским филиалом Automation-Sperry была продана Automation Industries, Inc.) производились разнообразные путевые машины: вагоны-дефектоскопы, путеизмерители, вагоны-лаборатории и др. SRS являлась пионером в сфере производства путевых машин для обслуживания железнодорожной инфраструктуры.

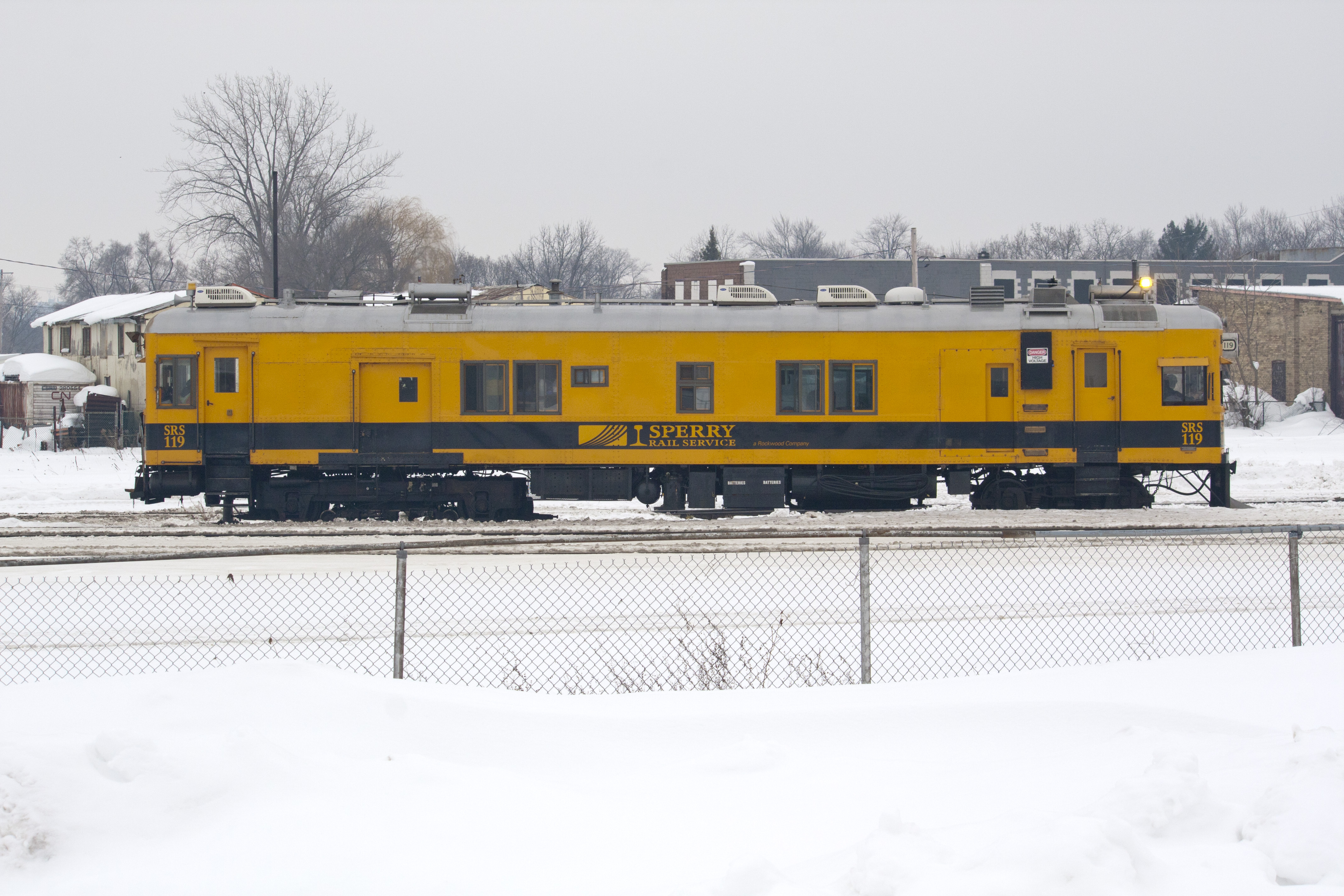
SRS 119
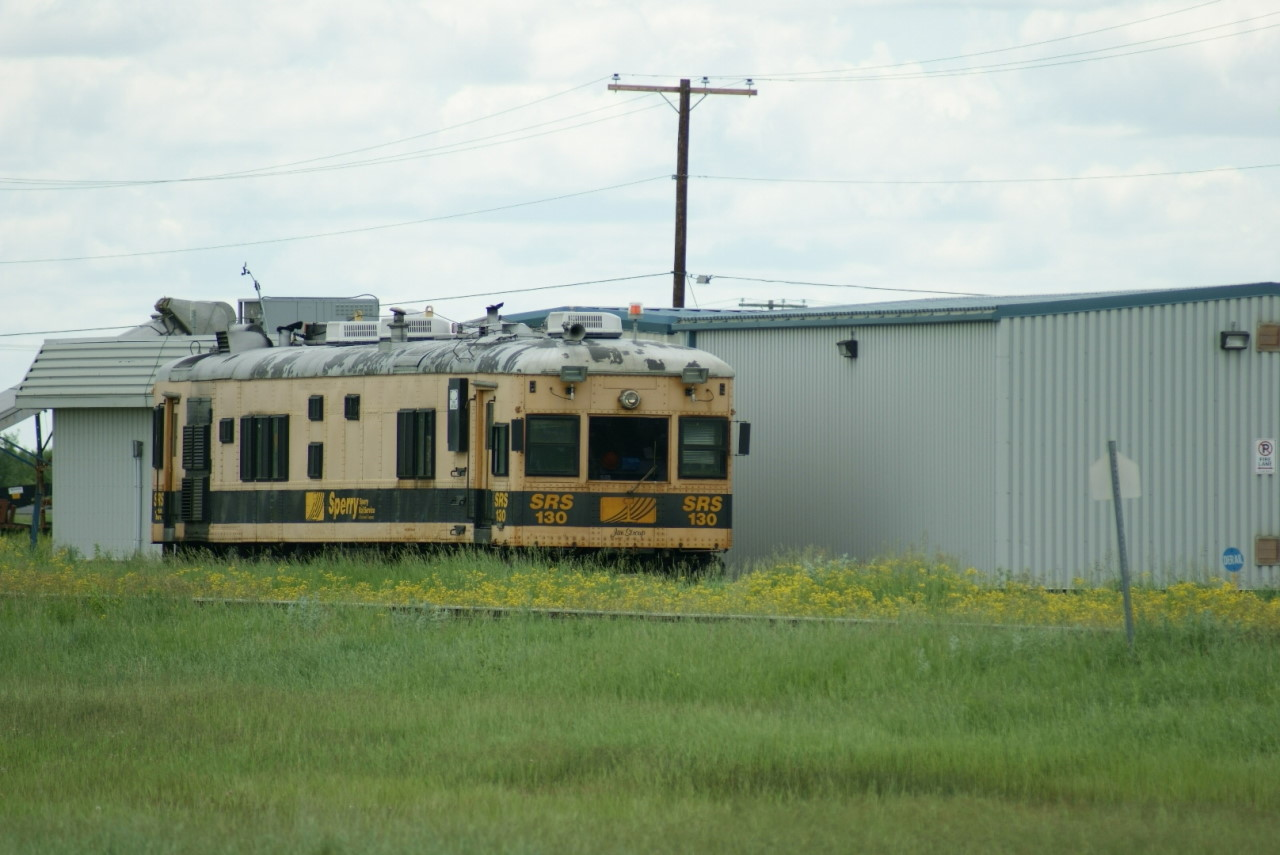
SRS 130
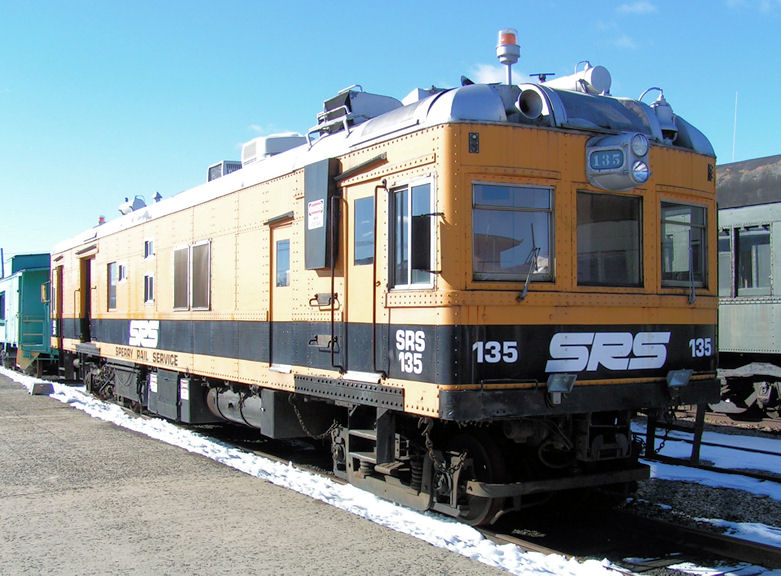
SRS 135
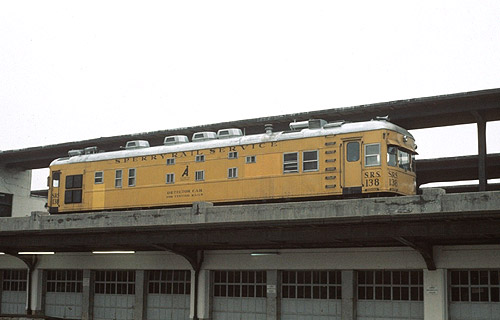
SRS 138
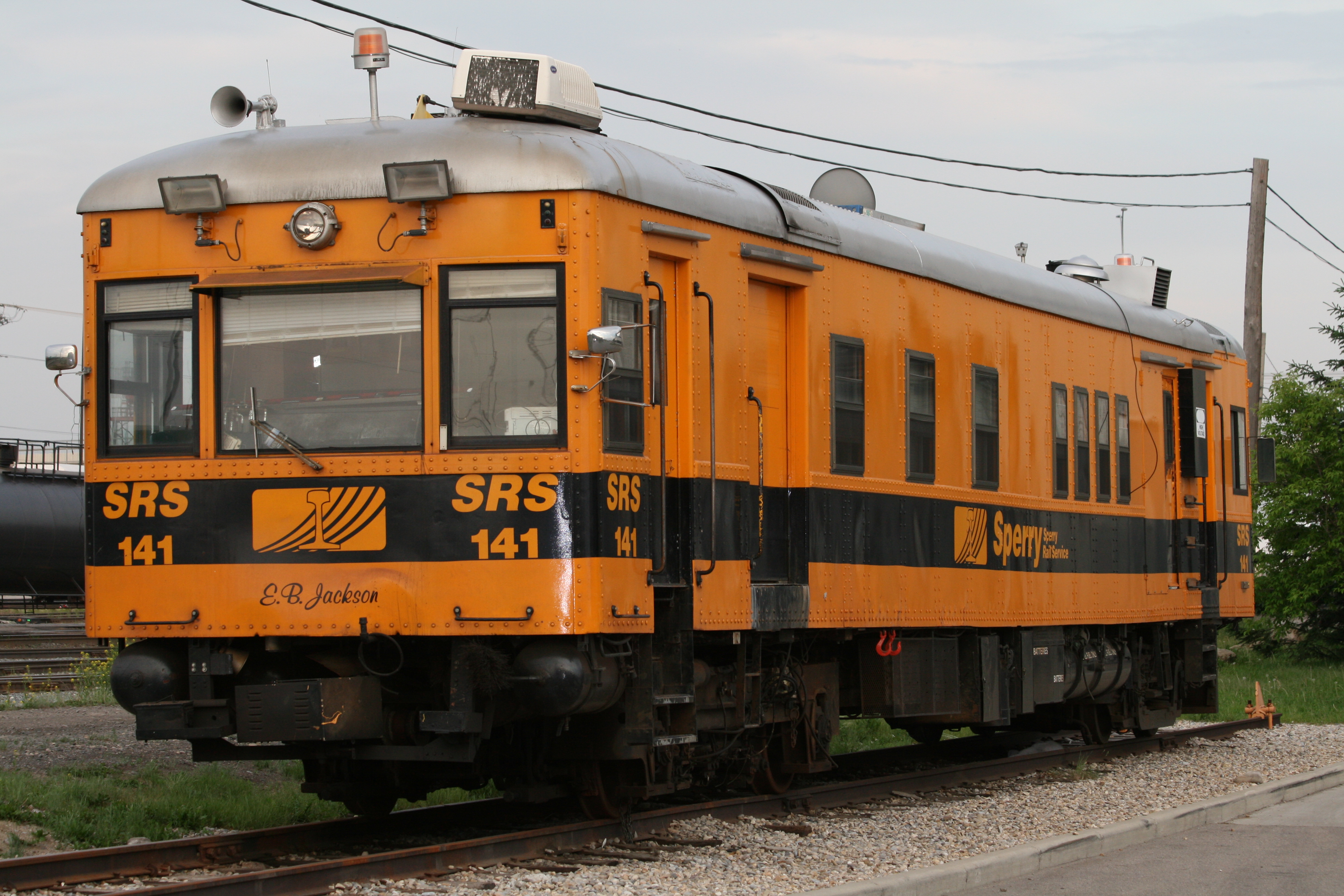
SRS 141
SRS 143
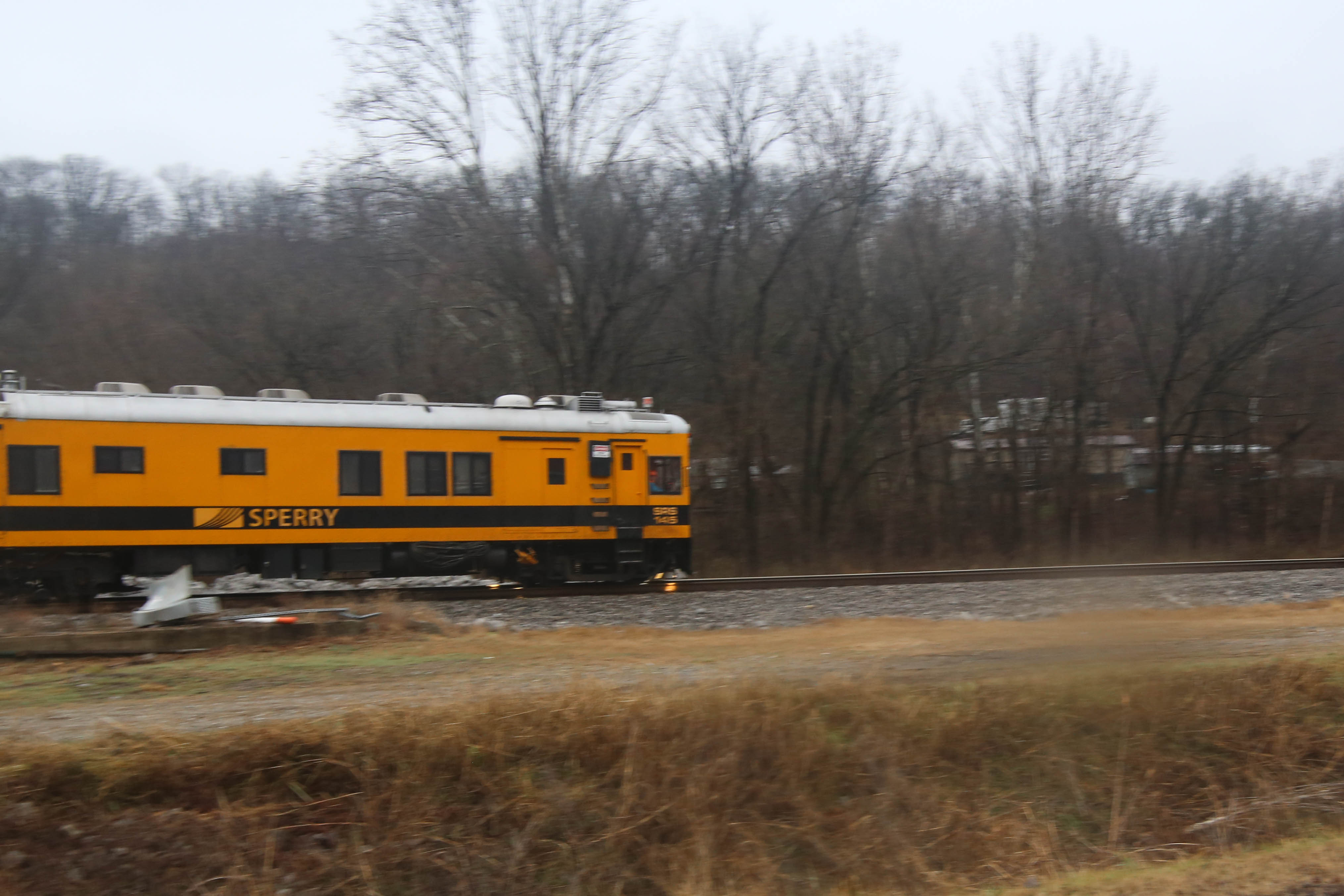
SRS 145
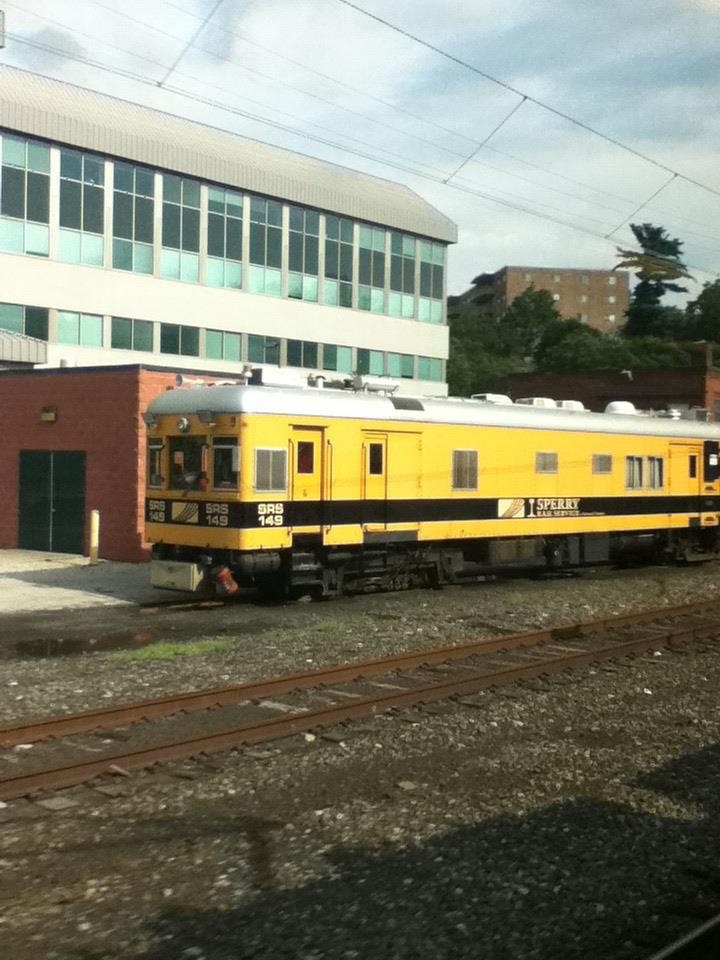
SRS 149
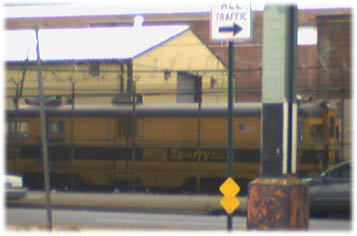
SRS 403
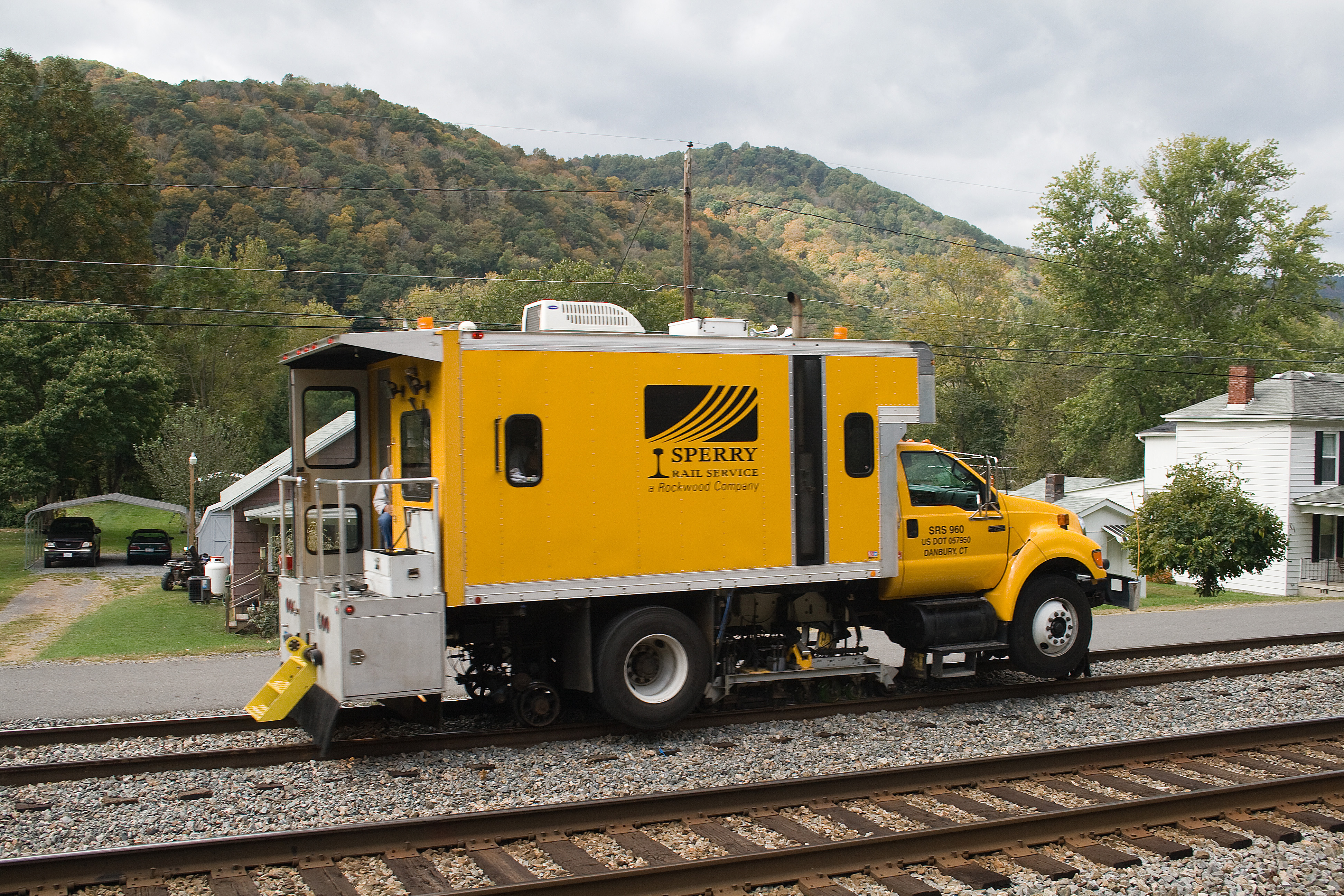
SRS 960

## Сельскохозяйственная техника
После приобретения в 1947 году компании производителя сельскохозяйственной техники New Holland Machine Company в Нью-Холланд, штат Пенсильвания, линейку производимой продукции дополнили сельскохозяйственные тракторы и зерноуборочные комбайны Sperry New Holland (выпускалась под маркой New Holland и Clayson, впоследствии была продана Ford Motor Company). Продукция SNH поставлялась за рубеж.

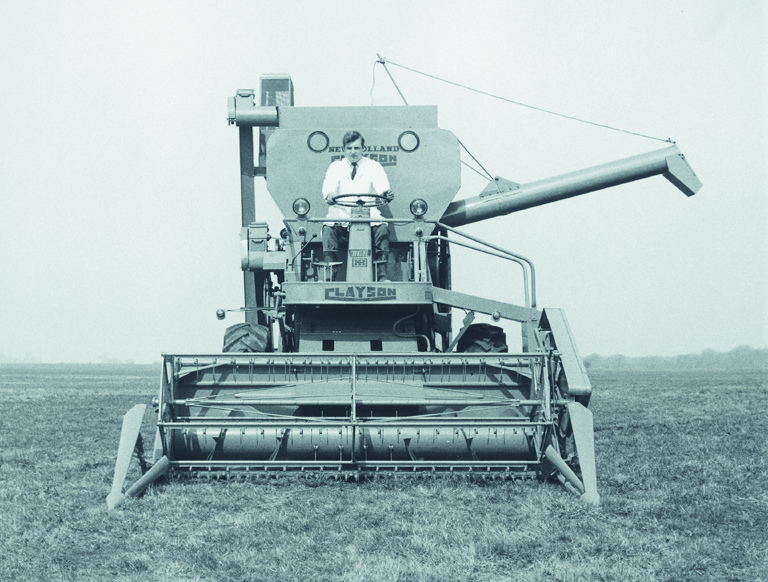
Clayson-103
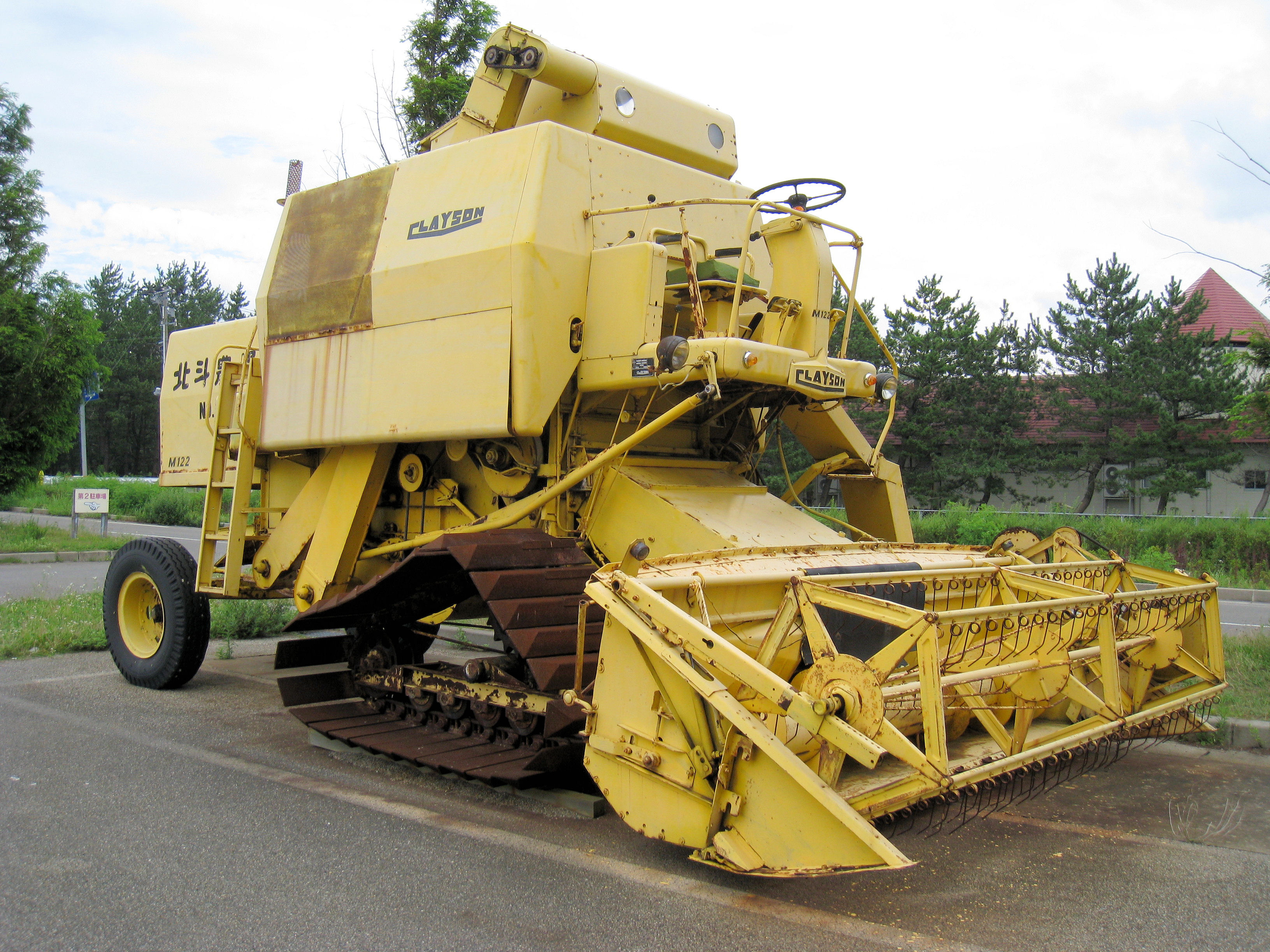
Clayson-122
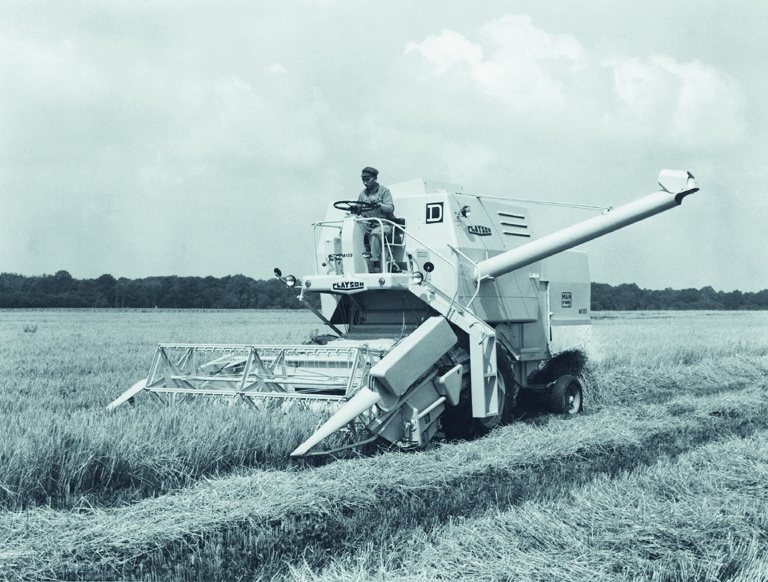
Clayson-133
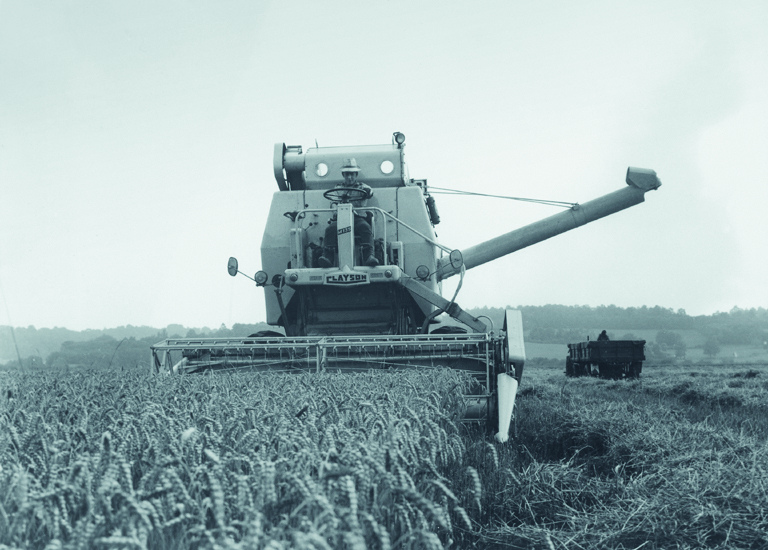
Clayson-135
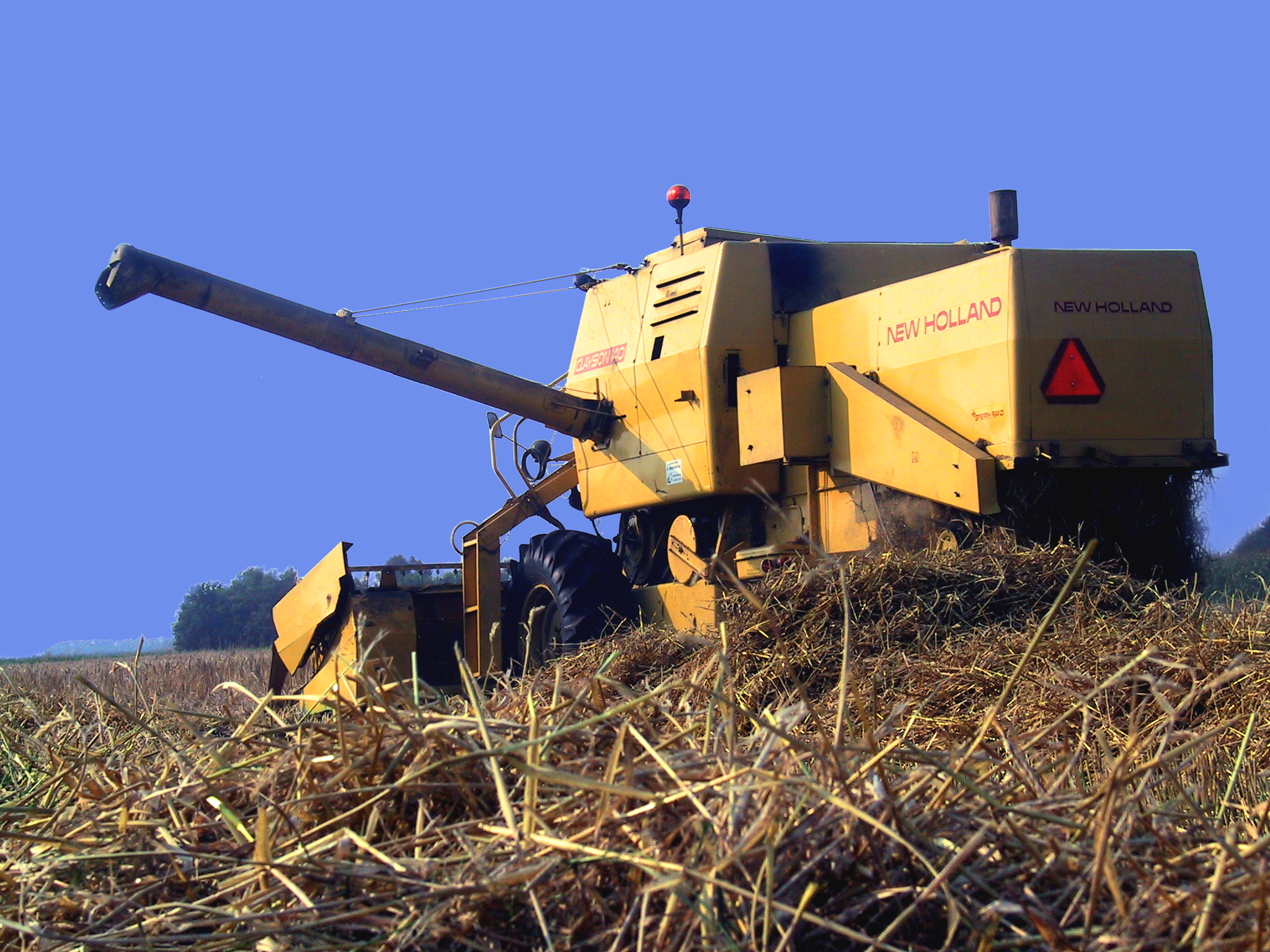
Clayson-140
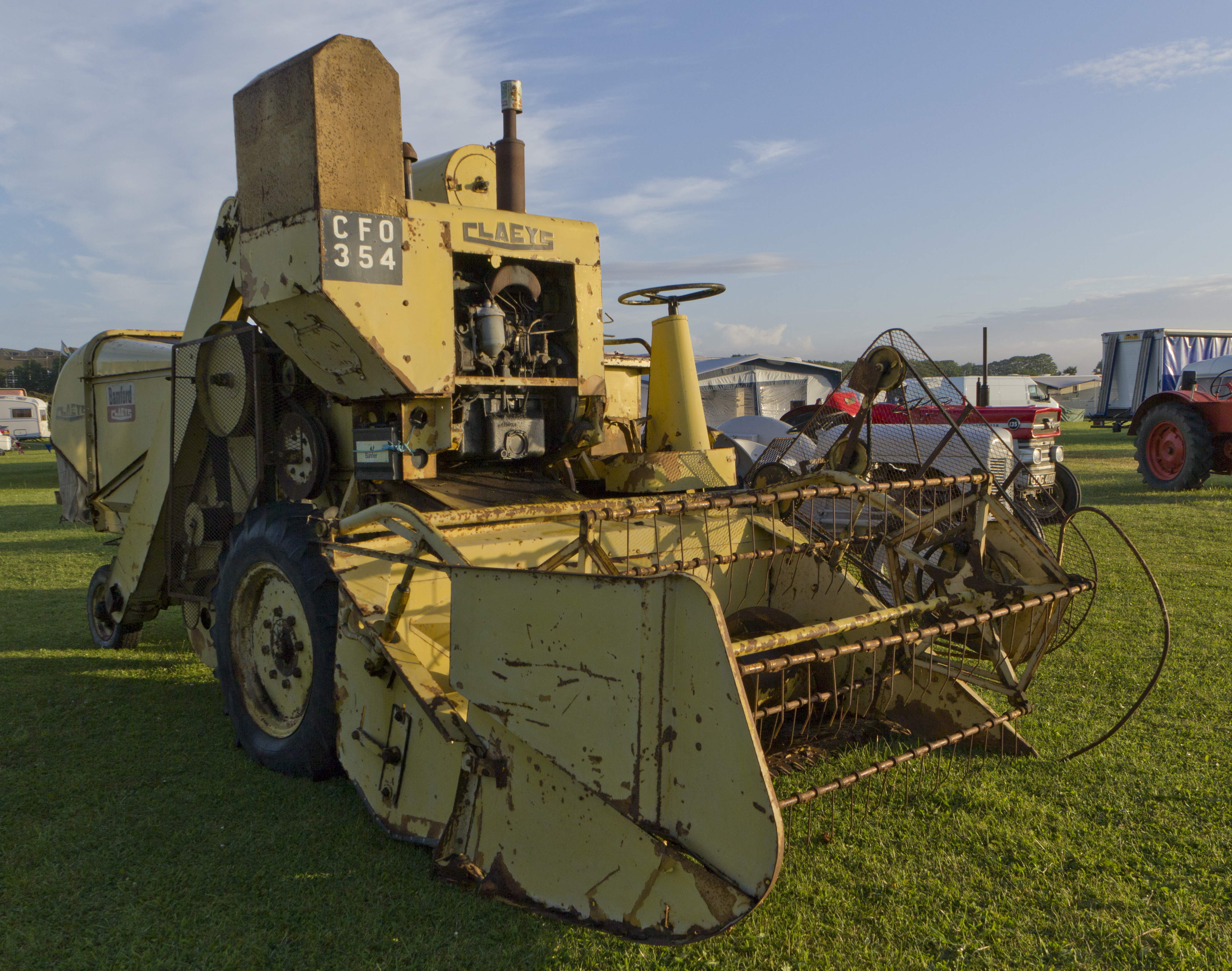
Clayson-354
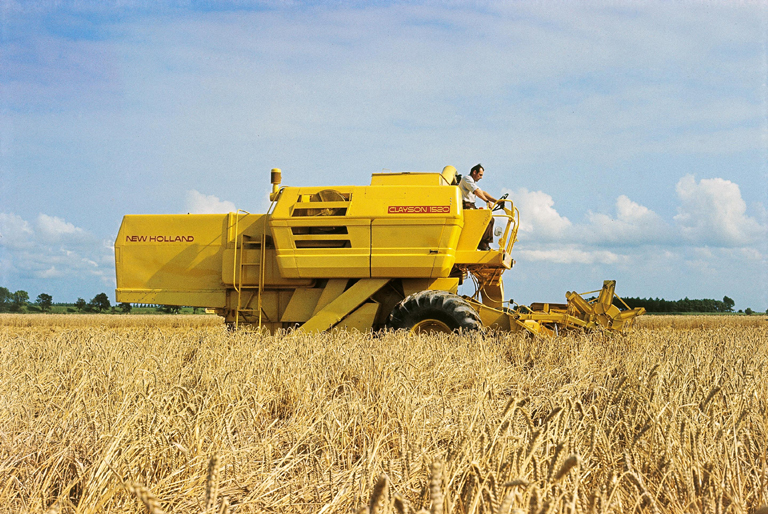
Clayson-1520
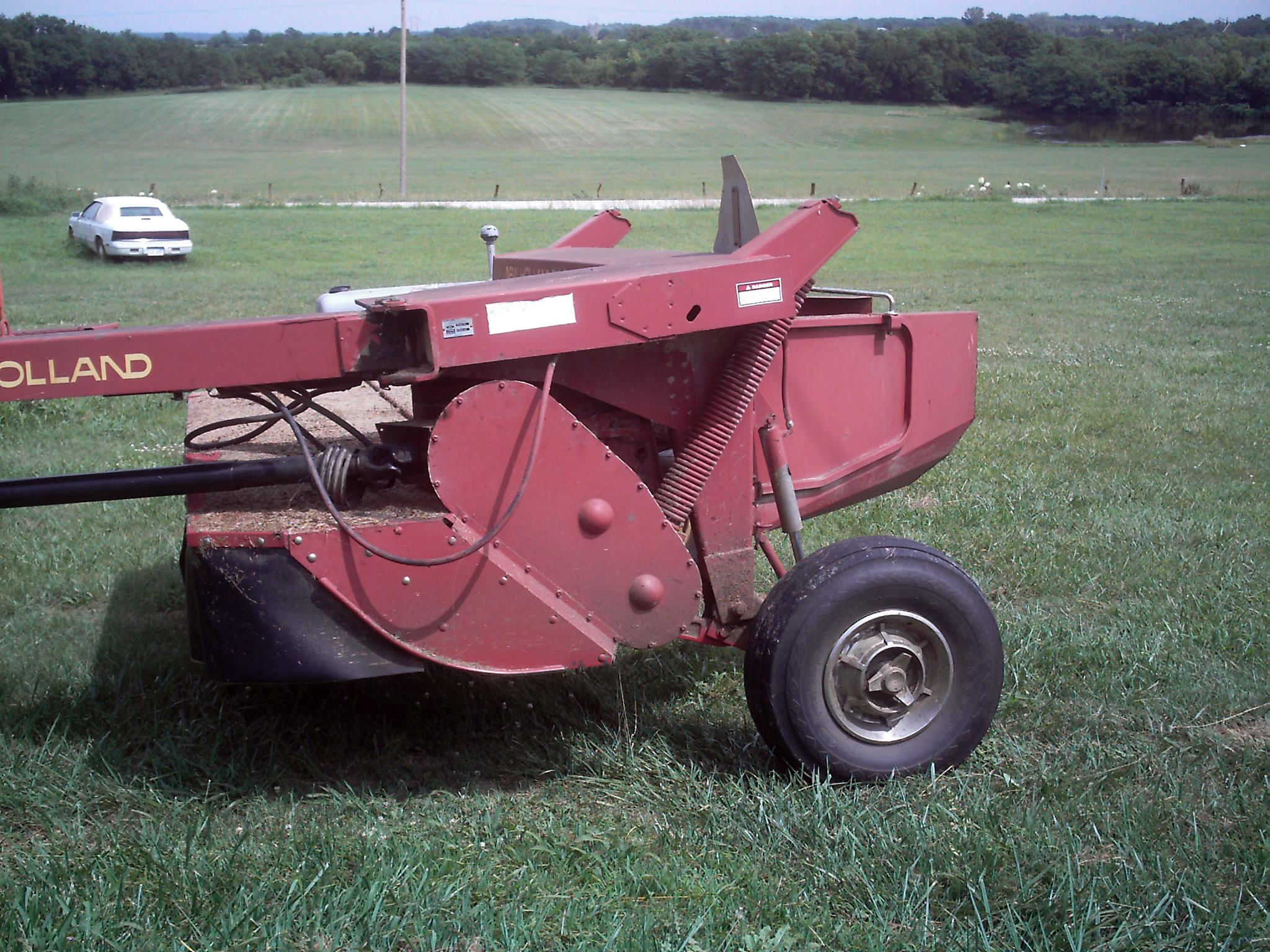
Discbine 411
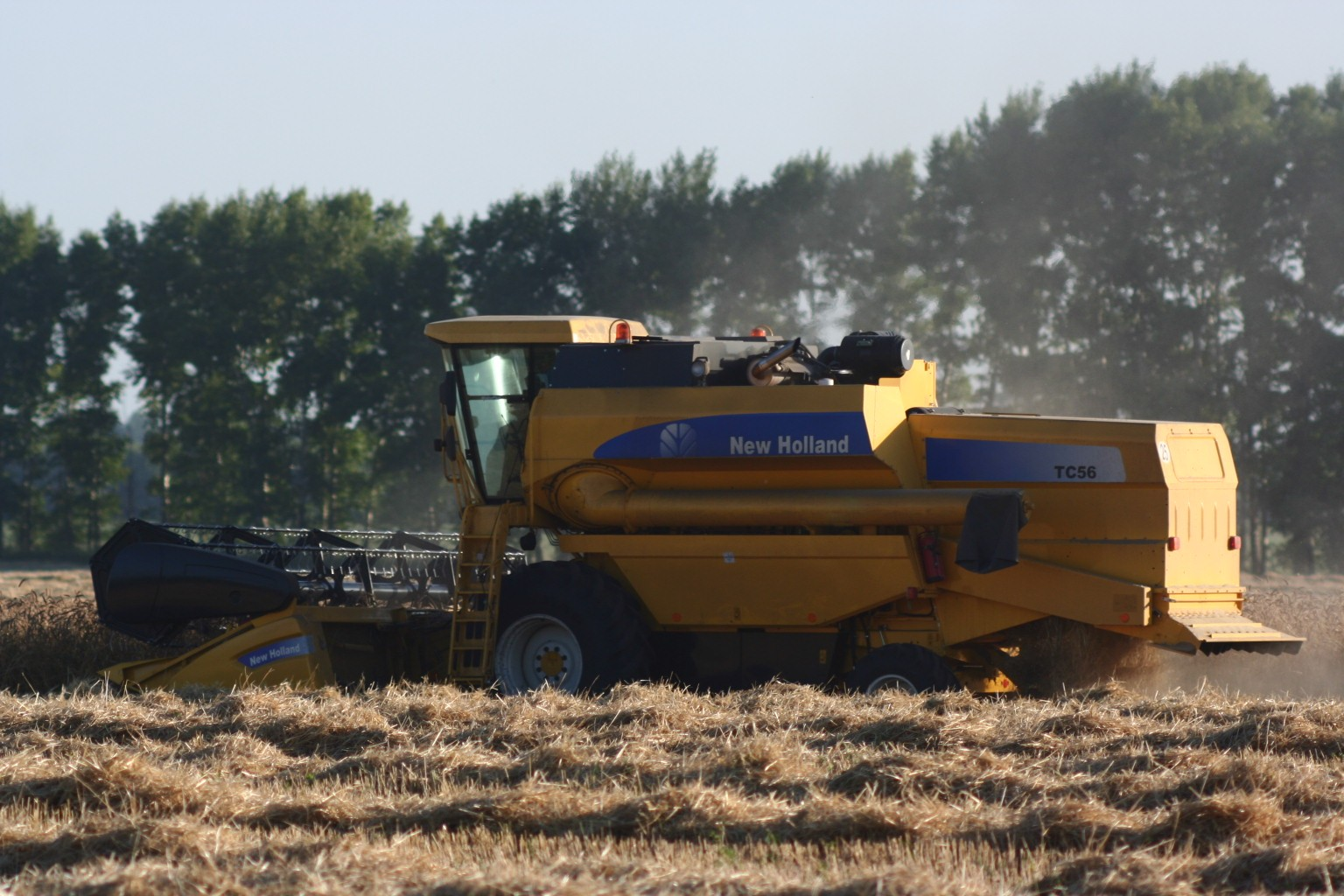
TC56
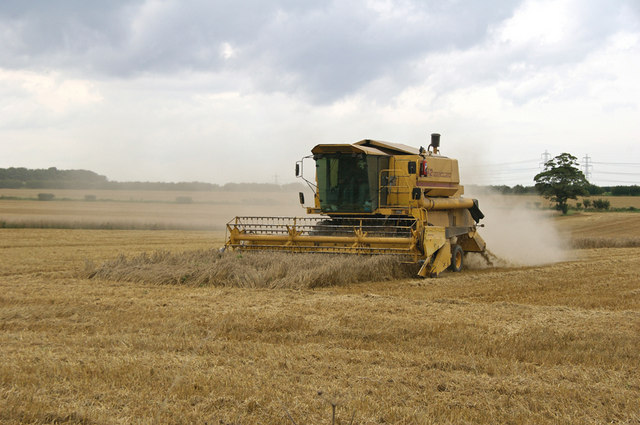
TF42
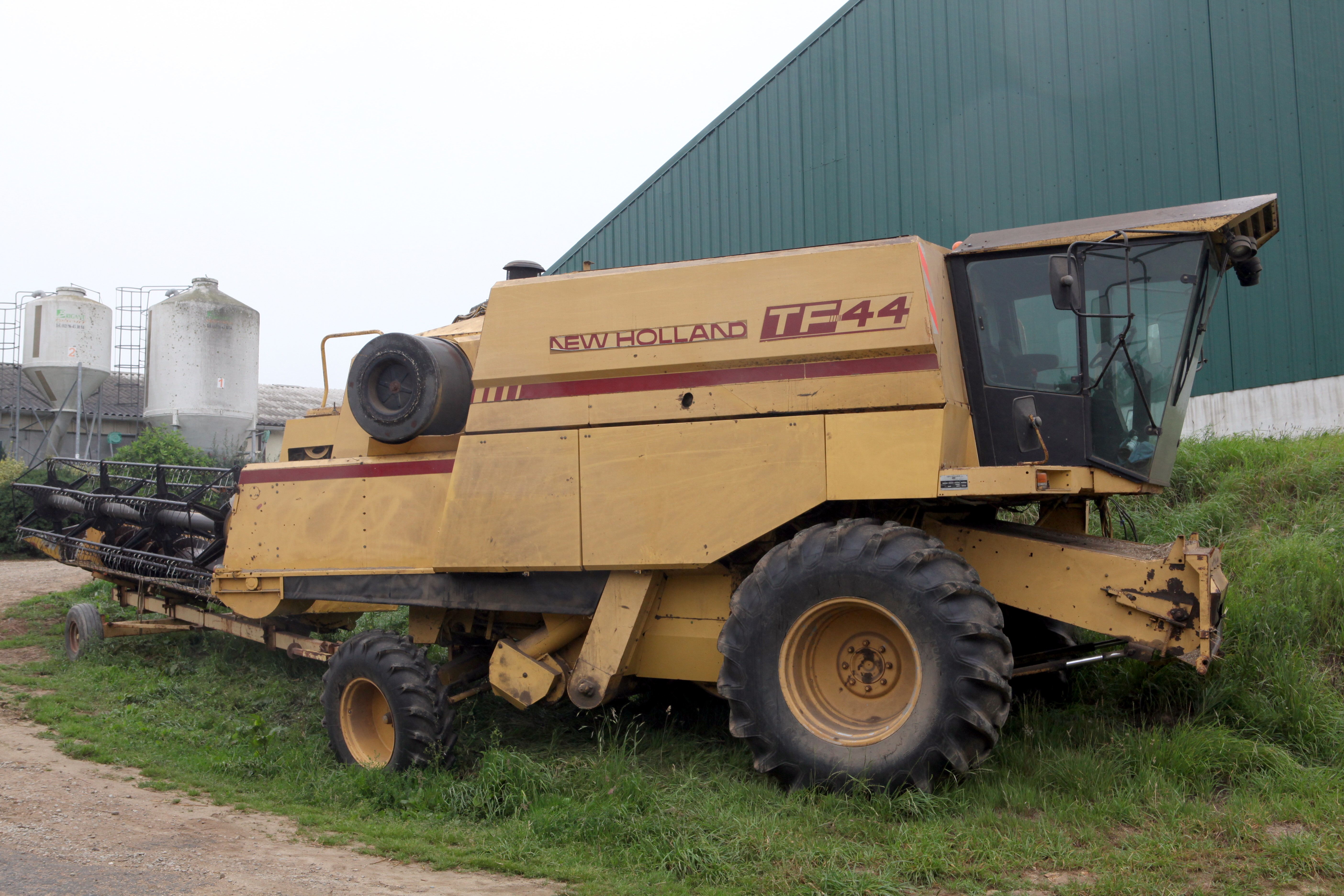
TF44
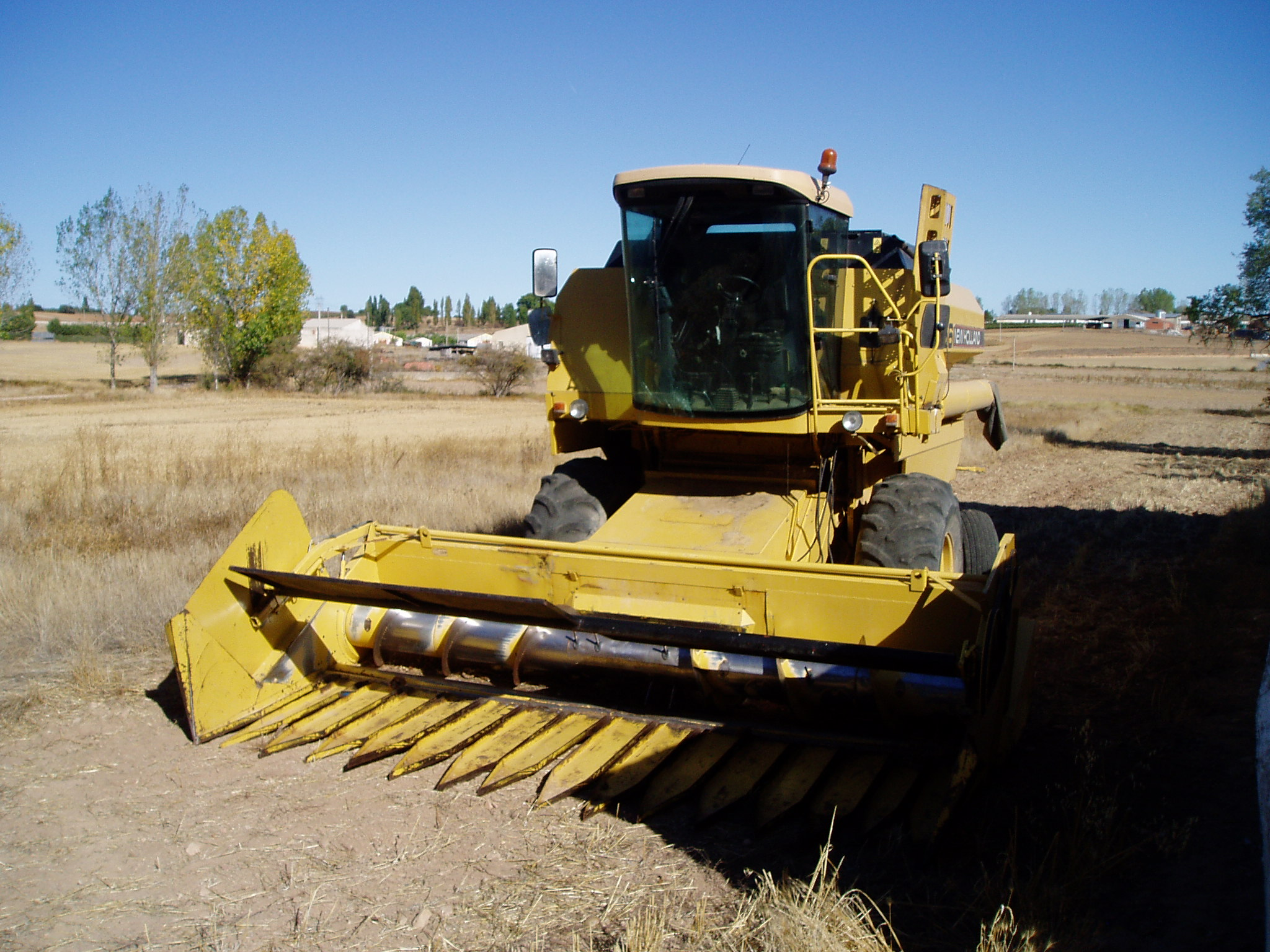
TF76
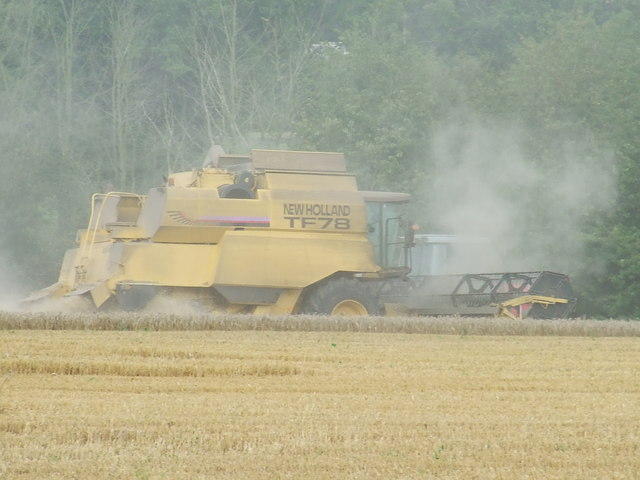
TF78
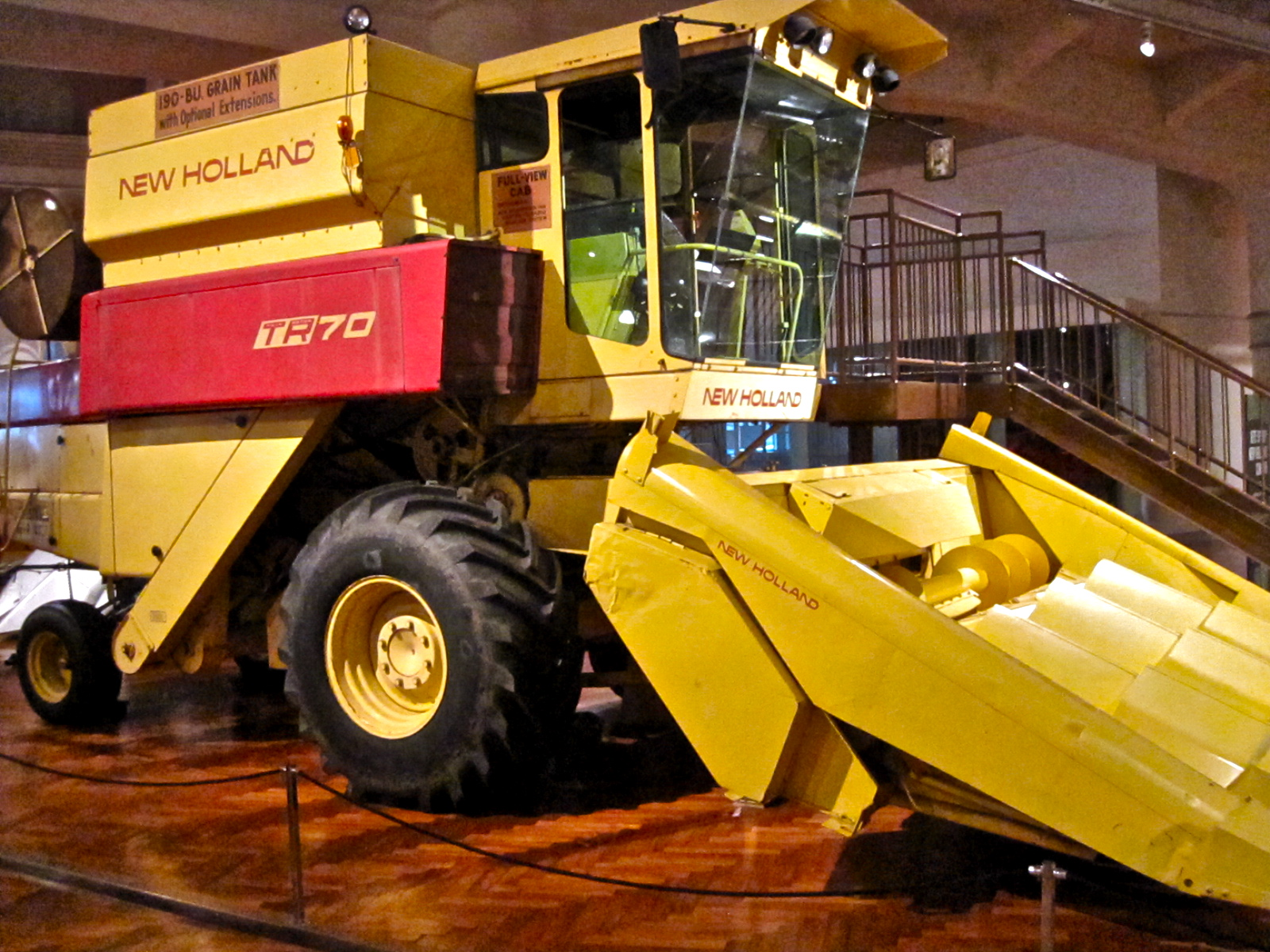
TR70
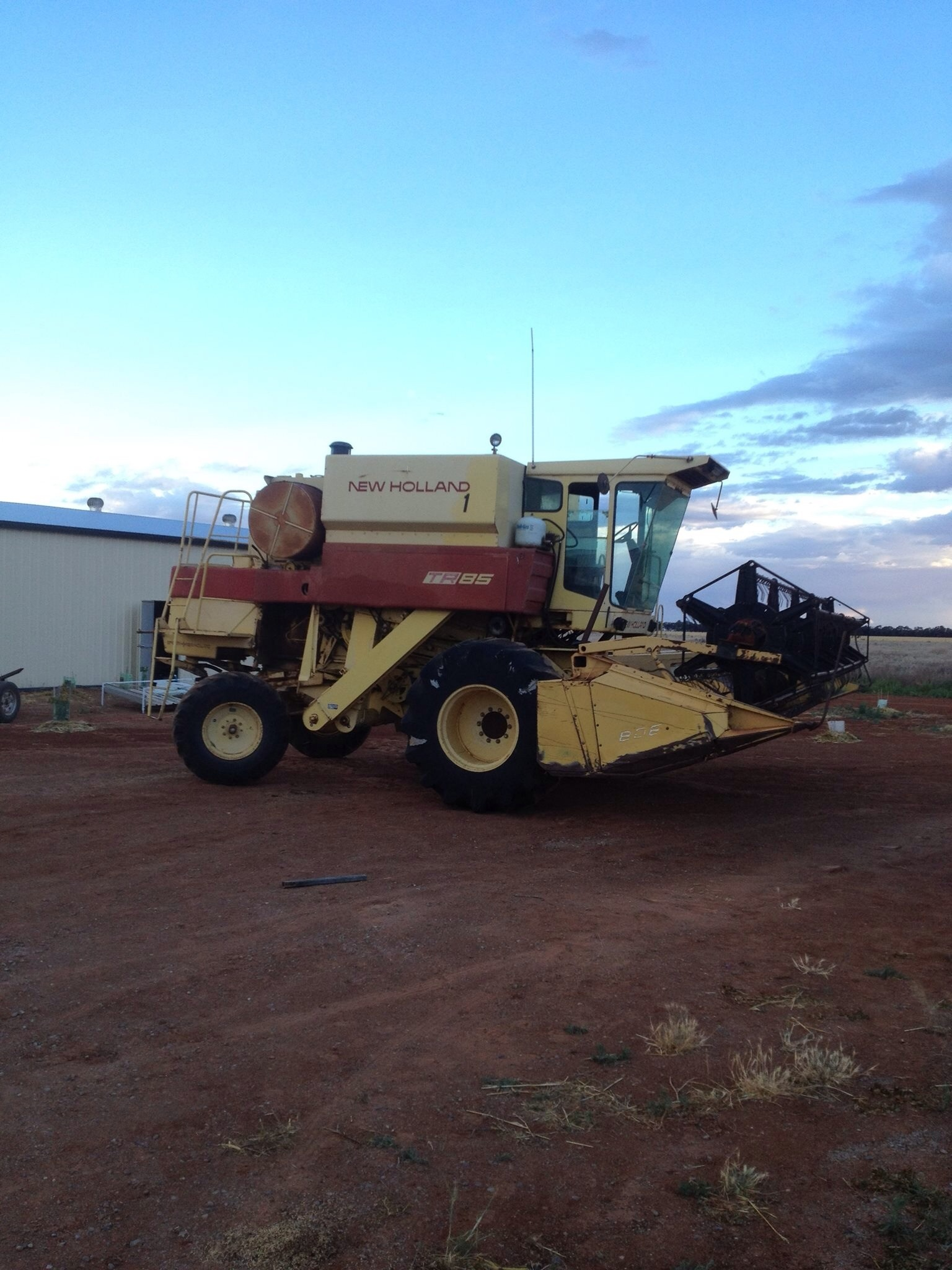
TR85
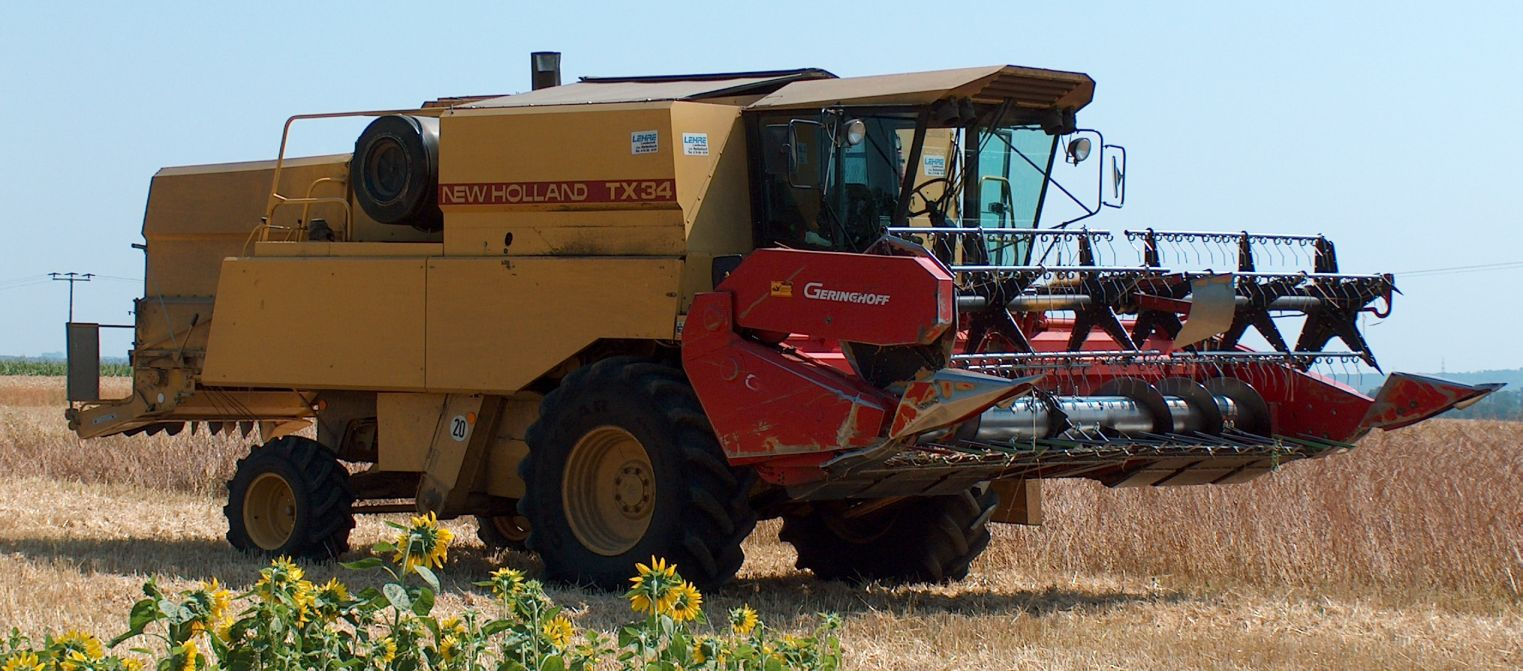
TX34
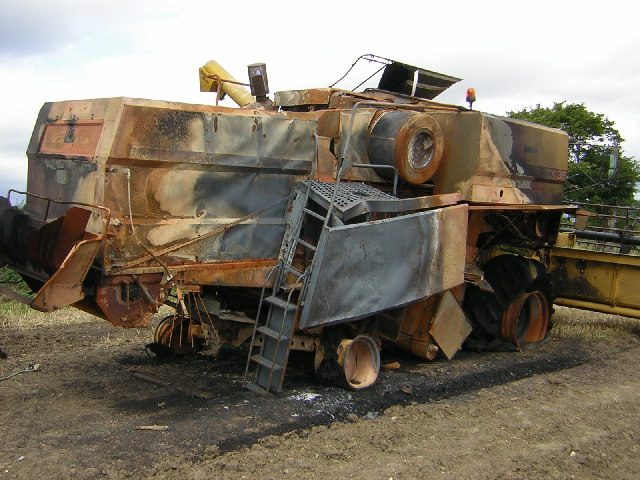
TX36
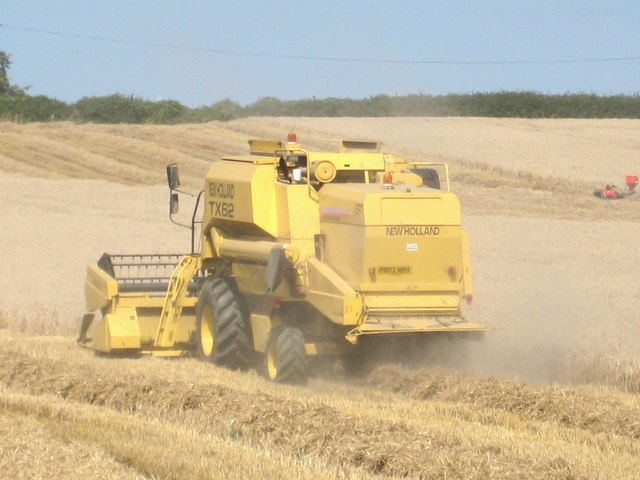
TX62
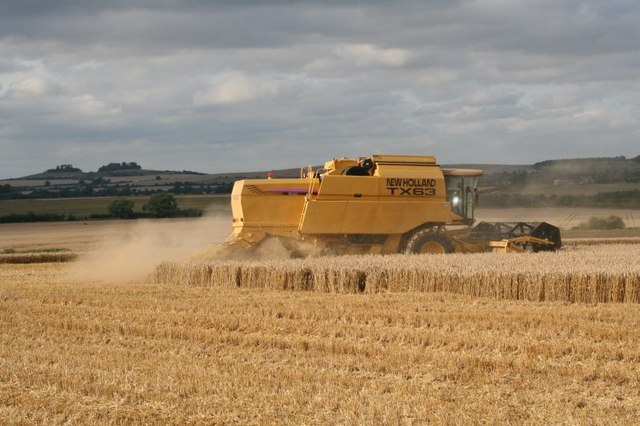
TX63
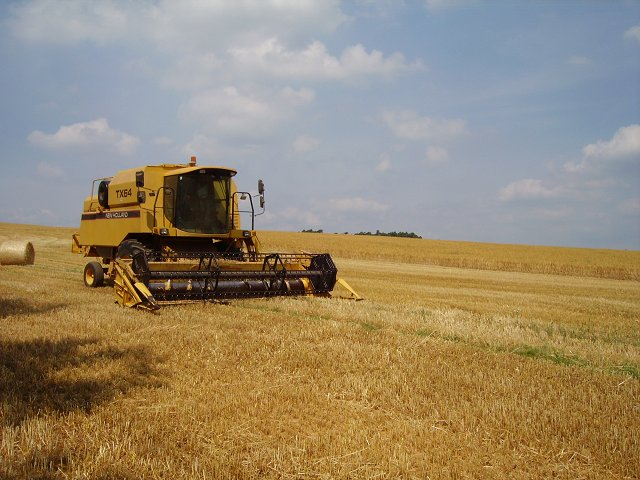
TX64
TX65
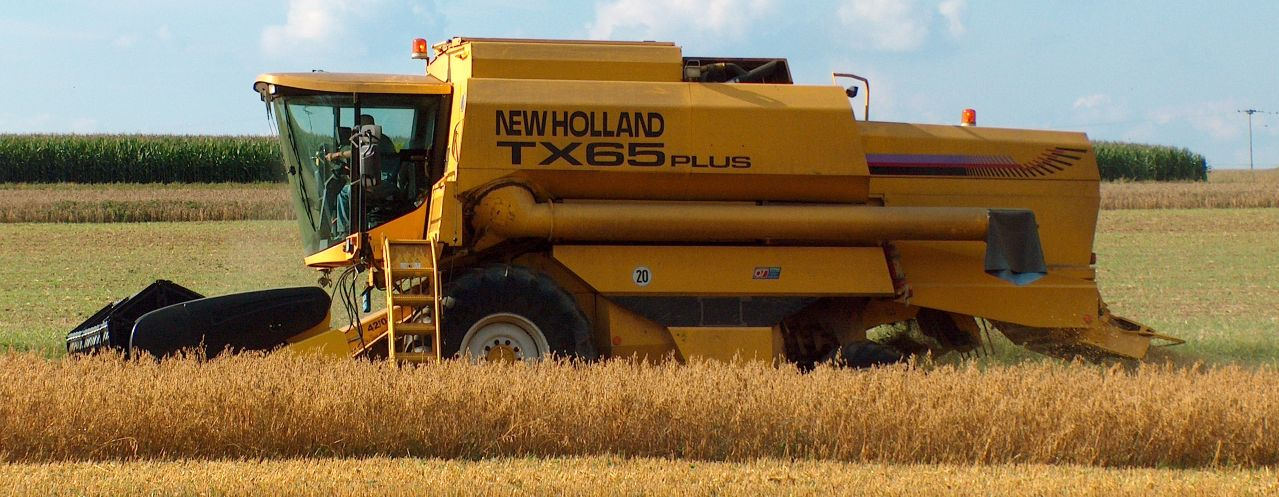
TX65+
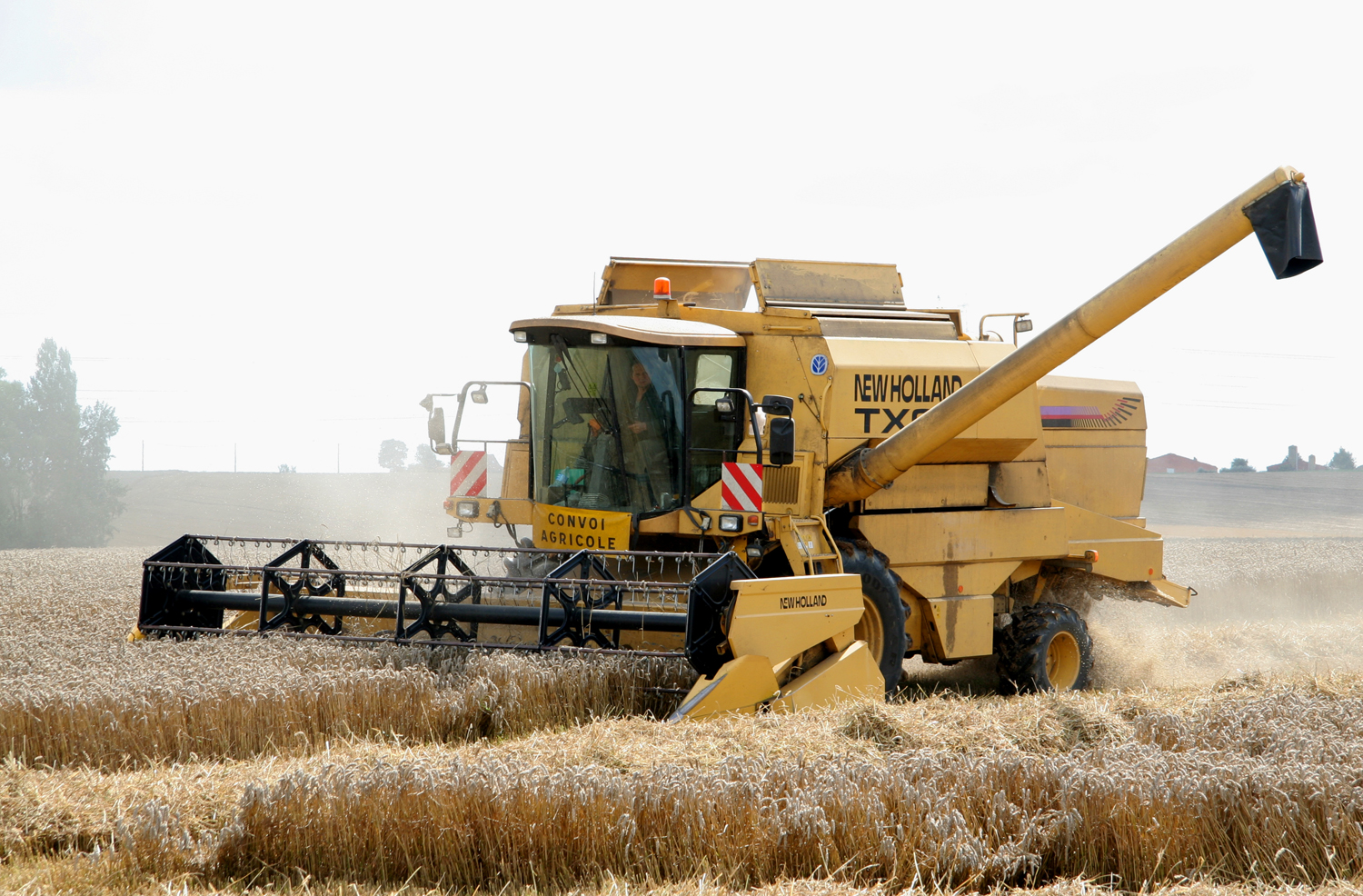
TX66
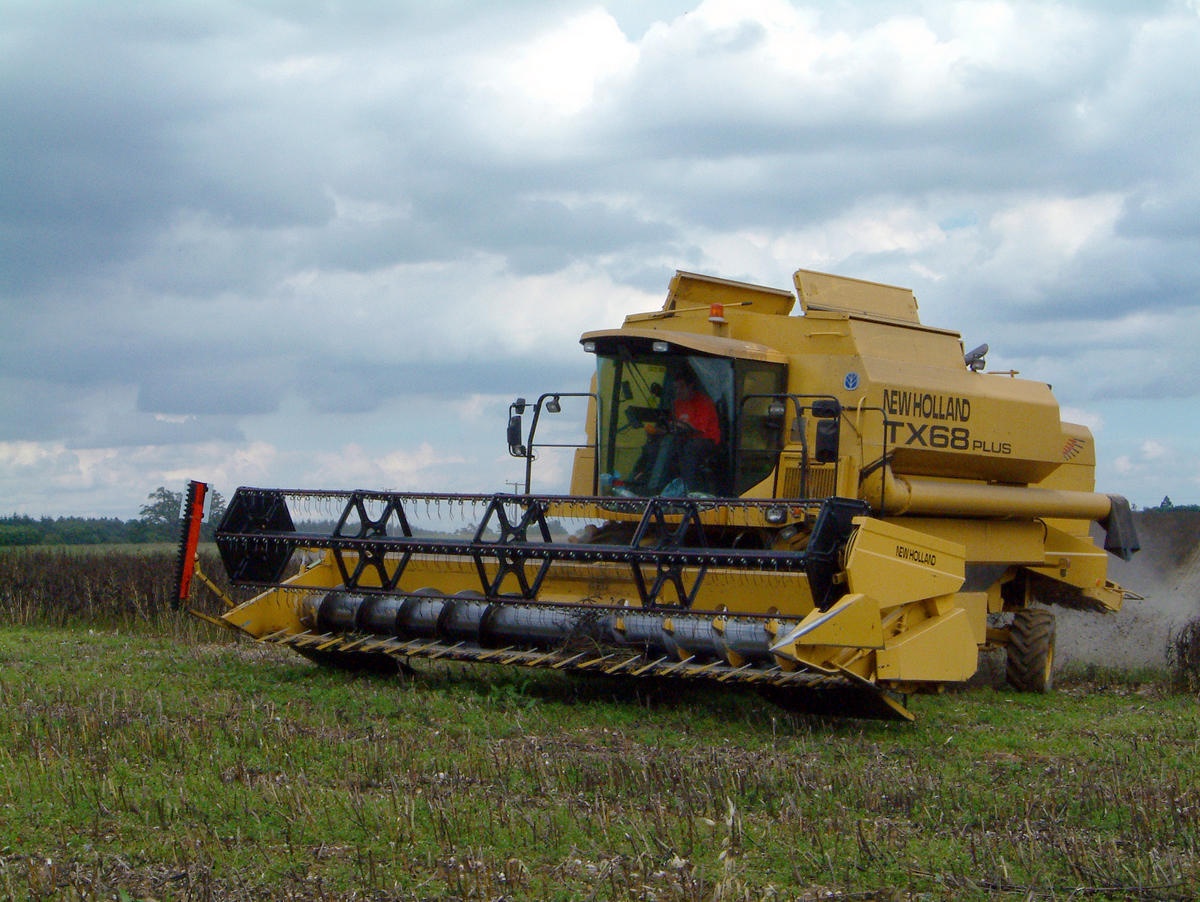
TX68
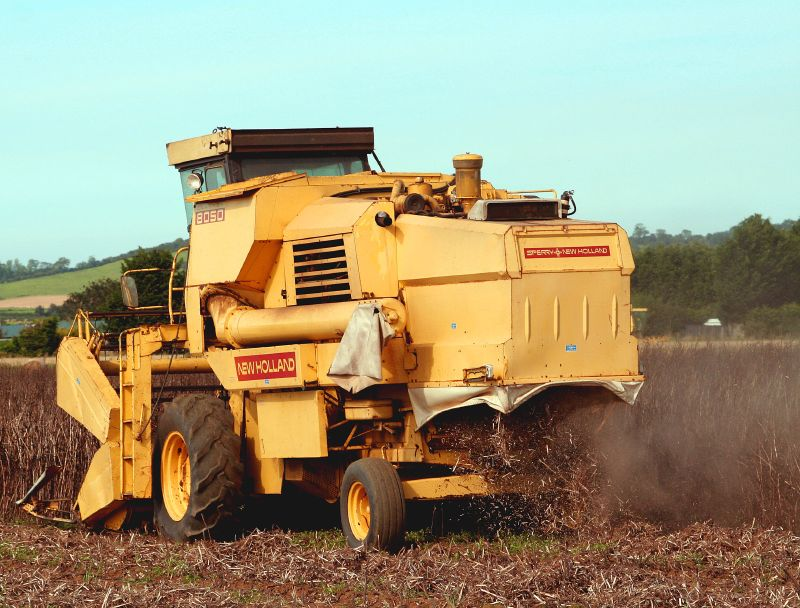
SNH 8050
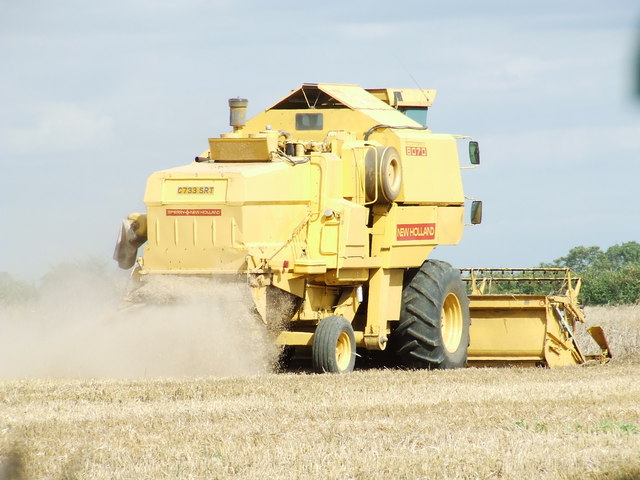
SNH 8070
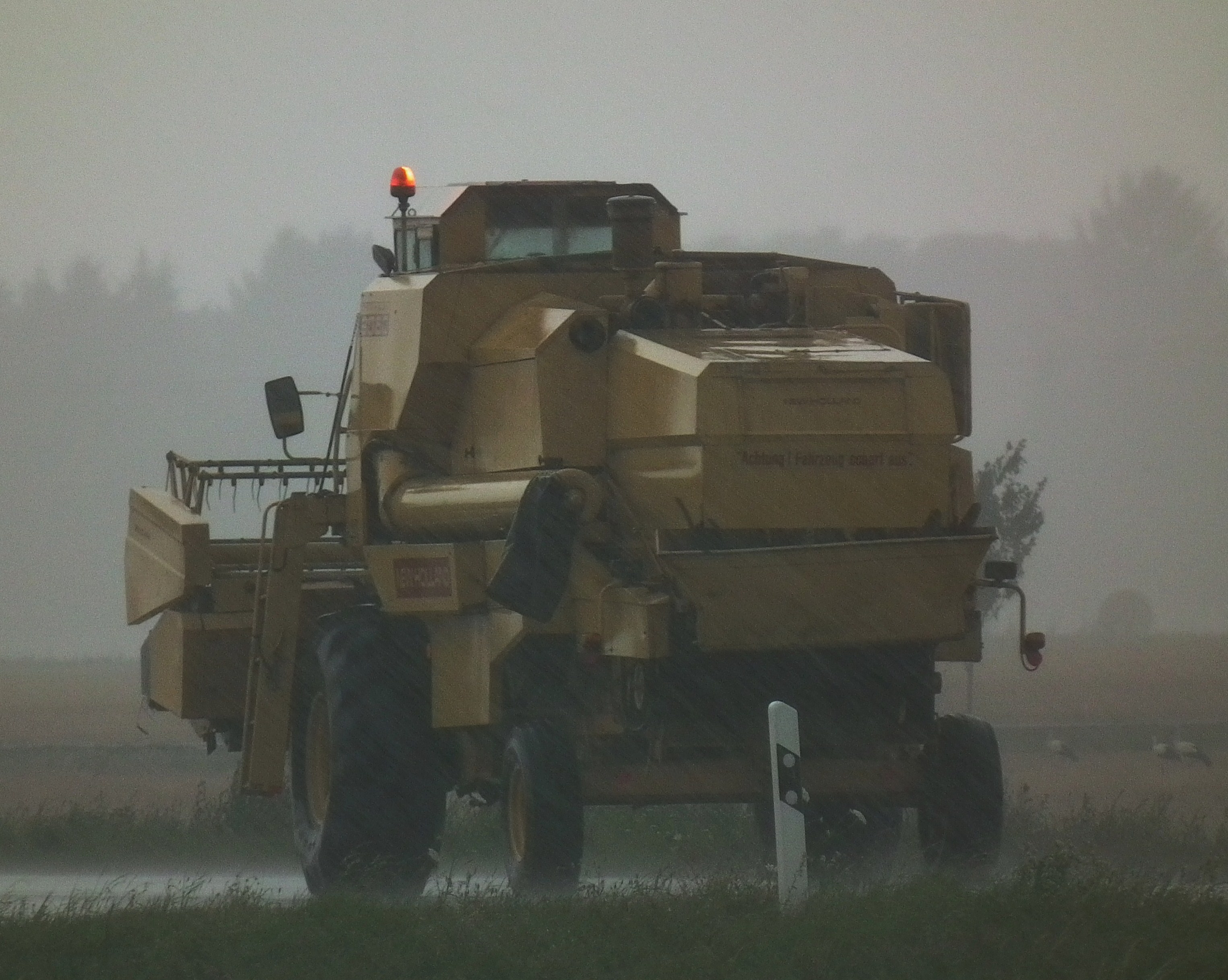
SNH 8080